# Xe tăng tại Việt Nam
Bài viết dưới đây trình bày lịch sử của các loại xe tăng được sử dụng bởi các lực lượng khác nhau ở Việt Nam.

## Những vết xích tăng đầu tiên
Vào năm 1918, Chiến tranh thế giới thứ nhất kết thúc. Pháp đã giành chiến thắng với sự thất bại của nước Đức, tiếp tục duy trì vị thế của một cường quốc trên thế giới.

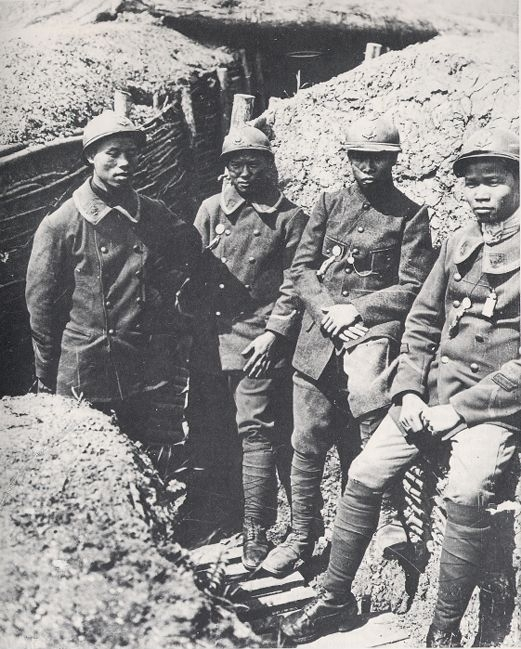
Binh lính Việt Nam tham chiến trong trận sông Marne lần thứ hai năm 1918

Sau khi tổng kết kinh nghiệm của Pháp sau Chiến tranh thế giới thứ nhất, rút ra rằng chiến thắng không chỉ mang lại sức mạnh toàn diện cho quốc gia, mà còn ảnh hưởng đến sức mạnh thuộc địa của nước đó và dự báo chiến lược, sức mạnh quân sự có thể quyết định trong đàm phán, nhưng sự thật là rằng lãnh thổ quốc gia có diện tích và lãnh thổ càng lớn thì tiềm lực quân sự càng lớn. Sự thất bại của Đức không chỉ là thất bại trong việc triển khai quân sự và tình trạng hỗn loạn trong nước, một yếu tố khác là nước này đang ở trong tình trạng yếu thế trước sự cạnh tranh các thuộc địa ở nước ngoài, không thể vượt qua sự phong tỏa hàng hải của Anh và Pháp, ngay cả khi sử dụng các hoạt động tàu ngầm. Hạn chế số lượng thuộc địa ở nước ngoài dẫn đến không đạt được hiệu quả chiến lược như mong đợi, thậm chí sẽ bị đối phương phong tỏa, dẫn đến thất bại về mặt chiến lược. Cả Anh và Pháp đều hút kiệt sức Đức thông qua tổng động viên các thuộc địa.

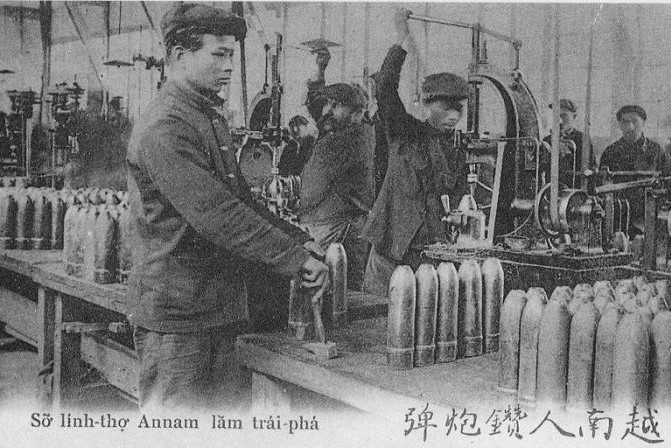
Lính thợ Việt Nam trong một nhà máy chế tạo súng đạn ở Pháp

Dựa vào kinh nghiệm trên, Pháp bắt đầu tăng cường đầu tư và xây dựng ở thuộc địa sau chiến tranh, có ý đồ thực hiện bản địa hoá các thuộc địa Tây Phi quan trọng nhất của Pháp và Việt Nam, biến những nơi này thành các trung tâm kinh tế và công nghiệp, đồng hóa dân thuộc địa theo tinh thần Pháp. Chuẩn bị cho Thế chiến thứ nhất ngoại trừ thuộc địa Tây Phi mà Pháp đã dày công quản lý trước Thế chiến thứ nhất, thuộc địa Việt Nam đã là cơ sở sản xuất lốp xe và cao su chính của Pháp. Với sự đầu tư của các công ty Pháp, các ngành công nghiệp bắt đầu hình thành, và đường sắt đã phát triển theo, nghiễm nhiên Việt Nam trở thành thuộc địa quan trọng thứ hai của Pháp trong quá trình mở mang bờ cõi, Pháp hy vọng có thể xây dựng Việt Nam thành pháo đài kinh tế và quân sự của riêng mình ở Châu Á, trong tương lai không chỉ có thể hỗ trợ Pháp trong Thế chiến tiếp theo, mà còn được sử dụng để mở rộng sự hiện diện của Pháp.　　
Tuy nhiên, để mở rộng lợi ích của Pháp ở châu Á, Pháp cần phải có quân đội đủ mạnh. Do đó, vào năm 1919, Pháp đã quyết định thành lập một lực lượng thiết giáp đóng quân tại Việt Nam . Để thành lập một lực lượng thiết giáp, trước hết cần phải nghiên cứu môi trường địa lý của Việt Nam có thể đáp ứng được nhu cầu hoạt động của thiết giáp hay không. Bộ Tổng tham mưu Pháp đã cử Thiếu tá Lục quân Cufferville sang thị sát Việt Nam vào cuối năm. Ông đã dành trọn một năm để đi khắp thuộc địa Việt Nam, khảo sát núi rừng, sông ngòi và cuối cùng kết luận rằng mặc dù hệ thống đường xá ở bán đảo Đông Dương tương đối lạc hậu, nhưng vẫn có chỗ cho các cuộc hành quân của xe tăng. Một số con đường rừng và thung lũng có thể cho phép xe tăng đi qua. Ngay cả ở những khu vực sông không có cầu, sà lan có thể được sử dụng để vận chuyển xe tăng.
Nhìn chung, Thiếu tá Courverville cho rằng trở ngại lớn nhất trong việc triển khai tác chiến xe tăng ở Việt Nam là môi trường nóng ẩm, điều này sẽ dẫn đến sự hao mòn nhanh chóng của các thiết bị cơ giới tinh vi. Tuy nhiên, nếu không tính đến tác động của nhiệt độ và độ ẩm, những lính xe tăng thậm chí có thể lái xe từ các thung lũng của Lào vào Thái Lan, rồi đi qua Thái Lan vào miền trung khá thoáng đãng của Miến Điện. Nếu xuất phát từ Hà Nội và đi về hướng Bắc, xe tăng cũng có thể đi xuyên qua môi trường rừng núi. Miễn là quân đội Pháp có đủ sức mạnh và sự hỗ trợ hậu cần, thì không có vấn đề gì lớn cho dù là đi về phía tây hay phía bắc.

Vì vậy Pháp bắt đầu triển khai lực lượng thiết giáp đến Việt Nam vào cuối năm 1919. Theo kế hoạch, nhóm quân đầu tiên được triển khai là một tiểu đoàn thiết giáp, với ba trung đội thiết giáp, tổng cộng 16 xe tăng Renault FT-17. Nhiệm vụ chính của đơn vị này là tiến hành các bài kiểm tra khả năng cơ động xe tăng trên tuyến đường do Thiếu tá Cufferville khám phá, đồng thời khám phá con đường chuyển tiếp tốt nhất và con đường cung cấp hậu cần hợp lý nhất. Kết quả kiểm tra cho thấy tác động của môi trường bản địa ở Việt Nam đối với lực lượng thiết giáp nhỏ hơn nhiều so với dự kiến trước đây của Bộ Tổng tham mưu Pháp.

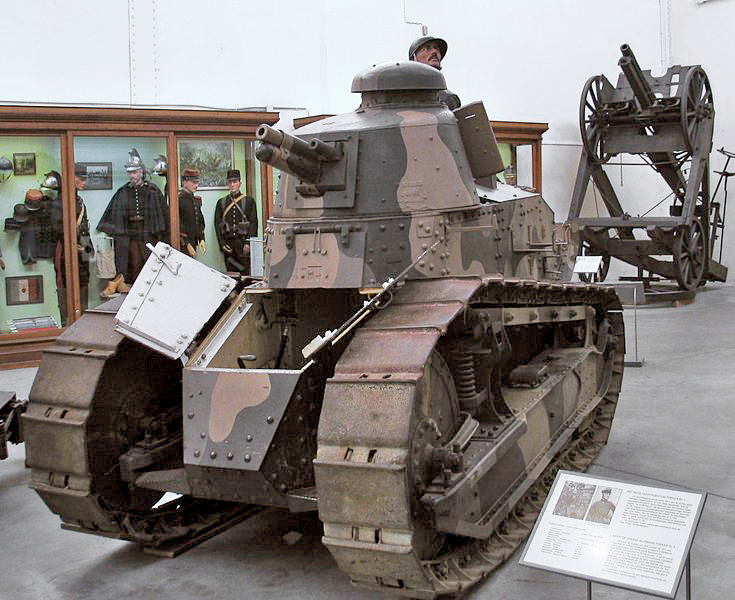
Renault FT 17

Sau khi Bộ Tổng tham mưu Pháp xác nhận khả năng chiến tranh bằng xe tăng tại Việt Nam, đã quyết định cử đợt xe tăng thứ 2. Lúc này, một lực lượng thiết giáp của Pháp đang đóng tại vùng Viễn Đông của Nga với tư cách là lực lượng can thiệp của Pháp. Bộ Tổng tham mưu quyết định đơn vị này có thể gửi trực tiếp xe tăng đến các đơn vị đồn trú ở Việt Nam khi về nước. Năm 1922, quân can thiệp của Pháp rút khỏi Nga, và thuộc địa của Pháp ở Việt Nam nhận được 5 xe tăng và 3 xe bọc thép do quân can thiệp gửi đến. Để mở rộng hiệu quả chiến đấu của thực dân Pháp tại Việt Nam, quân đội Pháp cũng tuyển dụng nhiều người Việt Nam làm lính hầu, hầu hết những người hầu này đều được huấn luyện phối hợp bộ binh của Pháp, nhưng vì người Pháp lo lắng rằng lính phụ sẽ nổi loạn nên họ thường được phục vụ như những người hầu. Chỉ một số vũ khí bằng gỗ có thể được sử dụng trong quá trình huấn luyện quân sự. Người Pháp thành lập một trung đội xe tăng của binh lính Việt Nam vào cuối năm 1922, và để lực lượng này được huấn luyện cùng với những người lính xe tăng Pháp.
Đến năm 1928, đã có một đại đội xe tăng ở Đông Dương, được hỗ trợ bởi các xe chiến đấu bọc thép như White Mle 1918, AM White-Laffly và Peugeot Mle 1925. Chúng được sử dụng ở nhiều khu vực khác nhau, nơi chúng được vận chuyển chủ yếu bằng tàu biển.
Trong khoảng 10 năm tiếp theo, cứ một đến hai năm quân đội Pháp sẽ đưa 10 đến 30 xe tăng và thiết giáp sang Việt Nam. Đến năm 1936, lực lượng thiết giáp của Quân đội thuộc địa Pháp đã được mở rộng quy mô cơ giới. Hầu hết đều là xe tăng, thiết giáp cũ bị Pháp loại biên ở Châu Âu, trở thành lực lượng mạnh nhất nhì Châu Á. Ngoài Nhật ra, e rằng không lực lượng nào có thể so sánh được với thiết giáp thuộc địa Pháp Việt trên giấy tờ. Tuy nhiên, Thống đốc cho biết ít nhất 2/3 số xe này đã mất khả năng chiến đấu, do nhà máy trong nước của Việt Nam mỗi năm chỉ sửa chữa được 10 xe tăng, xe bọc thép. Vì vậy quân đội Pháp phải tiếp tục bổ sung xe tăng, thiết giáp cho Việt Nam để đảm bảo hiệu quả chiến đấu của quân đội Pháp.

Năm 1938, các đơn vị thiết giáp của Pháp ở Đông Dương được tổ chức lại thành ba đơn vị cơ giới (Détachements Motorisé) - một đặt ở Hà Nội, một ở Vinh và một ở Sài Gòn. Cả ba đơn vị đều có xe đạp bộ binh và xe vận tải bọc thép Renault UE31R đi kèm. Nhưng vào thời điểm đó, tình trạng các xe bọc thép vẫn rất thảm hại, đó là lý do tại sao chúng không tham gia vào các Cuộc đụng độ biên giới với Thái Lan từ năm 1940 đến năm 1941. Billote cho biết trong một báo cáo của mìnhː
"Thiết giáp ở Sài Gòn chỉ được sử dụng mỗi năm một lần vào ngày diễu binh 14/7, thiết giáp ở Bắc Kỳ hoàn toàn không thể sử dụng được - về cơ bản chúng là một đống sắt vụn gỉ sét và không thể sửa chữa."
Kể từ giữa năm 1940, Toàn quyền Đông Dương, Tướng Decoux, đã yêu cầu viện trợ từ Pháp với ít nhất 100 xe tăng Renault R-35, nhưng yêu cầu ông không được lắng nghe. Khi tình hình châu Á ngày càng căng thẳng, quân đội thực dân Pháp bắt đầu loại bỏ những chiếc xe tăng cũ và hỏng hóc, một số được bán cho các nước láng giềng có biên giới với Việt Nam với giá đồ cũ. Lúc này, lực lượng thiết giáp Pháp-Việt chỉ có 37 xe tăng, 17 xe thiết giáp và 12 xe bán tải. Để đảm bảo an toàn cho thuộc địa, Bộ Tổng tham mưu Pháp đã khẩn trương điều 2 đoàn tàu bọc thép, 62 xe tăng R35 và xe bọc thép, 260 mô tô, 78 xe bán bánh xích và xe đầu kéo bánh xích sang Việt Nam. Tuy nhiên, sau thất bại và đầu hàng của Pháp vào năm 1940, lực lượng thiết giáp của Quân đội thuộc địa Pháp - Việt đã mất nguồn cung cấp phụ tùng và phương tiện chủ yếu. Vào thời điểm này, quân đội thuộc địa của Pháp tại Việt Nam đang đứng trước một tình thế khó xử, đó là dù trung thành với Vichy France hay Free France, các ý kiến khác nhau cũng xuất hiện trong nội bộ quân đội, diễn biến thành đấu đá nội bộ. Bắt lấy thời cơ, Nhật Bản lập tức mở cuộc tấn công, một cuộc xung đột quy mô nhỏ đã nổ ra giữa hai bên, kết cục là sự thất bại của các lực lượng thuộc địa trung thành với Nước Pháp tự do. Quân đội Nhật Bản đã thu giữ một số xe tăng của Pháp và giao chúng cho các đơn vị đồn trú Vichy, sau đó ký hiệp định liên minh. Tuy nhiên, cả Đức và Vichy Pháp đều từ chối cung cấp xe bổ sung và phụ tùng cho các đơn vị đồn trú của Pháp. Xe tăng và phương tiện của quân Nhật rất khác so với phương tiện của Pháp, quân đội thuộc địa không có cách nào để có được bất kỳ sự bổ sung nào, cuối cùng số xe tăng còn lại cũng bị loại bỏ hoàn toàn trước năm 1945.

## Chiến tranh Đông Dương lần thứ nhất
Trong chiến tranh Đông Dương lần thứ nhất, xe tăng là ưu thế tuyệt đối của quân đội Pháp trước Việt Minh. Hầu hết số xe tăng này đều có nguồn gốc từ Mĩ.
Sau khi chính quyền lâm thời Việt Nam Dân chủ Cộng hòa tuyên bố Việt Nam độc lập, Đế quốc Thực dân Pháp, dưới danh nghĩa lực lượng Đồng Minh, tiến vào Đông Dương để giải giáp quân Nhật nhưng kỳ thực với mưu đồ tái chiếm thuộc địa. Chính quyền Việt Nam đã cố gắng hòa hoãn, nhưng cục diện càng lúc càng căng thẳng.
Ngày 23 tháng 9 năm 1945, quân Pháp, có quân Anh giúp sức, gây hấn ở Sài Gòn, bất ngờ tấn công trụ sở Lâm ủy Nam Bộ, chính quyền Việt Nam tại miền Nam, mở đầu cuộc Chiến tranh Đông Dương lần thứ nhất. Tuy nhiên, người Việt Nam cũng đã có sự chuẩn bị và đã tiến hành cuộc chiến tranh tiêu hao. Những lực lượng "Nam tiến" chi viện của Chính quyền Trung ương nhanh chóng tham chiến làm hạn chế tốc độ phát triển chiến tranh của người Pháp.
Ở miền Bắc, cục diện vẫn tiếp tục căng thẳng. Theo thỏa thuận Pháp - Hoa, quân Pháp vào Bắc Đông Dương để thay thế lực lượng Quốc quân Trung Hoa. Cục diện hòa hoãn không thể kéo dài được lâu.
Nhiều cuộc đụng độ giữa hai bên diễn ra, trong đó nghiêm trọng nhất là vụ đụng độ ngày 20 tháng 11 năm 1946, khi quân Pháp tấn công và đánh chìm ở cảng Hải Phòng một ghe tình nghi chở vũ khí cho Việt Minh. Vệ quốc quân Việt Nam đánh trả quyết liệt lại quân Pháp. Sau cuộc ngừng bắn ngày 21 tháng 11 năm 1946, Pháp gửi tối hậu thư cho chính quyền Việt Minh ở Hải Phòng, đòi Việt Minh phải rút khỏi Hải Phòng và trao thành phố lại cho Pháp. Ngày 23 tháng 11 năm 1946, chính quyền Việt Minh từ chối yêu sách của Pháp, và quân Pháp bắt đầu bắn phá Hải Phòng với xe tăng và trọng pháo từ tuần dương hạm Suffren, để "dạy lũ côn đồ Việt Minh một bài học", như lời của Tổng tư lệnh liên quân Pháp, tướng Valluy nói với các viên chỉ huy địa phương qua radio. Có rất nhiều người Việt bị chết trong cuộc bắn phá đó. Phía Pháp nói rằng có 6.000 thương vong, trong khi phía Việt Minh tuyên bố thương vong lên tới 20.000 người. Hai phía sau đó tiếp tục các cuộc đàm phán ngưng bắn, nhưng không mang lại kết quả gì cho tới tận tháng 12.
Chiều 18 tháng 12, Pháp gửi cho chính phủ Việt Minh tối hậu thư đòi làm nhiệm vụ trị an ở Hà Nội và đe dọa "Đến sáng 20-12 những điều đó không được chấp nhận thì quân Pháp sẽ chuyển hướng sang hành động". Sáng 19 tháng 12, Pháp gửi tiếp cho phía Việt Minh một tối hậu thư, đòi tước vũ khí của Vệ quốc đoàn ở Hà Nội, đòi Việt Minh phải đình chỉ mọi hoạt động chuẩn bị kháng chiến.
Quân Pháp có một trung đoàn xe tăng, thiết giáp trang bị 22 chiến xa, 40 thiết giáp xa.
Lực lượng phía Việt Minh gồm 2.500 Vệ quốc quân, 8.000 dân quân tự vệ, được đông đảo nhân dân thủ đô ủng hộ. Trang bị vũ khí của bộ đội còn thô sơ, chỉ có hầu hết là súng trường bắn phát một với rất ít đạn. Tổng cộng 2561 chiến sĩ Vệ quốc quân chỉ có 1516 súng trường, 3 trung liên, 1 đại liên, vũ khí chống tăng chỉ có 1 khẩu bazooka 60mm, 1000 quả lựu đạn, 93 bom ba càng, pháo binh chỉ có 7 khẩu pháo cao xạ, 1 sơn pháo 75mm, 1 pháo 25mm, 2 súng cối 60mm Trung bình hai người mới có một quả lựu đạn. Các đơn vị dân quân tự vệ trang bị còn thiếu hơn nữa, chủ yếu phải dùng vũ khí thô sơ như giáo mác, cung tên, mã tấu. Bộ đội Việt Minh hầu như không có nguồn cung súng đạn nào ngoại trừ tịch thu từ chính những đội quân nước ngoài đã trú đóng trên lãnh thổ. Thậm chí những vật tư còn dùng được sau khi trục vớt trong các tàu hàng Nhật bị đắm ở vịnh Bắc Bộ cũng được tận dụng. Quân Việt Nam trang bị lẫn lộn súng từ Âu sang Á như Lebel, Berthier của Pháp, Mauser của Đức và phiên bản sao chép Kiểu 24 của Trung Quốc, súng Arisaka của quân đội Nhật. Các loại súng trường, carbine, tiểu liên mới do Anh, Mỹ sản xuất rất hiếm. Mỗi tiểu đội Việt Nam chỉ có 3 - 4 súng trường, còn lại là dao găm, mã tấu. Nhiều súng đã cũ, gỉ sét. Súng hỏng được tháo dỡ, lấy linh kiện sửa chữa vũ khí cùng loại. Vấn đề nan giải nhất là đạn dược rất thiếu thốn. Do có quá nhiều chủng loại hỗn tạp, việc cung ứng đạn cho súng lại càng khó khăn.
Việt Nam dùng chiến thuật chiến đấu du kích trong thành phố, dùng các lực lượng nhỏ lẻ để cầm chân quân địch đông và mạnh hơn nhiều. Trong chiến đấu, binh sĩ Việt Minh đã sáng tạo, dùng chai xăng krept để đánh xe tăng, dùng chai sỏi, chai vôi bột để đánh bộ binh, dùng pháo đùng, pháo tép để nghi binh. Các tường nhà được đục lỗ thông nhau để tiện cho việc liên lạc và phục kích, cũng để quân Pháp rối trí, không biết đối phương ở đâu.
Sau khi Nhật đầu hàng và Việt Minh giành được chính quyền, có thu được một số bom ba càng của người Nhật. Theo số liệu không đầy đủ của Trung đoàn 102 (Trung đoàn Thủ đô) thì có 93 cây bom ba càng được sản xuất trong khoảng thời gian từ tháng 3/1946 đến tháng 12/1946 do công binh xưởng của Liên khu 10 (Bộ Tư lệnh Thủ đô bây giờ) sản xuất tại khu vực Gia Lâm và một điểm dưới Hà Đông. Tất cả số bom ba càng được phát cho Vệ quốc đoàn để dùng trong trận Hà Nội. Vì bộ đội Việt Minh khi đó không có súng chống tăng nên bom ba càng là vũ khí chống tăng quan trọng nhất khi đó.

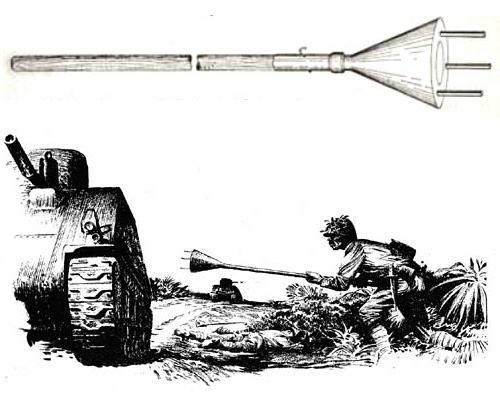
Hình minh họa cách sử dụng bom ba càng

Đâm bom ba càng phải là những chiến sĩ mưu trí, quả cảm, sẵn sàng hy sinh để hoàn thành nhiệm vụ. Nhưng với phương châm diệt được xe cơ giới địch, mà tổn thất thấp nhất về sinh mạng thì cần phải giữ được yếu tố bí mật bất ngờ. Khi xuất kích, tiếp cận mục tiêu, người lính phải được sự yểm trợ tối đa của hỏa lực từ đồng đội nhằm khống chế, vô hiệu hóa hỏa lực trên xe cơ giới và lực lượng bộ binh địch đi cùng. Khi đánh bom động tác phải dứt khoát, tay trái hoặc tay phải nắm (nâng) nơi tiếp giáp đuôi bom và gậy, tay còn lại nắm chắc 2/3 của gậy, mặt bom chếch 45 độ về phía trước, cách mục tiêu 2 - 3m hạ bom ngang tầm vai hai tay lao bom vào vị trí đã chọn, phải bảo đảm ba càng bom cùng lúc chạm trên mặt phẳng của mục tiêu (xe tăng, xe bọc thép bánh hơi. Nên chọn nơi thành bên hông xe, dưới tháp pháo, với xe bán tải thì chọn nơi thành xe phía giáp cửa lên xuống, sát buồng lái trên nơi gắn thùng nhiên liệu để tạo ra hiệu quả công phá tối đa. Bom nổ gây áp lực cháy nổ rất lớn (nhiên liệu và đạn trên xe cùng bị kích nổ), sức ép một phần dội ngược lại phía sau hất người đánh bom văng mạnh về sau, tổ cứu hộ phải sẵn sàng ngay lập tức xông ra dìu chiến sĩ đánh bom vào nơi an toàn. Thông thường người chiến sĩ sẽ rất dễ hy sinh khi tìm cách tiếp cận xe tăng địch, khi đánh trúng đích thì cũng dễ hy sinh vì bị sức ép từ bom nổ và hơi nóng táp vào người, nhưng cũng có những trường hợp hiếm hoi đánh được nhiều lần. Trong một số tổng kết có nói đến một số chiến sĩ đánh cháy vài xe tăng, xe thiết giáp bằng bom ba càng mà vẫn còn sống, nhưng không thấy phổ biến kinh nghiệm. Bom ba càng đánh được xe tăng vì chủ yếu Pháp đưa sang Việt Nam xe tăng hạng nhẹ trong Chiến tranh thế giới thứ hai.
Trong trận Hà Nội 1946, chừng 10 tổ cảm tử quân được thành lập, với tổng cộng chừng 100 đội viên. Họ được gọi là "quyết tử quân". Khác với đa số chiến sĩ tham gia chỉ được gọi là Vệ quốc quân hoặc tự vệ Hà Nội, họ thường mặc áo trấn thủ, đeo khăn đỏ, cầm bom ba càng, có khi được tổ chức truy điệu sống trước khi xung trận. Trong số 93 cây bom ba càng có trong trang bị, bộ đội Việt Nam đã sử dụng 47 cây và có 35 chiến sĩ cảm tử đã hy sinh khi đánh bom (tới năm 2014, có 27 liệt sỹ đã xác định được rõ ràng tên tuổi, quê quán).

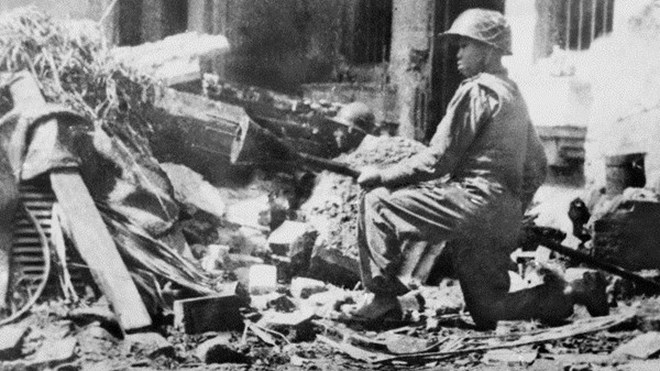
Chiến sĩ quyết tử Nguyễn Văn Thiềng (anh Trần Thành) đang ôm trong tay một quả bom ba càng đón đánh xe tăng Pháp ở Hà Nội năm 1946

Chiến sỹ cảm tử nổi tiếng nhất là chiến sĩ Nguyễn Văn Thiềng (bí danh Trần Thành), chính là chiến sĩ quyết tử trong bức ảnh lịch sử năm 1946. Anh sinh năm 1927, tham gia cách mạng từ năm 1944, là đoàn viên Thanh niên cứu quốc Hoàng Diệu, trung đội trưởng trung đội bảo vệ Bộ Tổng tham mưu (nay là số nhà 18, phố Nguyễn Du, Hà Nội). Ngày 23/12/1946, anh Trần Thành đã dùng bom ba càng đánh hỏng được một xe tăng địch ở ngã tư Bà Triệu - Trần Quốc Toản, giết cả kíp lái Pháp trong xe. Chiều hôm đó, quân Pháp lại tấn công, anh Trần Thành lại một lần nữa ôm bom ba càng lao vào xe tăng địch nhưng bom bị xịt, không phát nổ, lính bộ binh Pháp đi theo sau chiếc tăng dùng súng bắn liên tiếp khiến anh Trần Thành hy sinh. Nghệ sỹ Nguyễn Bá Khoản đã chụp được bức ảnh ghi lại khoảnh khắc lịch sử trước khi Trần Thành ôm bom ba càng lao lên và hy sinh. Bức ảnh đã trở thành biểu tượng của tinh thần "Quyết tử cho Tổ quốc quyết sinh" trong kháng chiến chống Pháp.
Theo chỉ thị trực tiếp từ Chủ tịch Hồ Chí Minh gửi từ căn cứ địa Việt Bắc xuống, bộ đội Việt Minh cấm được dùng bom ba càng một cách bừa bãi để tránh tổn thất quân số nên bom ba càng chỉ được sử dụng trong trường hợp bất khả kháng. Đến năm 1947, Giáo sư Trần Đại Nghĩa đã thiết kế thành công và cho ra đời súng Bazooka (Ba-dô-ca) Việt Nam theo mẫu Bazooka do Hoa Kỳ chế tạo trong Thế chiến 2. Từ sau năm 1948, bom ba càng không còn được sử dụng nữa.

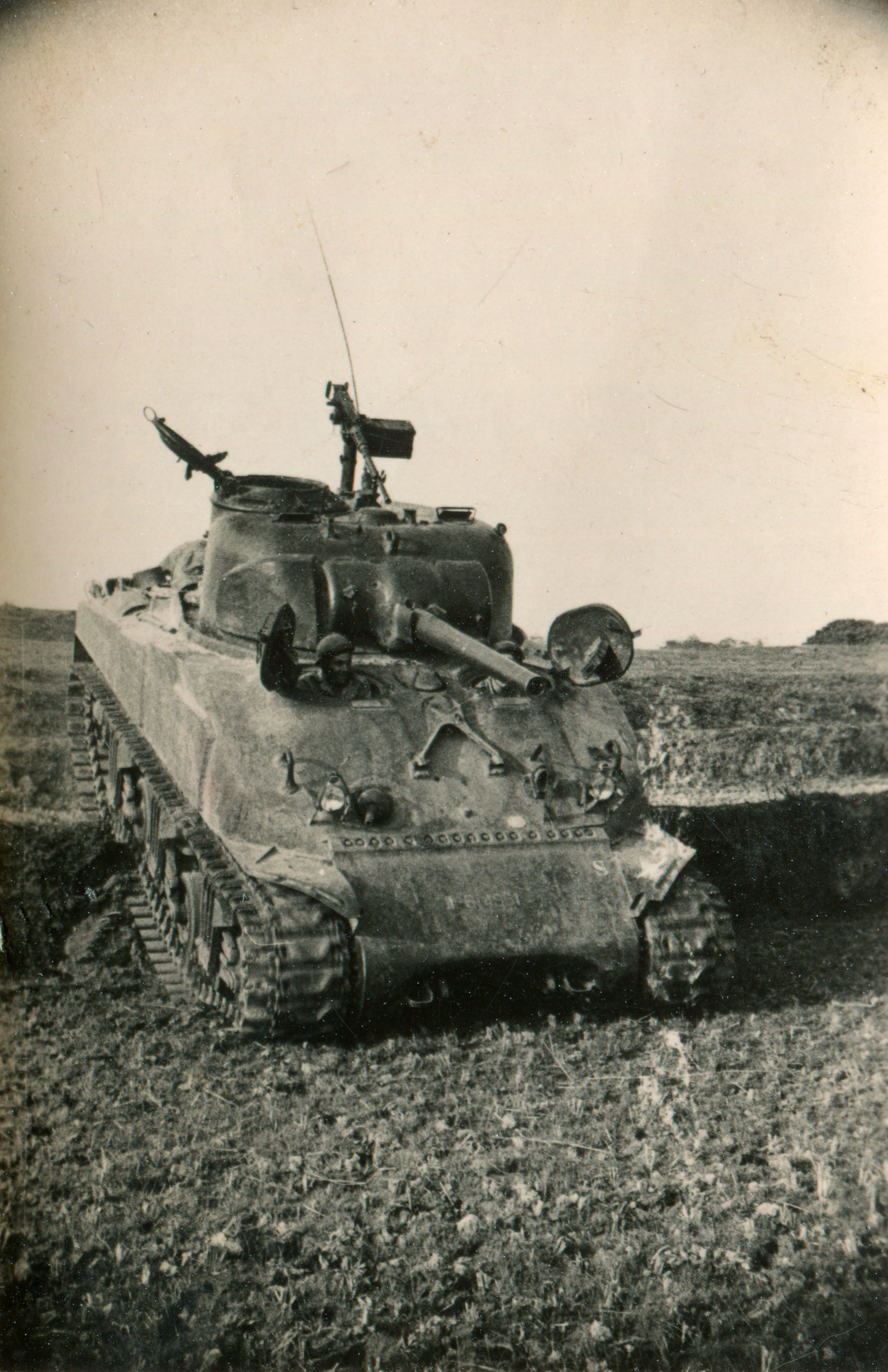
M4 Sherman tham chiến tại Đông Dương

### Xe tăng M3, M4
M5A1 là phiên bản cải tiến từ xe tăng hạng nhẹ M3 Stuart. Xe được trang bị pháo chính 37mm M6 với giáp dày 13-51mm. Trong giai đoạn 1946-1949, Pháp nhận được các xe M3A3 và M5A1 trong khuôn khổ chương trình Lend-Lease và sử dụng trong cuộc chiến. Số này được biên chế cho Sư đoàn thiết giáp số 2 Leclerc.

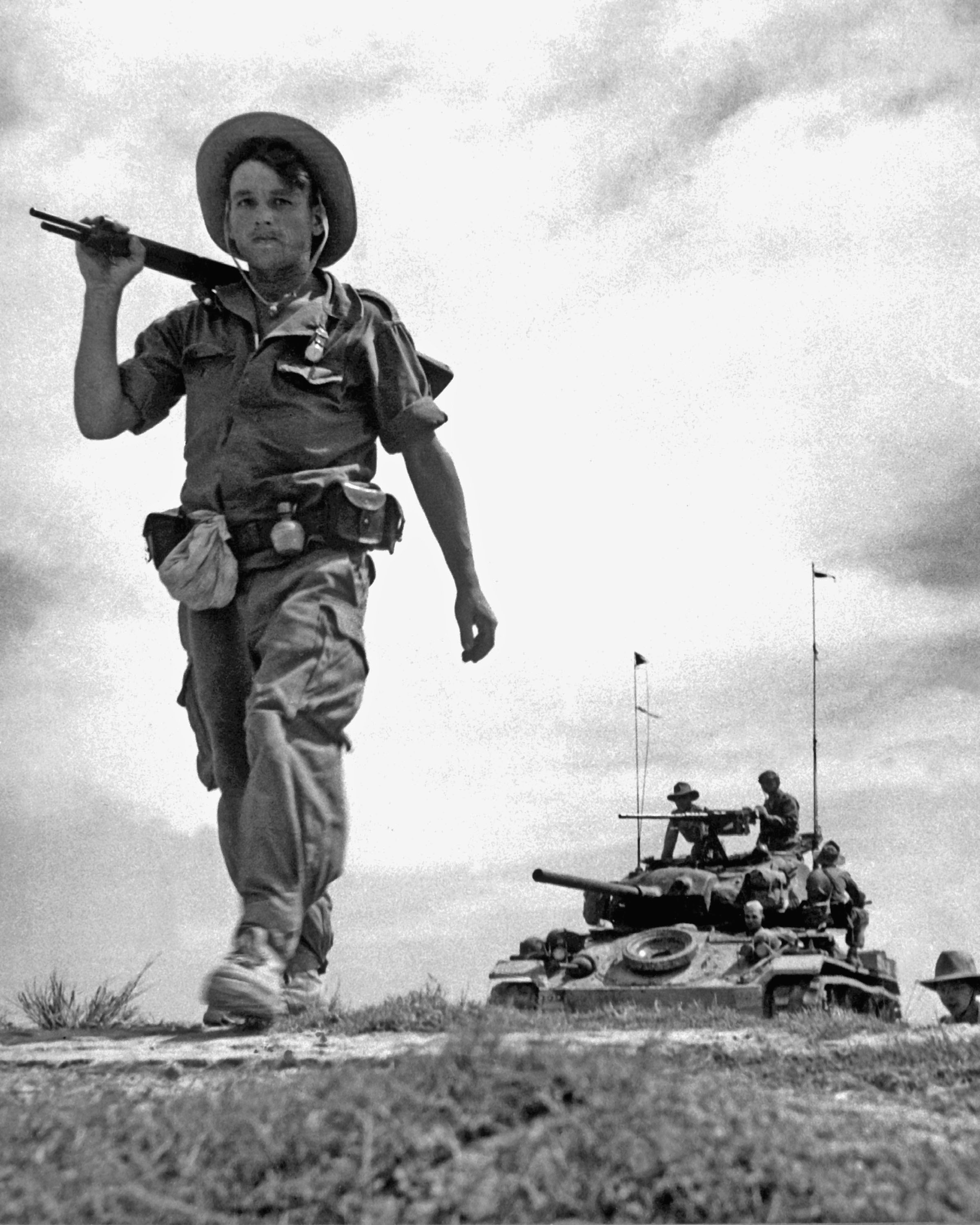
Lính lê dương Pháp tuần tra cùng xe tăng M24 Chaffee trong khu vực do Viêt Minh kiểm soát.

Năm 1950, Quân đội Pháp thành lập trung đoàn thiết giáp thuộc địa Viễn Đông (Régiment blindé colonial d'Extrême-Orient - RBCEO) để phục vụ cuộc chiến. Lực lượng bao gồm:
- Nhóm số 1 (phi đội 1 và 2) hình thành từ lực lượng của Bộ Tổng tham mưu và Trung đội pháo tự hành chống tăng số 1 gồm 547 người từ Trung đoàn Pháo tự hành chống tăng Thuộc địa (Régiment colonial de chasseurs de chars - RCCC )
- Nhóm số 2(phi đội 3 và 4) và trung đội Pháo tự hành chống tăng số 2 gồm 322 người từ Trung tâm đào tạo bọc thép thuộc địa (Centre d'instruction colonial de l'arme blindée - CICAB).[5]

Khi bắt đầu đến Đông Dương, quân số đã tăng lên và đạt 877 người, được trang bị 59 xe tăng Sherman:
- 53 xe M4 / M4A1 (hầu hết được trang bị pháo 75mm với hệ thống treo VVSS. Ngoài ra còn có một số chiếc có thân xe được hàn cơ học với các tấm phía trước đúc. Và thậm chí cả những xe M4A1E8 với nòng 76mm và hệ thống treo HVSS) [6]
- 6 khẩu M4 (lựu pháo 105 mm)

Mỗi phi đội gồm 4 trung đội. Ngoài ra đơn vị cũng được trang bị các phương tiện như Dodge, xe thiết giáp bán bánh xích, súng máy M20, xe phục hồi kiểu Lee và Xe phục hồi xe tăng M32B1, sau này là pháo tự hành chống tăng M36B2 .

### M24 Chaffee
Như những mẫu tăng thành công khác trong Thế chiến II, M24 được chuyển đến rất nhiều nước trên thế giới và được sử dụng bởi khá nhiều quân đội, cho đến khi được thay thế dần bởi loại tăng M41 Walker Bulldog. Những chiếc M24 đầu tiên của Pháp đến Đông Dương vào cuối năm 1950, thay thế cho các xe M3 / M5 Stuart hạng nhẹ đã lỗi thời cũng như xe tăng hạng trung M4 Sherman. Xe tăng M24 C1951 hình thành cơ sở của các đơn vị thiết giáp Pháp trong khu vực. Việc sử dụng các phương tiện bọc thép trong Chiến tranh Đông Dương bị hạn chế do tình trạng mạng lưới giao thông rất kém, kết hợp với chiến thuật du kích của Việt Minh. Theo quy định, xe tăng chỉ được sử dụng để bảo vệ các đoàn xe hoặc để bảo vệ các đơn vị đồn trú và các khu định cư. Trong điều kiện đó, sự xuất hiện của M24 đáng tin cậy và có tính cơ động cao đã làm tăng đáng kể khả năng tác chiến của lực lượng thiết giáp Pháp. M24 trong quân đội Pháp có biệt danh là "Bison". Quân Pháp từng sử dụng M24 trong các chiến dịch càn quét tại Đông Dương và cho kết quả rất tốt. Rất nhiều tăng M24 của quân đội Pháp tại Đông Dương được chuyển giao cho Quân đội Quốc gia Việt Nam, về sau được Quân đội Việt Nam Cộng hòa sử dụng cho đến khi được người Mỹ viện trợ cho loại tăng M41 Walker Bulldog thay thế.

#### Trận Điện Biên Phủ

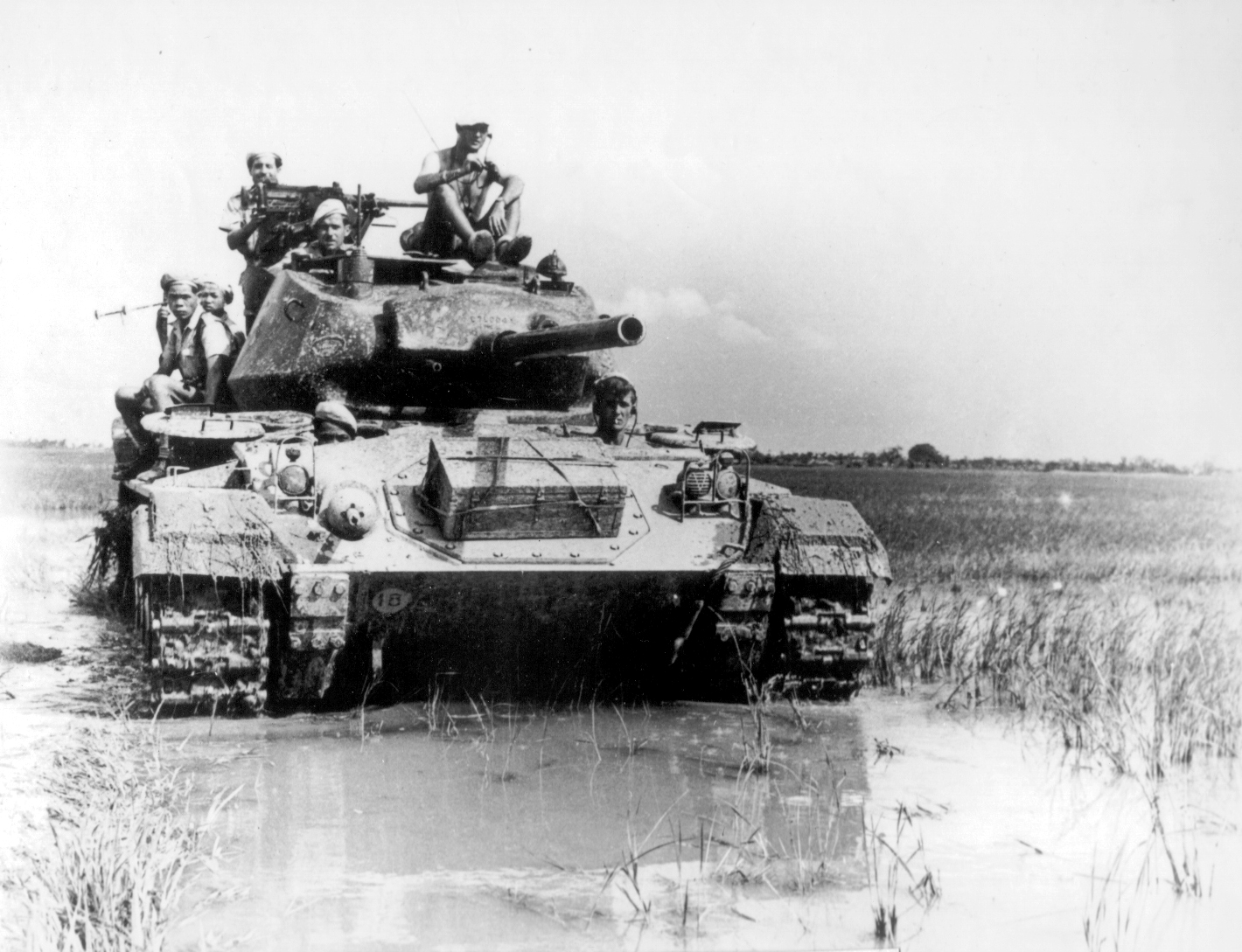
Xe tăng M24 Chaffee của Pháp tại cánh đồng Mường Thanh

Để bảo vệ tập đoàn cứ điểm Điện Biên Phủ (Điện Biên), năm 1954 Pháp đã huy động 10 xe tăng M24. Số xe tăng này được tháo rời và không vận từ sân bay Cát Bi (Hải Phòng) tới sân bay Mường Thanh và lắp ráp ngay tại tập đoàn cứ điểm.10 chiếc tăng được biên chế thành đại đội số 3, thuộc trung đoàn kỵ binh hạng nhẹ số 1 (3/1
RCC), với một xe chỉ huy và 3 phân đội, trong đó phân bổ cho phân khu Mường Thanh 2 phân đội (6 xe) và phân khu phía Nam (Isabelle - Hồng Cúm) 3 xe. Chỉ huy đại đội là đại úy Yves Hervouët.Mỗi xe tăng đều được quân đội Pháp đặt một tên riêng. Theo cuốn sách The Last Valley (Thung lũng cuối cùng) của tác giả Martin Windrow thì chiếc xe chỉ huy đại đội mang tên Conti, hai phân đội tăng ở phân khu Mường Thanh được chia thành phân đội Blue (Xanh dương), gồm các xe Bazeille, Douaumont, Mulhouse và phân đội Rouge (Đỏ): Ettlingen, Posen, Smolensk. Phân đội tăng đóng tại Hồng Cúm mang tên Vert (Xanh lá cây), gồm 2 xe tăng mang tên Ratisbonne và Neumach. Chiếc xe tăng chỉ huy được đặt là Conti, lấy từ tên tiểu đoàn 3 trung đoàn kỵ binh hạng nhẹ số 1 Régiment Conti Cavalerie. Các tên Bazeille, Ettlingen, Posen, Smolensk, Auerstaedt, Ratisbonne, Neumach là do những người lính Lê dương gốc Đức đặt để tưởng nhớ những địa danh ở quê hương. Bazeille là thị trấn ở miền Nam nước Pháp, Etlingen là một thị trấn ở Tây Nam nước Đức, Posen là một làng ở Ba Lan nhưng thuộc nước Phổ (Đức), còn Smolensk ở miền Tây nước Nga.
Trong cuộc chiến tại Điện Biên, đại đội xe tăng này đã gây rất nhiều khó khăn và thiệt hại cho quân đội Việt Nam. Như trong trận đánh đồi Độc Lập, ngày 15/3, quân Pháp mở cuộc phản công dưới sự chỉ huy của Trung tá Pierre Langlais, chỉ huy trưởng phân khu trung tâm thay cho Trung tá Jules Gaucher vừa tử trận, huy động 2 tiểu đoàn dù, tổng cộng 1.000 lính và tới 5 xe tăng, nhưng đang tiến quân thì bị nã pháo trúng đội hình nên bị đẩy lùi. Cuộc phản kích hòng chiếm lại con đường nối giữa phân khu Hồng Cúm và phân khu trung tâm ngày 28/3, cũng là một trận chiến khốc liệt có xe tăng yểm trợ. Trận này, xe tăng Pháp đã xông vào trận địa pháo phòng không của Việt Minh. Theo hồi ký Điện Biên Phủ - điểm hẹn lịch sử  của Đại tướng Võ Nguyên Giáp (Hữu Mai biên tâp), do không có bộ binh bảo vệ, các pháo thủ đã phải dùng cờ lê, chân súng máy... đánh giáp lá cà với lính dù Pháp.

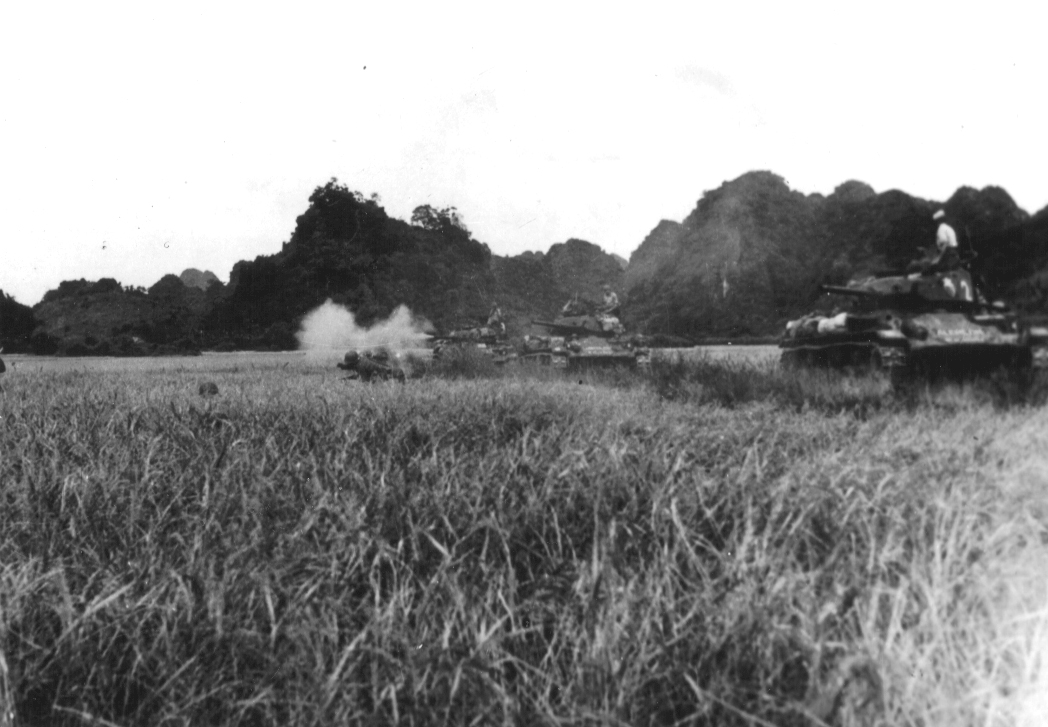
M24 Chaffee yểm trợ hỏa lực tại Điện Biên Phủ

Sau này, khi Việt Minh phát huy hiệu quả của súng không giật (DKZ) đạn lõm, lần lượt từng chiếc xe tăng của Pháp đã bị tiêu diệt. Trong trận đánh đồi A1, sáng 1/4/1954, khi quân đội Pháp cho 2 xe tăng từ phân khu trung tâm lên phản công; đại đội 674, tiểu đoàn 251, trung đoàn 174, đại đoàn 316 Việt Minh đã dùng DKZ bắn cháy một chiếc, chiếc còn lại bị thương phải rút lui. Chiếc xe bị bắn cháy mang tên Bezeille, hiện được trưng bày trên đồi A1. Một số xe tăng khác thì bị pháo binh của Việt Minh tiêu diệt, như chiếc tăng hiện "phơi xác" trên cánh đồng Mường Thanh hiện nay, đã bị đại đội pháo 105mm 802 thuộc trung đoàn pháo 45 bắn hạ ngày 23/4. Còn chiếc xe Ettlingen bị đại đoàn pháo 351 bắn cháy ngày 7/5, hiện đang nằm gần cửa hầm tướng De Castries, cạnh đó là chiếc xe chỉ huy Conti. Xe tăng chỉ huy Conti nằm giữa ngã ba cầu Mường Thanh - hầm tướng De Castries - sân bay Mường Thanh. Nó có nhiệm vụ bảo vệ Sở chỉ huy Tập đoàn cứ điểm Điện Biên Phủ, bị đạn pháo của Đại đoàn công pháo 351 Việt Minh bắn cháy vào 16h45 ngày 7/5/1954. Đại tá Hoàng Đăng Vinh, nguyên chiến sĩ đại đội 360, tiểu đoàn 130, trung đoàn 209, đại đoàn 312, người tham gia tổ chiến đấu đã xông vào hầm bắt sống tướng De Castries, kể lại: 

"Trong quá trình tiến vào trung tâm, các đồng đội của tôi nhìn thấy trước mặt có một ụ đất nhô lên khá cao, xung quanh là 4 chiếc xe tăng chạy vòng tròn. Đang không biết là gì thì tổ bắt được một tên địch, sau khi tra hỏi hắn khai đó là hầm của tướng De Castries. Mừng rỡ khi biết thông tin đó, tổ của tôi liền tung thủ pháo đón đầu khiến một xe tăng trúng đạn rơi xuống giao thông hào, một chiếc khác bị đơn vị bạn tiêu diệt, hai chiếc còn lại liền tháo chạy".

Kết thúc trận Điện Biên Phủ, Việt Minh đã tiêu diệt 8 xe tăng địch, và thu được 2 chiếc còn nguyên vẹn. Những chiếc xe tăng chiến lợi phẩm này đã tham gia vào đoàn quân duyệt binh mừng chiến thắng ngày 13/5 trên cánh đồng Mường Phăng. Số xe này được sử dụng để huấn luyện cho các đơn vị ở Miền Bắc. Đến trước năm 1960, đây là những chiếc xe tăng duy nhất mà QĐNDVN sở hữu tại Việt Nam.

## Chiến tranh Đông Dương lần thứ hai

### Quân đội nhân dân Việt Nam
Từ giữa năm 1955, Bộ Tổng Tư lệnh Quân đội nhân dân Việt Nam đã tuyển chọn nhiều cán bộ chiến sĩ tập trung để đưa đi học bổ túc văn hóa tại Trường Văn hóa Quân đội, với mục đích tạo nguồn để đào tạo cán bộ sĩ quan cả về chỉ huy, tham mưu và các quân binh chủng kỹ thuật, trong đó có binh chủng thiết giáp. Tháng 8 năm 1956, 2 đoàn cán bộ, chiến sĩ được tuyển chọn cử đi Trung Quốc để đào tạo về tăng - thiết giáp. Đoàn thứ nhất gồm 55 người, do ông Đào Huy Vũ làm đoàn trưởng, học về chỉ huy kỹ thuật và xe tăng-thiết giáp. Đoàn thứ hai có 147 người, học kỹ thuật vận hành và đảm bảo kỹ thuật xe. Từ cuối tháng 7 năm 1959, các đoàn học viên lần lượt tập trung tại một doanh trại quân đội ở thành phố Quế Lâm (Quảng Tây, Trung Quốc). Tháng 8 năm 1959, gần 100 xe tăng T-34 đầu tiên được chuyển thuộc cho đoàn học viên xe tăng Việt Nam, đánh số từ 100 trở đi.
Cũng trong tháng 8 năm 1959, Bộ Quốc phòng quyết định xây dựng một căn cứ huấn luyện xe tăng, lấy mật danh là Công trường 92, tại khu vực núi Đanh thuộc xã Kim Long, huyện tam đảo, tỉnh Vĩnh Phú (nay thuộc huyện Tam Dương, tỉnh Vĩnh Phúc). Ngày 2 tháng 9 năm 1959, Thiếu tướng Trần Văn Quang, Phó Tổng Tham mưu trưởng Quân đội nhân dân Việt Nam sang Trung Quốc thăm đoàn học viên và thay mặt Quân ủy Trung ương, Bộ Quốc phòng ra Nghị định số 449/NĐ, quyết định thành lập trung đoàn xe tăng đầu tiên của Quân đội nhân dân Việt Nam mang phiên hiệu 202. Tuy nhiên, mãi 3 ngày sau, ngày 5 tháng 10 năm 1959, Bộ Quốc phòng mới ký quyết định thành lập một đơn vị thiết giáp cấp trung đoàn trực thuộc Bộ Tổng Tư lệnh, lấy phiên hiệu là Trung đoàn 202, mang mật danh H02, do Thiếu tá Đào Huy Vũ làm Trung đoàn trưởng, Thiếu tá Đặng Quang Long làm Chính ủy.
Trong giai đoạn 1959-1960, Liên Xô đồng ý viện trợ cho Việt Nam 50 pháo tự hành SU-76 và 300 xe tăng T-34-85 để xây dựng các trung đoàn xe tăng đầu tiên. Từ 1961 đến 1973, có 500 xe tăng PT-76 đã qua sử dụng được Liên Xô chuyển đến Việt Nam. Trong năm 1970, Liên Xô viện trợ 50 pháo tự hành ISU-122 và 25 pháo tự hành ASU-57. Từ năm 1962 đến 1975, đã có mấy trăm chiếc T-54 được Liên Xô viện trợ Ngoài ra, khoảng 350 chiếc Type-59 và khoảng 100 chiếc Type-62 đã được nhận từ Trung Quốc.
Về xe thiết giáp, Việt Nam nhận được sớm nhất là loại BTR-152 gồm 100 chiếc được giao năm 1961 và 100 pháo tự hành SU-100 giao năm 1962. Từ 1963 đến 1966, có thêm 50 xe trinh sát BRDM và 100 xe bọc thép BTR-40 được giao. Đến năm 1968, Việt Nam tiếp nhận lô viện trợ xe bọc thép lớn nhất là 400 xe BTR-50. Ngoài ra, từ 1971 đến 1976, Liên Xô viện trợ 150 khẩu pháo cao xạ tự hành gồm ZSU-57-2 và ZSU-23-4

#### Xe tăng T-34-85
Sau khi thành lập, Đoàn H02 lần lượt được đưa về nước, làm nòng cốt để tiếp tục huấn luyện theo thực tế trong nước. Ngày 13 tháng 7 năm 1960, những chiếc xe tăng T-34 và pháo tự hành SU-76 và một số xe chuyên dụng đã được chuyên chở bằng tàu hỏa từ Trung Quốc về tới Việt Nam. Đúng 17 giờ, những chiếc xe tăng T-34 do Liên Xô viện trợ đã được chuyển bằng xe lửa về tới ga Vĩnh Yên; 18 giờ 33 phút, chiếc xe tăng mang số hiệu 114 do trung sĩ Đào Văn Bàn điều khiển đã in vết xích đầu tiên trên mảnh đất Việt Nam.
Xe tăng T-34-85 được trang bị một pháo chính 85mm ZiS-S-53 hoặc D-5T, 1 súng máy DT đồng trục với pháo chính cỡ nòng 7.62mm và một súng máy DT ở mặt giáp trước sử dụng bởi xạ thủ súng máy ngồi song song với lái xe. Các xe tăng của Việt Nam Dân chủ Cộng hòa đã được tân trang lại ở Liên Xô trước khi chuyển giao và hầu hết nếu không muốn nói là tất cả đều có bánh xe đường trường kiểu T-54/55, có một điện đài mới hơn (kiểu 10RT). Ngoài ra, các xe T-34-85 của Việt Nam còn được bổ sung thêm một súng máy DShK cỡ nòng 12.7mm trên tháp pháo để bắn máy bay tầm thấp cũng như bộ binh, những chiếc T-34-85 nguyên bản không có vũ khí này, nó đã tăng cường sức mạnh hỏa lực cho các xe tăng, giảm bớt các nguy cơ gây nguy hiểm cho xe trên chiến trường. Tuy nhiên do nguyên bản tháp pháo không được trang bị súng máy 12.7mm nên việc bổ sung cần phải hàn thêm một bệ giá đỡ ở phía bên phải của tháp, nó khiến hạn chế tầm bắn của súng khi xạ thủ chỉ có thể quay súng về bên phải mà không thể quay sang phía bên trái nếu như vẫn ngồi trong xe.
Ngày 29 tháng 2 năm 1962, Việt Nam tiếp nhận thêm một số trang bị mới bao gồm 1 xe MTY-10, 4 xe dắt T-34 do Liên Xô viện trợ. Cuối năm 1963, Việt Nam tiếp nhận thêm 72 xe T-34.

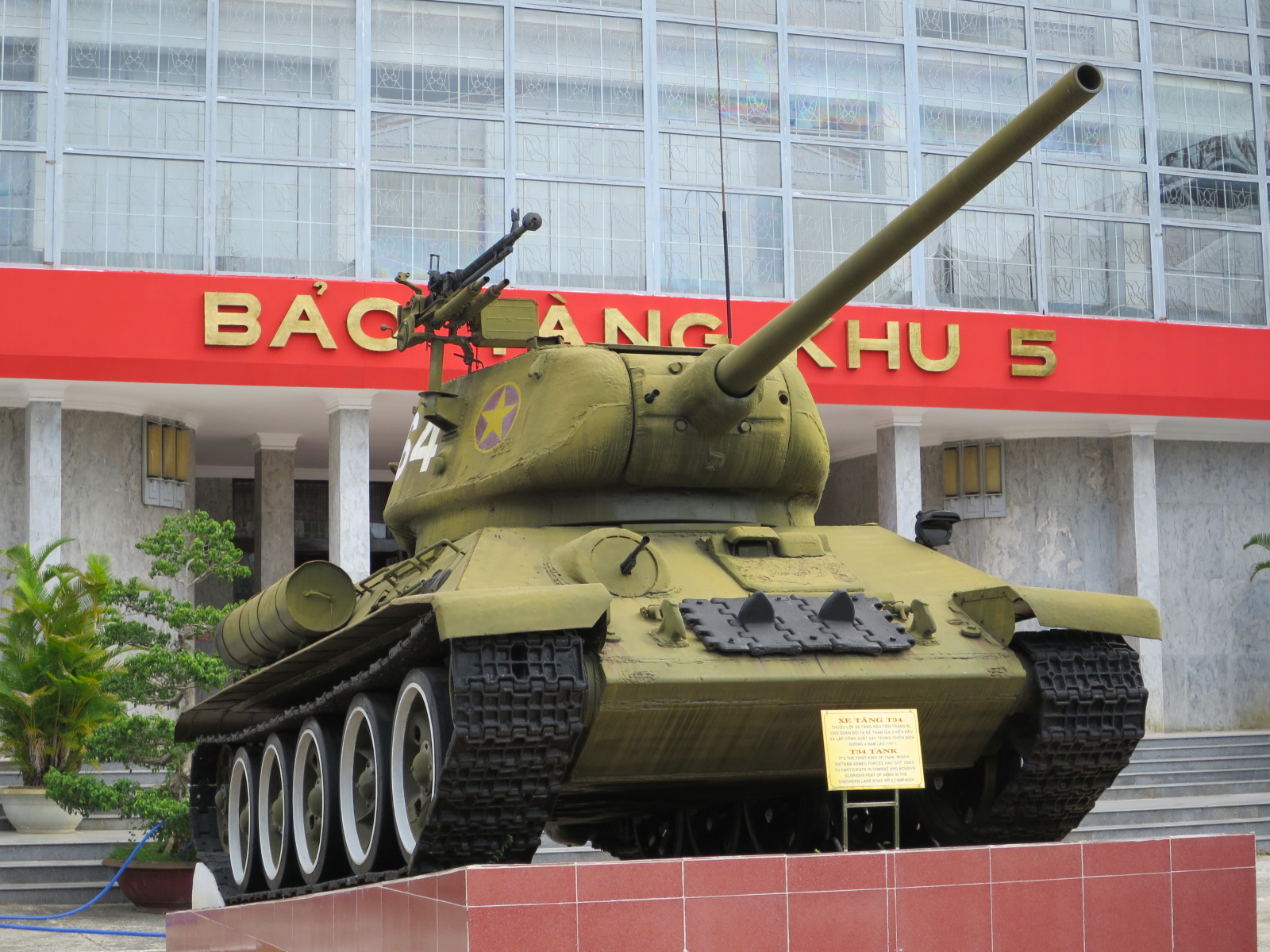
Xe tăng T-34-85 tại Bảo tàng Quân khu 5, Đà Nẵng

Tuy nhiên, phải đến cuối năm 1970, Tiểu đoàn xe tăng 397 thuộc Trung đoàn 202 trang bị xe T-34 mới được đưa vào nam Quân khu 4 để chuẩn bị tham gia chiến dịch phản công Đường 9- Nam Lào cùng các Tiểu đoàn 297 (trang bị T-54/59) và 198 (trang bị PT-76). Khi đó, Quân đội Nhân dân Việt Nam đã sử dụng xe tăng T-34-85 tiến công quân Mỹ lần đầu tiên trong Chiến dịch đường 9 - Nam Lào tháng 3/1971. Chiều ngày 19/3/1975, trong chiến dịch Huế - Đà Nẵng, Đại đội xe tăng 7 (với 6 xe tăng T-34) bí mật cơ động vào tập kết ở Phương Lang Đông (Triệu Phong, Quảng Trị). Ngày 23/3, Đại đội đã phối hợp với Tiểu đoàn bộ binh 3 của Quảng Trị đánh tan Tiểu đoàn Thủy quân lục chiến 8 và giải phóng quận lỵ Mai Lĩnh, bắn cháy 2 xe tăng M41. Trong các ngày 24 và 25,3, Đại đội 7 tiếp tục cùng bộ binh tiến công quận lỵ Hướng Điền. Đại đội 7 (lúc này còn 4 xe T-34) vượt lên dẫn đầu đội hình truy kích, bắn cháy 1 xe tăng M48 Patton và 1 xe tăng M41, truy kích đến Bắc Thuận An, góp phần giải phóng tỉnh Thừa Thiên Huế ngày 25/3/1975. Đây cũng là trận đánh cuối cùng của xe tăng T-34 tại chiến trường Việt Nam.

#### Xe tăng T-54

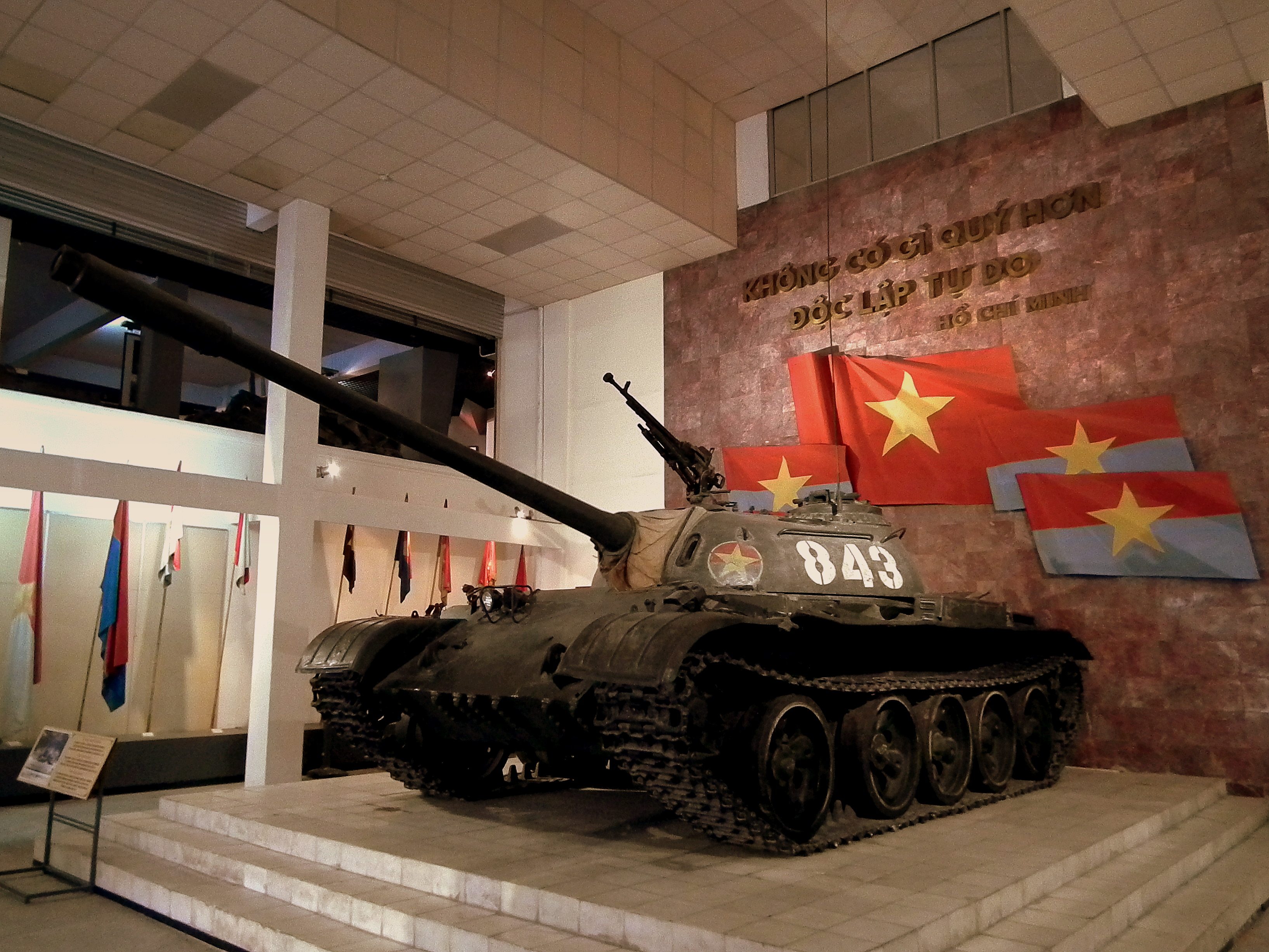
Xe tăng T-54A số hiệu 843 bảo tàng Lịch sử quân sự ˞Hà Nội

Cũng trong năm 1960, một số đoàn học viên khác cũng được gửi đi Liên Xô để được đào tạo nâng cao và học về loại T-54 hiện đại hơn. Tuy nhiên, do những bất đồng chính trị, từ cuối năm 1964, Việt Nam không gửi các đoàn học viên sang học nữa. Ngày 1 tháng 3 năm 1961, đại đội huấn luyện, mật danh C12, được thành lập để huấn luyện đào tạo cho Sư đoàn 308 một tiểu đoàn xe tăng với quân số 172 người, đào tạo cho Bộ 10 cán bộ, 150 thợ sửa chữa xe tăng- thiết giáp và 2 đại đội xe bọc thép với quân số 164 người. Ngày 29 tháng 2 năm 1962, Việt Nam tiếp nhận thêm một số trang bị mới bao gồm 11 xe T-54 do Liên Xô viện trợ. Cuối năm 1963, Việt Nam tiếp nhận thêm 11 xe T-54.
Ngày 22 tháng 6 năm 1965, trung đoàn xe tăng thứ hai được thành lập trên cơ sở các học viên từ Liên Xô về cùng với những chiếc T-54 được viện trợ, mang phiên hiệu 203. Bộ Tư lệnh Thiết giáp cũng được thành lập. Trung tá Đào Huy Vũ, Trung đoàn trưởng Trung đoàn 202 được cử là Phó Tư lệnh, đảm nhận quyền Tư lệnh. Trung tá Lê Ngọc Quang được cử làm Chính ủy.
Trong suốt cuộc chiến, Liên Xô đã chuyển giao 687 xe tăng cho Việt Nam Dân chủ Cộng hòa, trong đó có khoảng 400 chiếc T-54. Trong chiến tranh, lần đầu tiên trong trận chiến, xe tăng Type-59 và Type-62 của Trung Quốc được chế tạo trên cơ sở T-54 đã được sử dụng. Khoảng 350 chiếc Type-59 và khoảng 100 chiếc Type-62 đã được nhận từ Trung Quốc. Thành tích chung của binh chủng tăng thiết giáp chiếm tỷ lệ lớn nhất là thành tích của T-54. Đổi lại, khoảng 250 xe T-54 và Type-59 của Việt Nam bị phá hủy trong suốt chiến tranh.

#### Xe tăng PT-76

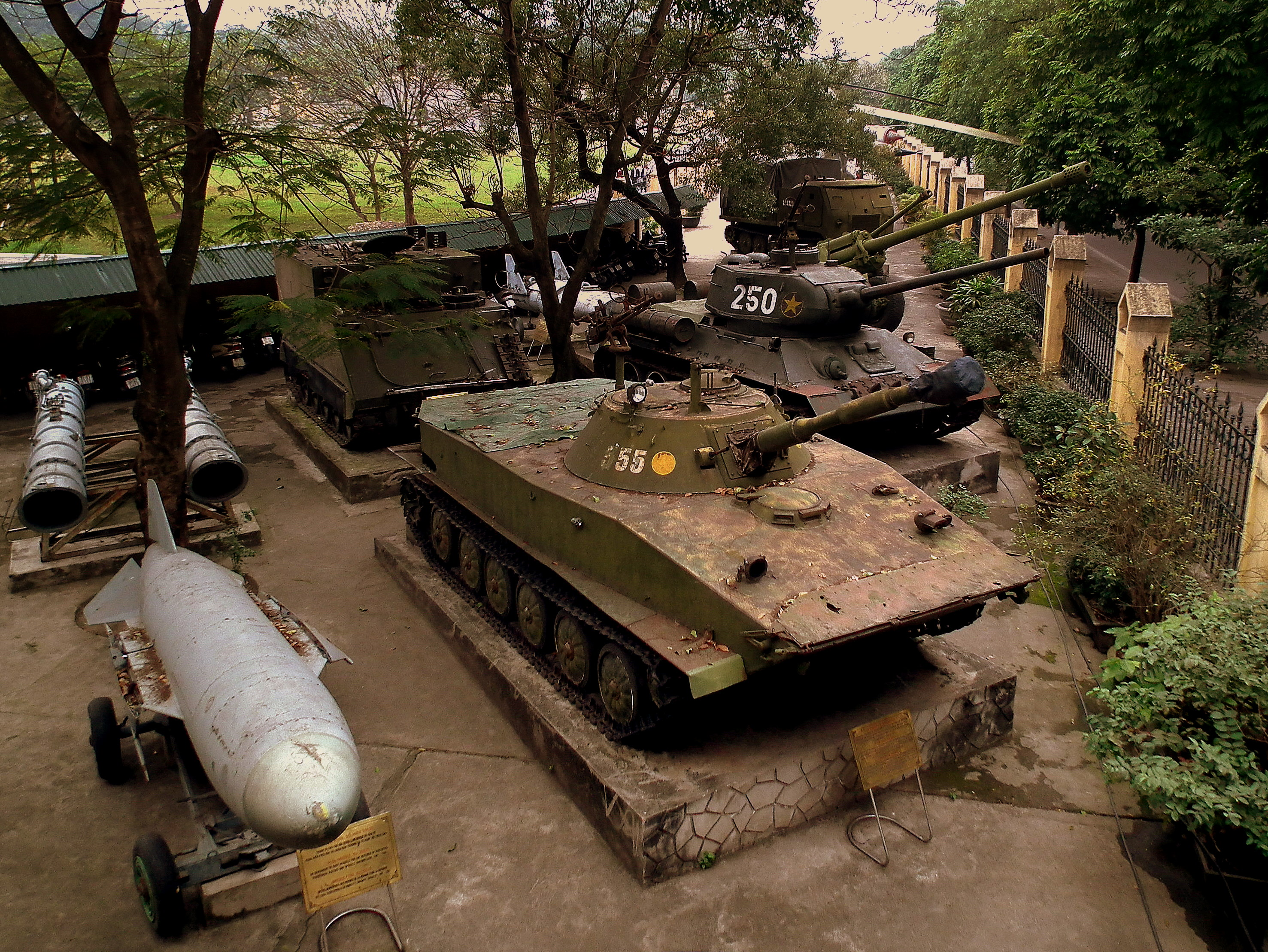
PT-76 tại Bảo tàng QĐNDVN, Hà Nội

Cuối tháng 3 năm 1961, Việt Nam tiếp nhận giúp Lào 44 xe tăng lội nước PT-76. Một lớp tập huấn gồm 26 cán bộ, chiến sĩ được các chuyên gia Liên Xô hướng dẫn sử dụng và bảo dưỡng, để sau đó bàn giao và huấn luyện lại cho quân đội Pathet Lào. Ngày 29 tháng 2 năm 1962, Việt Nam tiếp nhận thêm 19 xe PT-76. Cuối năm 1963, Việt Nam tiếp nhận thêm 31 xe PT-76. Lúc này, tổng số xe tăng thiết giáp và các xe hỗ trợ của Việt Nam đã có là 164 chiếc các loại.
Chuyên gia Mỹ gọi PT-76 là "Xe tăng ma". Điều này rất có thể là do lính biệt kích Mỹ đã cực kỳ không thành công trong việc sử dụng súng phóng lựu chống tăng 66 mm M72 LAW trong trận chiến tại căn cứ Làng Vây - chỉ có một xe bị đốt cháy, mặc dù có tới 9 phát đã bắn trúng vào một số xe tăng ở cự ly gần. Trong cùng trận chiến, "lính mũ nồi xanh" James Holt đã tiêu diệt ba chiếc PT-76 từ khẩu súng chống tăng 106 ly, trước khi anh ta và khẩu súng bị một xe tăng khác tiêu diệt
Theo nhà nghiên cứu Mikhail Baryatinsky, tổn thất của PT-76 trong chiến tranh là "rất cao", nhưng ông không nêu rõ số lượng tổn thất, chi tiết hay đơn vị bị tổn thất

### Hoa Kỳ và đồng minh

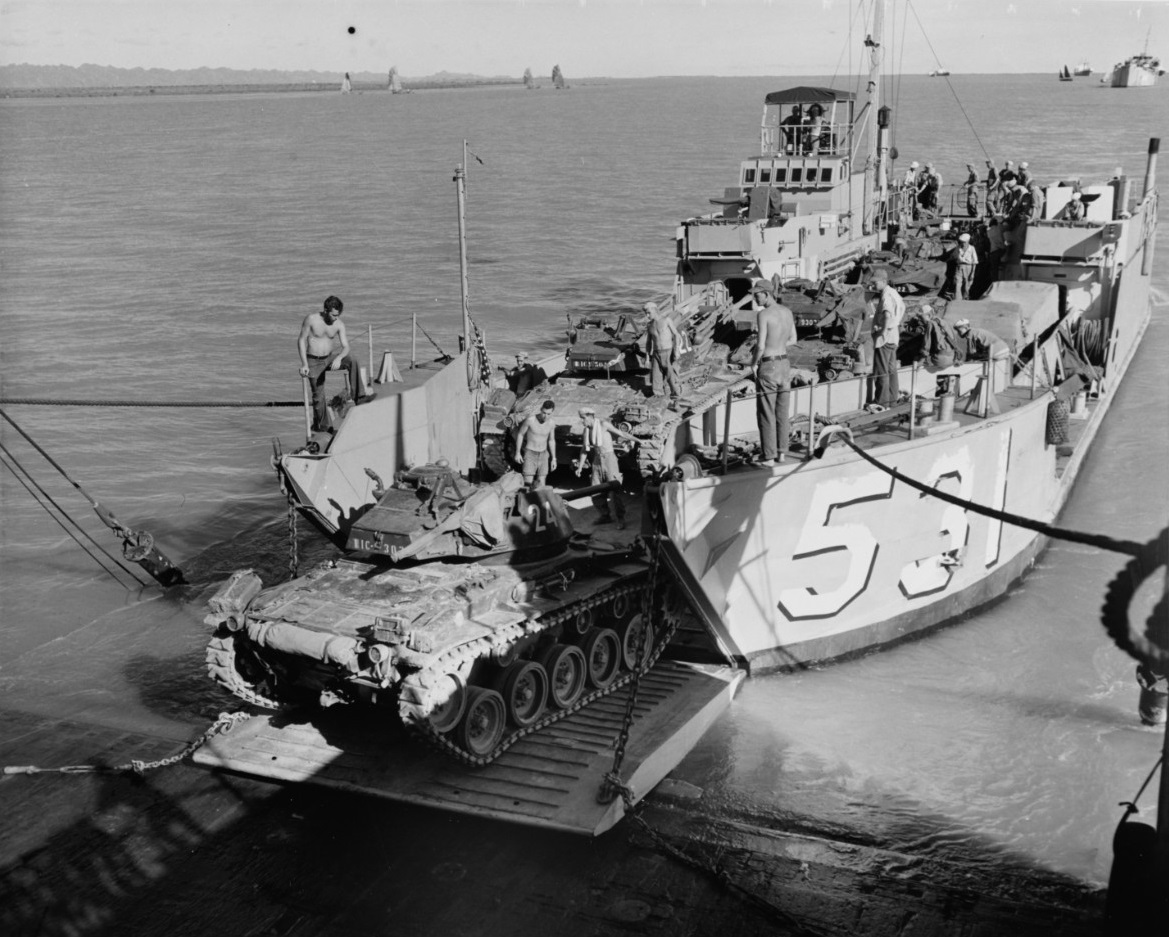
Xe tăng M24 của Pháp được vận chuyển từ LSU-531 lên USS Tortuga (LSD-26) để bàn giao cho miền Nam Việt Nam, tháng 8-9 / 1954

Năm 1950, Chính phủ Quốc gia Việt Nam thành lập Quân đội Quốc gia Việt Nam. Đã được Quân đội Liên hiệp Pháp hỗ trợ để thành lập một đơn vị Thám thính xa. Năm đó cũng chứng kiến sự thành lập đồng thời của một khoa đào tạo thiết giáp trong Trường Võ Bị Việt Nam tại Đà Lạt và một đại đội trinh sát được trang bị xe thiết giáp M8 do sĩ quan Pháp và lính Việt Nam điều khiển. Năm 1952, một trường thiết giáp được thành lập tại Thủ Đức, phía Đông Bắc Sài Gòn, để đào tạo những sĩ quan tương lai của lực lượng thiết giáp Việt Nam. Khóa huấn luyện cơ bản được dạy bằng cách sử dụng 178 chiếc xe bọc thép Panhard cổ điển của Pháp trước Thế chiến thứ nhất. Khóa đào tạo cấp cao được cung cấp tại Trường Thiết giáp Saumur ở Pháp. Trung đoàn 3 Thiết giáp (3 ° Régiment Blindé Vietnamien) bắt đầu hoạt động từ năm 1953. Trung đoàn có một đại đội chỉ huy và ba đại đội trinh sát được trang bị xe bọc thép trinh sát M-8, trung liên M-3, xe trinh sát M-3, và lựu pháo M-8. Bốn phi đội thiết giáp trinh sát riêng biệt cũng được thành lập, được trang bị xe bọc thép M-8 và xe trinh sát M-3. Các đơn vị thiết giáp được sử dụng chủ yếu cho các nhiệm vụ an ninh đường bộ và hỗ trợ các chiến dịch chống du kích.
Khi hiệp định Genève được ký kết vào ngày 20 tháng 7 năm 1954, một Bộ Chỉ Huy Thiết Giáp Việt Nam Cộng hòa, cũng là văn phòng của Tổng Trưởng Thiết Giáp, được thành lập vào ngày 1 tháng 4 năm 1955, do Trung tá Dương Ngọc Lắm làm Chỉ huy trưởng đầu tiên. Và với sự thành lập của Việt Nam Cộng hòa vào tháng 10, đơn vị này trở thành một bộ phận của Quân lực Việt Nam Cộng hòa. Cuối năm 1955, lực lượng thiết giáp của Quân lực Việt Nam Cộng hòa (QLVNCH) ở miền Nam được mở rộng và một trung đoàn thiết giáp được triển khai tại mỗi quân khu trong bốn quân khu. Các thiết bị quân sự, tất cả đều từ thời Thế chiến thứ hai, được thừa hưởng từ quân đội Pháp và phần lớn trong tình trạng đã cũ. Những chiếc AFV chính là xe tăng hạng nhẹ M24 Chaffee, xe bọc thép M8 Greyhound, xe bán tải M3, xe trinh sát M3 và xe chở động cơ lựu pháo M8. Sự kết hợp của các phương tiện đổ nát, các chiến thuật gây căng thẳng cho phòng thủ, và việc điều động nhỏ lẻ của thiết giáp đã hạn chế khả năng của lực lượng này trong việc hộ tống và bảo vệ các công trình.
Với sự xuất hiện của các cố vấn Mỹ vào đầu năm 1956, các đơn vị thiết giáp hiện có của QLVNCH được tái tổ chức theo phương án của Hoa Kỳ thành các Trung đoàn Thiết giáp (ACR). Mỗi Trung đoàn gồm hai chi đoàn trinh sát được trang bị xe bọc thép M-8, xe bán tải M-3 và M -3 xe trinh sát, và một chi đội M24 Chaffees. Các danh hiệu đơn vị QLVNCH được giữ lại từ người Pháp, mà các danh hiệu này được đánh đồng với sức mạnh chiến đấu hơn là dựa trên sức mạnh nhân sự, phương pháp mà Quân đội Hoa Kỳ sử dụng. Điều này có nghĩa là một "trung đoàn" của QLVNCH có quy mô tương đương với một tiểu đoàn hoặc chi đội Mỹ.

#### Xe tăng M24 Chaffe
Người Pháp, trước khi rút quân khỏi Đông Dương, đã chuyển một số lượng đáng kể M24 Chaffee cho quân đội Việt Nam Cộng hòa và Lào. Như vậy, Việt Nam Cộng hòa đã nhận 10 xe tăng loại này từ Pháp và 50 xe tăng từ Hoa Kỳ . Chúng phục vụ trong các đại đội xe tăng 1, 2, 3 và 4 của Quân lực Việt Nam Cộng hòa.
Cho đến năm 1956, các đơn vị Quân lực Việt Nam Cộng hòa sử dụng xe bọc thép ở một mức độ hạn chế, cả do chúng bị hao mòn mạnh và do trình độ đào tạo kíp lái thấp. Tình hình chỉ được cải thiện phần nào khi có sự xuất hiện của các cố vấn quân sự Hoa Kỳ ở miền Nam Việt Nam; tuy nhiên, ngay cả sau đó, trình độ huấn luyện chiến đấu của các đơn vị miền Quân lực Việt Nam Cộng hòa vẫn tiếp tục ở mức thấp.

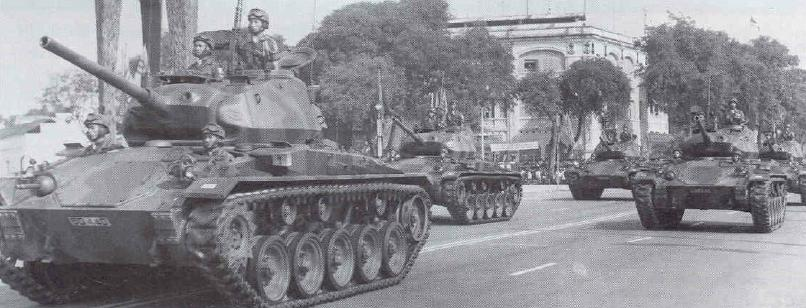
Những chiếc M24 diễu hành ở Sài Gòn, đầu những năm 1960

Kể từ tháng 1 năm 1965, những chiếc M24 trong lực lượng thiết giáp Việt Nam Cộng hòa dần được thay thế bằng những chiếc xe tăng M41 Walker Bulldog do Hoa Kỳ cung cấp, vì vậy khi bắt đầu tăng cường chiến sự, số lượng của chúng đã tương đối ít. Tuy nhiên, M24 tiếp tục phục vụ ít nhất là cho đến năm 1972 và được sử dụng, đặc biệt là trong cuộc tấn công Tết Mậu Thân năm 1968.

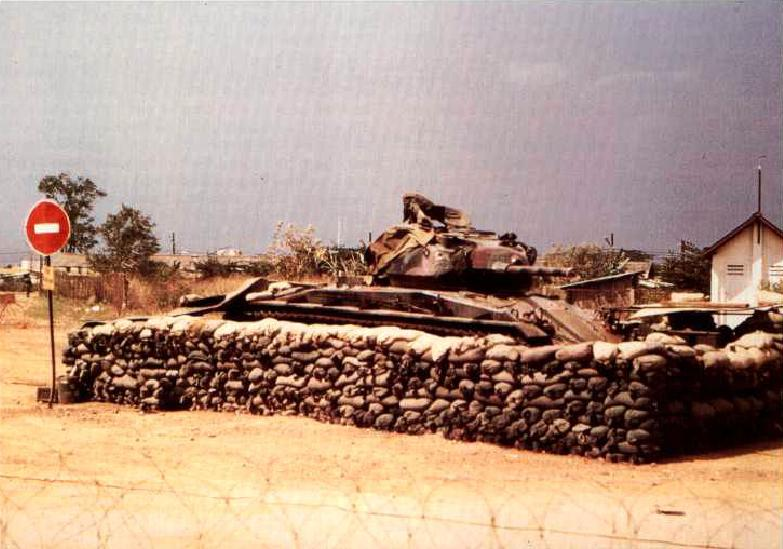
M24, được bao phủ bởi một bức tường bao cát, phục vụ như một trạm kiểm soát ở Việt Nam, 1965

#### Xe tăng M41 Walker Bulldog
Vào tháng 1 năm 1965, xe tăng M41 Walker Bulldog bắt đầu được giao cho Quân lực Việt Nam Cộng hòa, sau đó chúng được sử dụng rộng rãi trong Chiến tranh Việt Nam. Tổng cộng, VNCH đã nhận được ít nhất 599 xe tăng như vậy: 580 chiếc từ đầu cuộc chiến đến ngày 15 tháng 12 năm 1972 và 19 chiếc vào năm 1974.

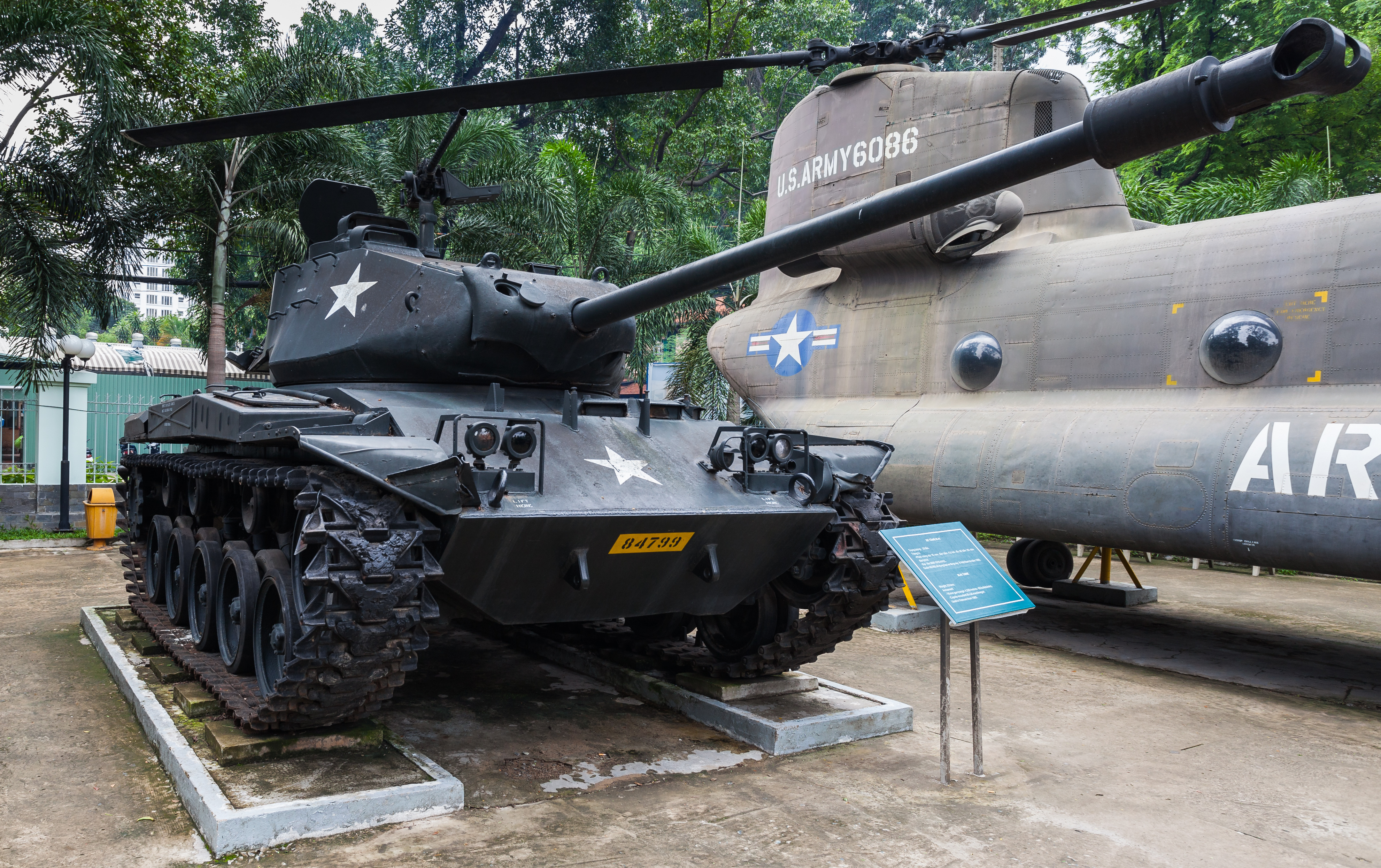
xe tăng M41

Việc sử dụng thường xuyên M41 của quân đội và chính trị gia Việt Nam Cộng hòa trong các cuộc đảo chính nên đôi khi người Mỹ gọi M41 là "xe tăng các cuộc đảo chính" (coup tanks) hoặc "xe tăng biểu quyết" (voting machines).
Các đơn vị trang bị xe tăng M41ː
- Đại đội 1 lữ đoàn thiết giáp số 3;
- Đại đội 3 lữ đoàn thiết giáp số 2;
- Đại đội 4 lữ đoàn thiết giáp số 1;
- Đại đội 5 lữ đoàn thiết giáp số 3;
- Đại đội 7 lữ đoàn thiết giáp số 1;
- Đại đội 8 lữ đoàn thiết giáp số 2;
- Đại đội 11 lữ đoàn thiết giáp số 1;
- Đại đội 14 lữ đoàn thiết giáp số 2;
- Đại đội 15 lữ đoàn thiết giáp số 3;
- Đại đội 17 lữ đoàn thiết giáp số 1;
- Đại đội 18 lữ đoàn 3 thiết giáp số 3;
- Đại đội 19 lữ đoàn thiết giáp số 2;
- Tiểu đoàn huấn luyện lữ đoàn thiết giáp số 3.[29]
- Đơn vị PHILCAG-V của Philippines được trang bị 2 xe tăng M41 nhận được vào tháng 7 năm 1966.[30]

Biên chế của đại đội xe tăng VNCH gồm 17 xe M41. Trong cuốn sách "Walker Bulldog vs T-54: Lào và Việt Nam 1971-75", Chris McNab tuyên bố rằng M41 cũng đang phục vụ cho các đại đội xe tăng thứ 2, 6, 9, 10 và 12 của ARV . Tuy nhiên theo tài liệu của các quan chức Mỹ, các đơn vị này chỉ được trang bị thiết giáp chở quân.

#### Xe tăng M48 Patton

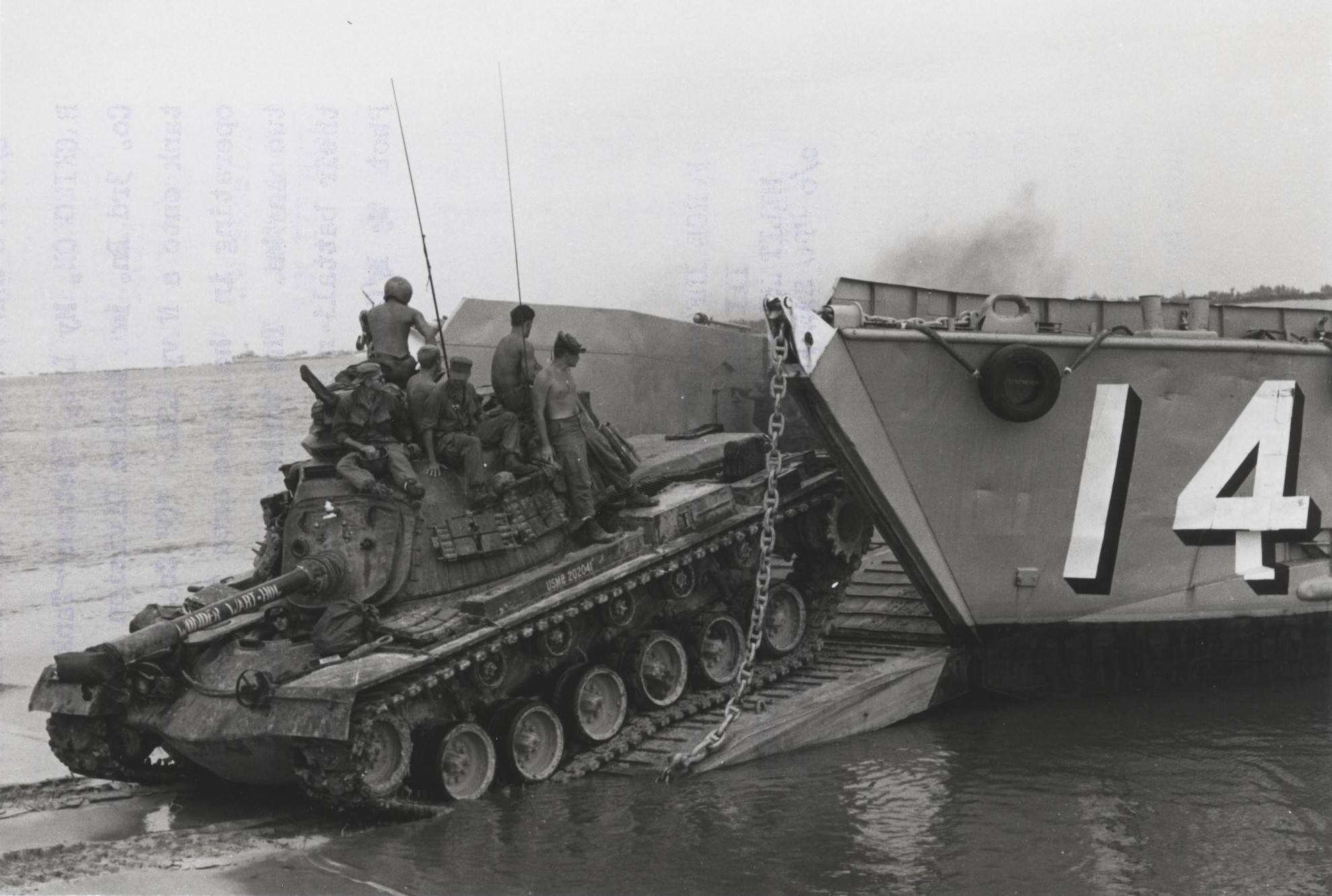
M48 thuộc Đại đội C, Tiểu đoàn xe tăng 3 được đưa lên tàu LCU

Các đơn vị Quân đội Hoa Kỳ với xe tăng M48 Patton từng tham chiến ở Việt Nam:
- Đại đội A, Trung đoàn 1, Sư đoàn bộ binh 23 Lục quân Hoa Kỳ: 8/1967 - 4/1972
- Đại đội B, Trung đoàn 1, Sư đoàn bộ binh 4 Lục quân Hoa Kỳ: 8/1967 - 10/1970
- Đại đội A, Trung đoàn 4, Sư đoàn bộ binh 1 Lục quân Hoa Kỳ: 10/1965-  4/1970
- Đại đội C, Trung đoàn 4,Sư đoàn bộ binh 25 Lục quân Hoa Kỳ: 2 /1966- 4/1970
- Đại đội C, Trung đoàn 5, Sư đoàn bộ binh 9 Lục quân Hoa Kỳ: 1/1967 - 10/1970
- Đại đội A, Trung đoàn 10, Sư đoàn bộ binh 4 Lục quân Hoa Kỳ: 9/1966 - 11/1971
- Đại đội A, Trung đoàn Thiết giáp số 11, Lục quân Hoa Kỳ:  9/1966 -  3/1971
- Đại đội B, Trung đoàn Thiết giáp số 11, Lục quân Hoa Kỳ: 9/1966 -  4/1972
- Đại đội C Trung đoàn Thiết giáp số 11, Lục quân Hoa Kỳ: 9/1966 - 3 /1971[32]
- Tiểu đoàn 2, Trung đoàn Thiết giáp 34, Sư đoàn bộ binh 25, Lục quân Hoa Kỳ: 8/1966 - 12/1970[33]
- Tiểu đoàn 1, Trung đoàn Thiết giáp 69, Sư đoàn Bộ binh 4, Lục quân Hoa Kỳ: 3/1966 - 4/1970[34]
- Tiểu đoàn 1, Trung đoàn Thiết giáp 77, Sư đoàn Bộ binh 5, Lục quân Hoa Kỳ: 7/1968 - 7/1971[35]
- Tiểu đoàn xe tăng 1 Thủy quân Lục chiến: 3/1966 - 3/1970
- Tiểu đoàn xe tăng 3 Thủy quân Lục chiến: 3/1965 - 10/1970
- Tiểu đoàn xe tăng 5 Hoa Kỳ (không bao gồm Đại đội 3):  7/1967- 11 /1969[36]Thay động cơ xe tăng M48 căn cứ Đông Hà

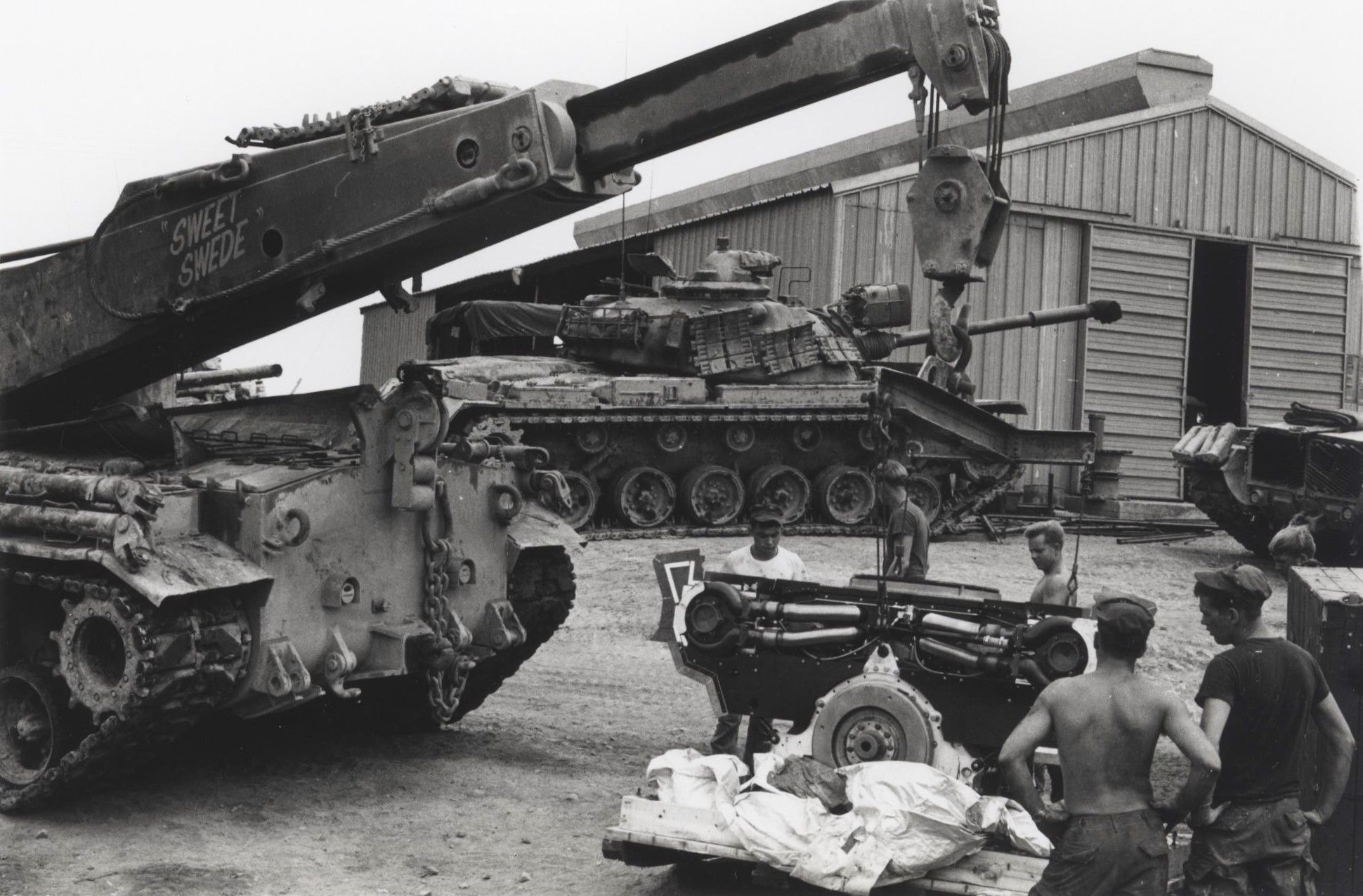
Thay động cơ xe tăng M48 căn cứ Đông Hà

Biên chế của đại đội gồm có 17 xe tăng M48, tiểu đoàn - 57 xe tăng M48, trung đoàn 11 - 132 xe tăng M48.
Ban đầu, các xe tăng mới được lên kế hoạch thử nghiệm với số lượng hạn chế như một phần của lực lượng mặt đất. Mặc dù vậy, các đơn vị thủy quân lục chiến là những người đầu tiên đưa xe tăng đến Việt Nam vào tháng 3/1965. Các cuộc đụng độ quân sự đầu tiên diễn ra vào mùa hè. Đến cuối năm, Tiểu đoàn xe tăng 3 Hoa Kỳ đã có 65 xe M48 và 12 xe phun lửa M67 tại Việt Nam.

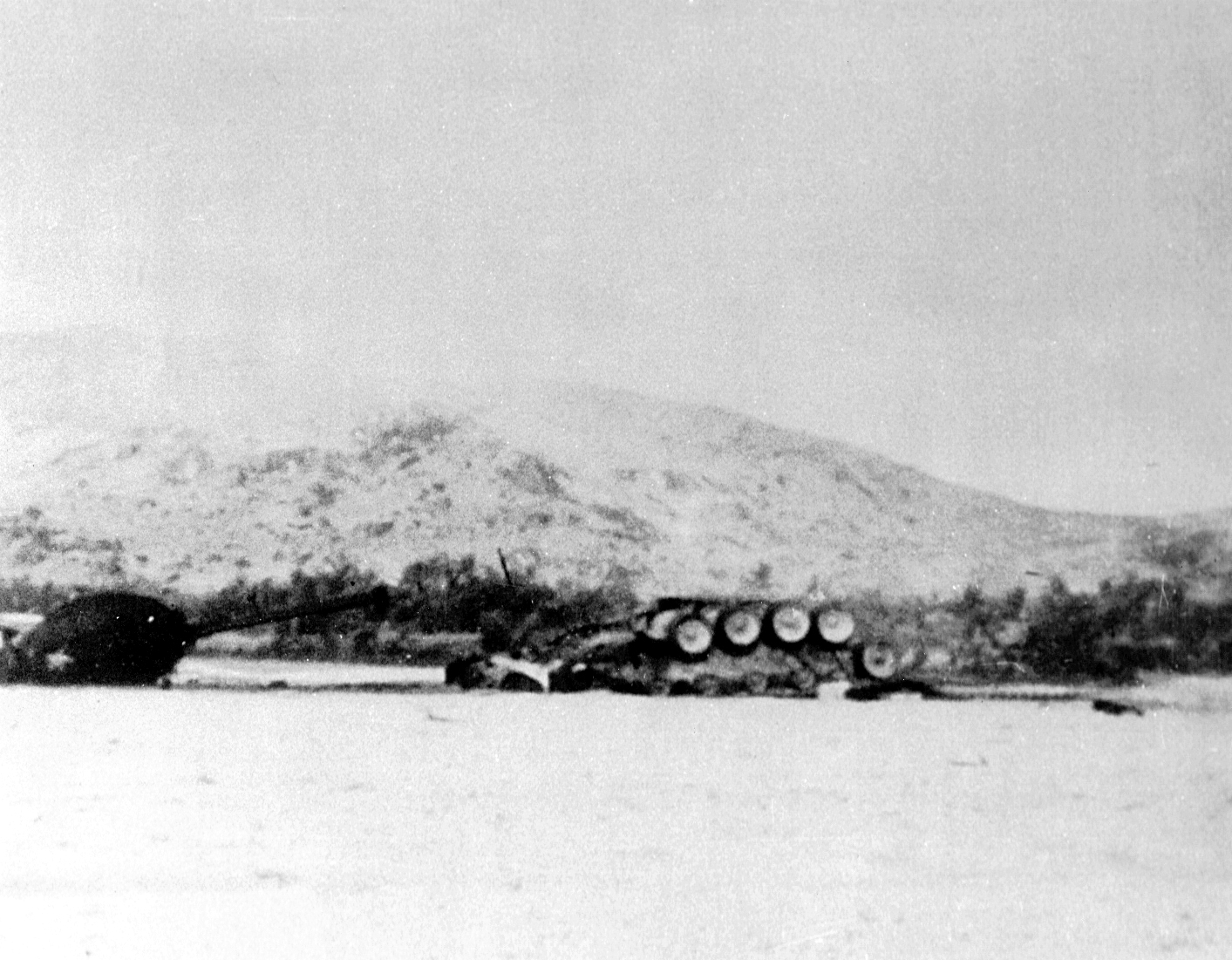
M48A3 sau vụ nổ mìn tại Việt Nam

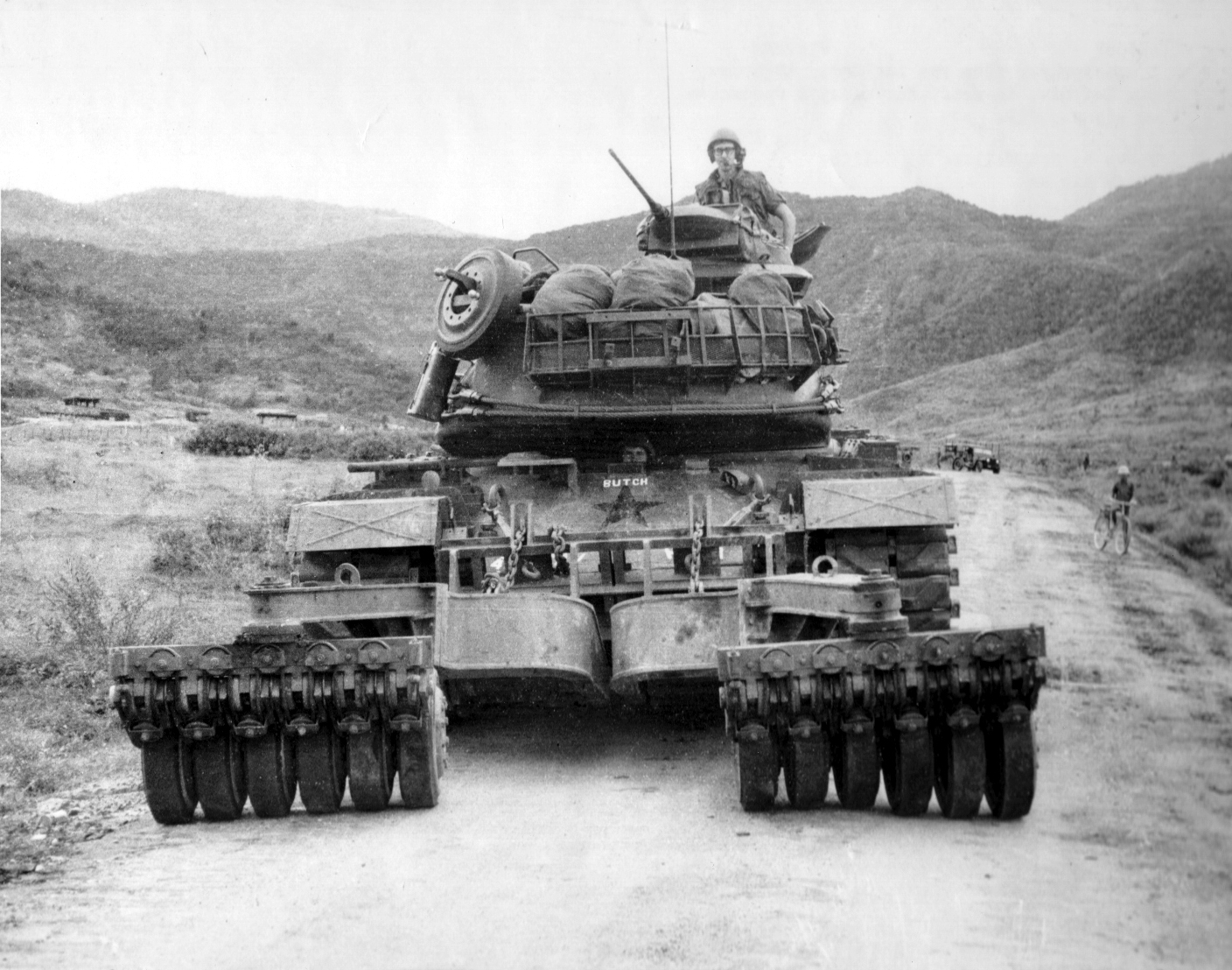
M48 với con lăn phá mìn

Tháng 9 năm 1966, tiểu đoàn 2 của trung đoàn xe tăng 34 đến Việt Nam. Trong cuộc hành quân lớn đầu tiên thuộc Sư đoàn 1 Bộ binh, 34 chiến xa M48A3 ngay lập tức bị kẹt trong bùn, chiếm hơn một nửa số xe, hoạt động tạm thời bị đình chỉ.
Ngày 2 tháng 12 năm 1966, một chiến xa Mỹ dưới sự yểm trợ của Đại đội 1 Trung đoàn xe tăng 11 tại khu vực Soi Kata đã bị Tiểu đoàn 275 bộ binh quân Giải phóng phục kích. Theo Hoa Kỳ tuyên bố, quân Giải phóng đã bị đánh bại bởi hỏa lực của xe tăng M48 và ACAV, khiến 93 người thiệt mạng và phải rút lui.
Vào ngày 31 tháng 12 năm 1967, một đoàn xe vận tải gồm 60 chiếc dưới sự che chở của 11 xe bọc thép (2 xe tăng M48 của Trung đoàn 5C, 8 xe bọc thép chở quân ACAV và 1 xe gắn súng cối), trước khi đến trại Blackhorse, đã bị phục kích bởi bộ binh. Trong vòng 10 phút, hầu hết các xe hộ tống đã bị hỏa lực của quân Giải phóng phá hủy: 1 xe tăng và 4 chiếc ACAV bị phá hủy, 1 xe tăng và 3 chiếc ACAV khác bị hỏng nặng, 42 lính Mỹ chết hoặc bị thương. Quân Giải phóng không bị tổn thất gì (không có ai chết hoặc bị thương).

Đầu năm 1968, hàng trăm chiếc M48 Patton của Mỹ đã tham gia cuộc tấn công năm mới. Các trận đánh lớn nhất có sự tham gia của quân lính Mỹ diễn ra ở Khe Sanh, Huế, Longwin và Sài Gòn. Trong quá trình bảo vệ cứ điểm Khe Sanh, 5 xe tăng M48 đã tham chiến. Tại Huế, cùng với M24 và M41 của VNCH, hai M48 và hai M67 phòng thủ. Các xe Pattons đóng một vai trò quyết định trong trận chiến khó khăn này. Một chiếc M48 đã bị phá hủy. Trong cuộc tấn công, VNDCCH và các du kích miền Nam Việt Nam lần đầu tiên bắt đầu sử dụng ồ ạt các loại súng phóng lựu chống tăng RPG-7 mới nhất, dẫn đến tổn thất nặng nề của xe tăng Mỹ, đặc biệt là xe tăng chạy bằng xăng M48A1. Như Đại tá Lục quân Hoa Kỳ Frederick Oldinsky, người từng phục vụ tại Việt Nam với tư cách là cố vấn quân sự, đã chỉ ra rằng: trong hầu hết các trường hợp giáp trước của M48 có thể chống chịu được đạn chống tăng RPG-2, nhưng một cú đánh từ súng RPG-7 vào bất kỳ điểm nào của xe tăng đều đủ sức xuyên qua lớp giáp xe. Một trường hợp được ghi nhận khi một xe tăng phải chống đỡ 19 đợt tấn công mỗi ngày và hai trong số các tổ lái của nó đã bị mất khả năng chiến đấu, nhưng nó vẫn sẵn sàng chiến đấu.

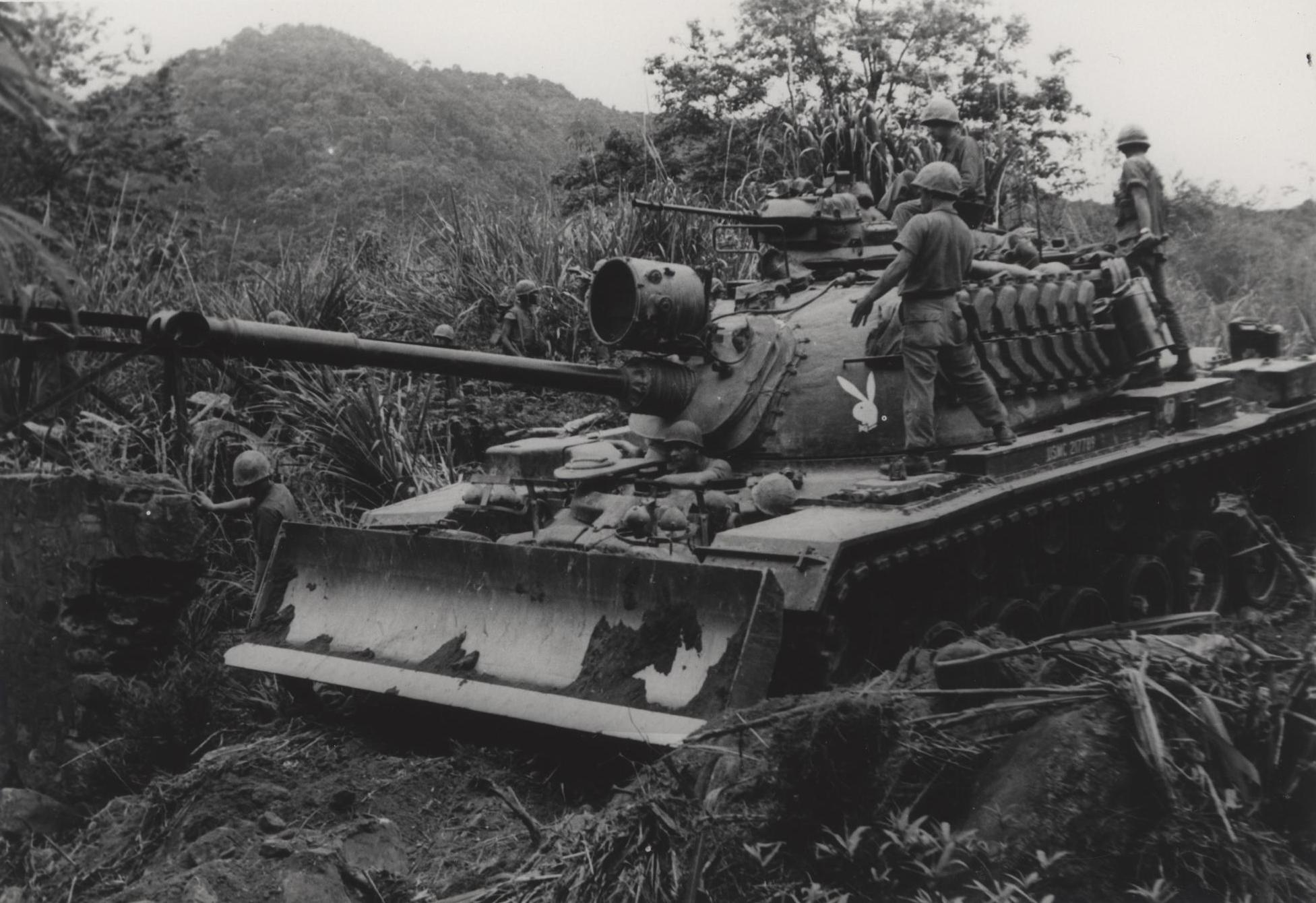
M48 thuộc Tiểu đoàn xe tăng 1 ủi đất yểm trợ cho Thủy quân Lục chiến Mỹ phía Nam Đà Nẵng

Vào tháng 1 năm 1969, xe tăng hạng trung M48 Patton bắt đầu được thay thế bằng xe tăng hạng nhẹ M551 Sheridan; lính tăng Mỹ phản ứng cực kỳ tiêu cực với sự thay thế này, vì Sheridan là xe tăng hạng nhẹ nên không cung cấp sự bảo vệ đáng tin cậy cho kíp lái khỏi đạn RPG và mìn, không giống như M48.
Số lượng xe tăng M48 tối đa đạt được vào giữa năm 1968, khi tất cả các đơn vị đều đến nơi. Lục quân Hoa Kỳ có hơn 400 xe tăng M48; USMC có hơn 150 xe tăng M48, với tổng số khoảng 600 xe.
Từ năm 1965 đến năm 1968, Hoa Kỳ đã mất 120 Patton do thiệt hại chiến đấu. Từ tháng 7 năm 1968 đến tháng 6 năm 1969, 63 xe tăng M48 đã bị tiêu diệt bởi các hành động của đối phương.  Từ năm 1969 đến năm 1972, số lượng M48 được sử dụng ít hơn nhiều (chúng được thay thế bằng M551) và tổn thất không thể thu hồi là 3 chiếc M48A3, tổn thất có thể sửa chữa lại của các xe Patton khác trong giai đoạn này là không rõ.  Điều này có nghĩa là ít nhất 123 chiếc M48 Patton của quân đội Mỹ đã bị phá hủy hoàn toàn (chưa tính số xe bị bắn hỏng nhưng có thể sửa chữa lại). Được biết, tổng cộng trong toàn bộ cuộc chiến, Hoa Kỳ có khoảng 350 xe tăng bị phá hủy hoàn toàn, nhưng bao nhiêu trong số đó là M48 thì không rõ.

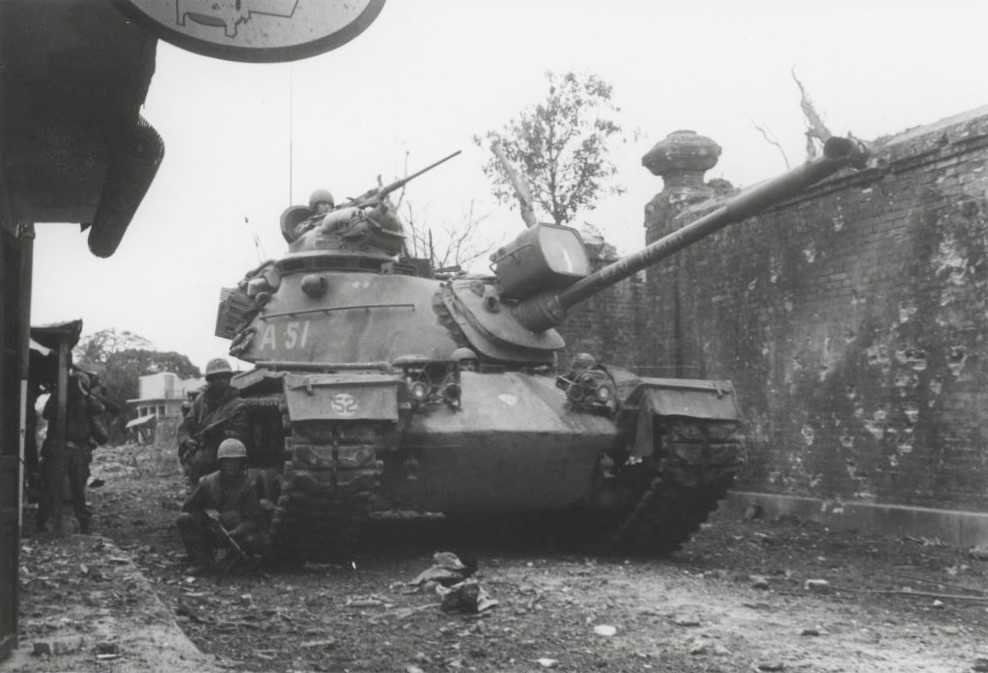
M48 yểm trợ TQLC Mỹ tại Kinh thành Huế năm 1968

Các đơn vị Việt Nam Cộng hòa với xe tăng M48 Patton:
- Trung đoàn xe tăng 20 thuộc lữ đoàn xe tăng 1.
- Trung đoàn xe tăng 21 thuộc lữ đoàn xe tăng 2.
- Trung đoàn xe tăng 22 thuộc lữ đoàn xe tăng 3.
- Tiểu đoàn xe tăng huấn luyện.

Một trung đoàn VNCH là tương đương với một tiểu đoàn trong QĐ Mỹ, một thiết đoàn Quân Lực VNCH là tương đương với đại đội hoặc phân đội kỵ binh Mỹ. Thành phần chính quy của trung đoàn gồm 57 xe tăng M48
Tổng cộng, tính đến ngày 15 tháng 12 năm 1972, Việt Nam Cộng hòa đã nhận được 329 xe tăng M48A3 từ Hoa Kỳ. Từ tháng 1 năm 1973 đến tháng 7 năm 1974, Hoa Kỳ đã chuyển giao 16 xe tăng M48 Patton cho Việt Nam Cộng hòa (theo GAO). Trong tổng số 345 M48 Patton cung cấp cho VNCH, không có thông tin nào về các chuyến hàng sau tháng 7 năm 1974. Điều đáng chú ý là báo cáo của Quốc hội Hoa Kỳ cho năm 1975 đề cập đến việc cung cấp 343 M48 cho ARV trong toàn bộ thời gian là đồng minh.
Đến cuối tháng 1 năm 1973, QLVNCH có M48 trong biên chế với 3 trung đoàn xe tăng: 20, 21 và 22.
Tính đến tháng 4 năm 1974, CIA ước tính Việt Nam Cộng hòa có 600 xe tăng và 1.800 khẩu pháo. Quân đội Nhân dân Việt Nam có 600 xe tăng và 350 khẩu pháo.
Tính đến tháng 1 năm 1974, Việt Nam Cộng hòa có 277 xe tăng M48A3:
- MR1: Trung đoàn 20, Lữ đoàn 1 - 54 xe M48, trong đó 53 xe sẵn sàng chiến đấu.
- MR2: Trung đoàn 21, Lữ đoàn 2 - 54 xe M48, trong đó 47 xe sẵn sàng chiến đấu.
- MR3: Trung đoàn 22, Lữ đoàn 3 - 56 xe M48, trong đó 54 xe sẵn sàng chiến đấu;
- Tiểu đoàn huấn luyện - 11 M48, tất cả sẵn sàng chiến đấu.
- Đang dự trữ / sửa chữa - 88 M48.[54]

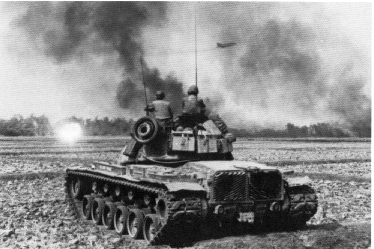
M48-Patton tại Sài Gòn

Tính đến tháng 7 năm 1974, Việt Nam Cộng hòa có 288 xe tăng M48A3:
- MR1: Trung đoàn 20, Lữ đoàn 1 - 55 xe M48, trong đó 54 sẵn sàng chiến đấu.
- MR2: Trung đoàn 21, Lữ đoàn 2 - 61 xe M48, trong đó 52 chiếc sẵn sàng chiến đấu.
- MR3: Trung đoàn 22, Lữ đoàn 3 - 59 xe M48, trong đó 53 chiếc sẵn sàng chiến đấu;
- Tiểu đoàn huấn luyện - 11 xe M48, 10 chiếc sẵn sàng chiến đấu.
- Đang dự trữ / sửa chữa - 102 M48.[55]

Tính đến tháng 10 năm 1974, Việt Nam Cộng hòa có 271 xe tăng M48A3:
- MR1: Trung đoàn 20, Lữ đoàn 1 - 54 xe M48, tất cả đều hoạt động.
- MR2: Trung đoàn 21, Lữ đoàn 2 - 54 xe M48, trong đó 51 chiếc sẵn sàng chiến đấu.
- MR3: Trung đoàn 22, Lữ đoàn 3 - 54 xe M48, trong đó 50 chiếc sẵn sàng chiến đấu;
- Tiểu đoàn huấn luyện - 10 M48, tất cả đều sẵn sàng chiến đấu.
- Đang dự trữ / sửa chữa - 99 M48.[56]

Vào đầu năm 1975, theo Lầu Năm Góc, Việt Nam Cộng hòa có khoảng 250 xe tăng M48A3 và khoảng 300 M41, và quân Giải phóng miền Nam cũng có một số chiếc M48 bị bắt (theo nhà nghiên cứu phương Tây Alexander Gillespye, năm 1975 là quân đội VNCH có 600 xe tăng M48, nếu chúng ta so sánh số liệu này với số liệu của Lầu Năm Góc, có khả năng con số này bao gồm cả xe tăng M41 ). Vào tháng 3, quân Giải phóng đã phát động cuộc tấn công cuối cùng của họ, trong đó những chiếc T-54 của Việt Nam Dân chủ Cộng hòa và những chiếc M48 bị bắt giữ đã chiến đấu với quân lính Mỹ và Việt Nam Cộng hòa. Ngày 30 tháng 4, quân Giải phóng thuộc Trung đoàn 202 thiết giáp tham gia đánh chiếm Sài Gòn. Tất cả 250 chiếc M48 của Việt Nam Cộng hòa đã bị phá hủy hoặc bị tịch thu, một số người trong số chúng đã đến tay quân Giải phóng như chiến lợi phẩm. Ví dụ, tại Quân khu 2, lính tăng Việt Nam Cộng hòa toàn lực đã bỏ lại các xe M48 thuộc tiểu đoàn 21 từ lữ đoàn 2.
Như vậy, trong toàn bộ cuộc chiến, Hoa Kỳ và Việt Nam Cộng hòa, theo ước tính tối thiểu, đã mất khoảng 500 xe tăng M48 một cách không thể cứu vãn được. Một tiểu đoàn xe tăng M48A3 bị bắt đã được quân Giải phóng giao cho CHDC Đức, từ đó một đơn vị đặc nhiệm được thành lập. Việt Nam đã bàn giao ít nhất một xe M48  cho Liên Xô, và một chiếc khác được bàn giao cho Cuba.

#### M67
Xe tăng M67 được chế tạo vào năm 1952 - 1954, là biến thể phun lửa dựa trên xe tăng M48, theo sáng kiến của Thủy quân lục chiến Hoa Kỳ. Trong quá trình sản xuất hàng loạt, kéo dài từ năm 1955 đến, theo nhiều nguồn tin khác nhau, năm 1956 hoặc 1959, 109 xe tăng M67 đã được sản xuất cho Lực lượng Thủy quân lục chiến và Lục quân Hoa Kỳ.

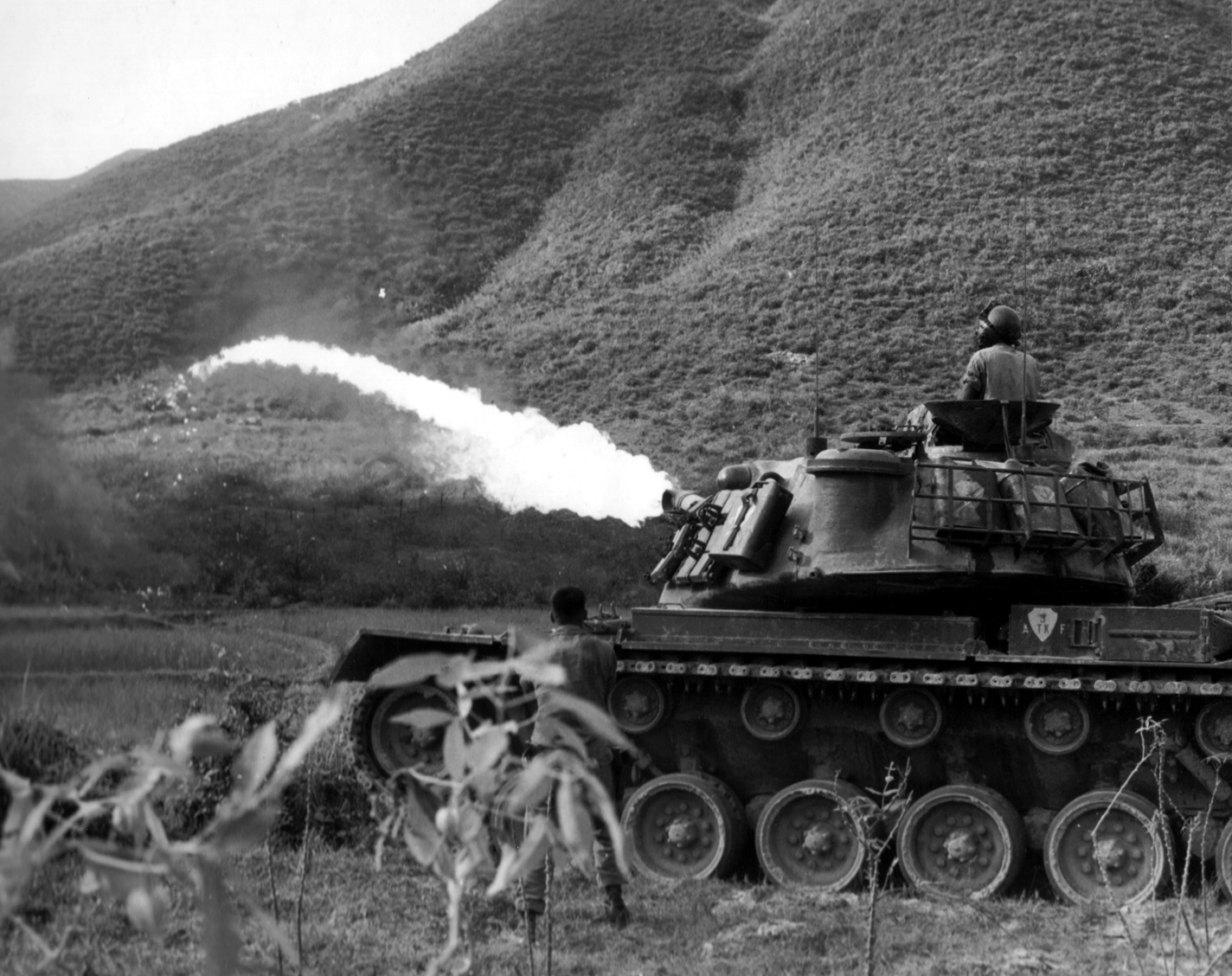
M67 tại ngoại ô Sài Gòn tháng 1 năm 1966

Theo quy định, M67 không được phép triển khai cho quân đội tại Việt Nam, nhưng Thủy quân lục chiến không có bất kỳ hạn chế cụ thể nào đối với việc sử dụng các phương tiện bọc thép của họ, kể cả M67, ngay từ đầu cuộc chiến. Tại Việt Nam, những chiếc M67A2 thuộc tiểu đoàn xe tăng 1 và 3, được trang bị 12 xe tăng phun lửa vào cuối năm 1965. Tính chung, trong biên chế của Thủy quân lục chiến, tính đến năm 1967, có 73 chiếc M67 trong tổng số 75 chiếc được nhà nước đặt mua. Trong số này có 36 xe(trong đó có 34 xe sẵn sàng chiến đấu) thuộc các đơn vị chiến đấu - 4 tiểu đoàn xe tăng.
M67 đã được sử dụng trong một số chiến dịch trong Chiến tranh Việt Nam. Một trong những chiến dịch đầu tiên trong số này là Chiến dịch Starlite, trong đó một đội gồm 3 xe tăng phun lửa, cùng với 5 xe M48, được triển khai tại khu vực Xanh để hỗ trợ cho Tiểu đoàn 2, Trung đoàn 7 Thủy quân lục chiến. Tại cuộc chiến tại Huế trong năm 1968, những chiếc xe tăng đầu tiên tiến vào thành phố là hai chiếc M67, cùng với hai M48 từ sở chỉ huy đại đội của tiểu đoàn xe tăng 3, chuyển hướng trong quá trình chuyển giao tiểu đoàn vào Quảng Trị. Trong 11 ngày, bốn chiến xa này là những phương tiện thiết giáp duy nhất của Thủy quân lục chiến trong thành phố, yểm trợ cho Tiểu đoàn 2 của Trung đoàn 5 và Tiểu đoàn 1, Trung đoàn 1 Thủy quân lục chiến trong các trận đánh phía nam sông Hương. Tại Huế, các xe tăng súng phun lửa cũng được sử dụng cho các nhiệm vụ an ninh, tuy nhiên, do không có đủ phương tiện tiếp liệu cần thiết để tiếp nhiên liệu bằng hỗn hợp lửa, M67 sử dụng vũ khí súng máy của chúng thường xuyên hơn nhiều so với súng phun lửa.
Thông thường, xe tăng súng phun lửa ở Việt Nam được sử dụng đơn lẻ, và khẩu M67 thường được đưa vào các trung đội xe tăng thông thường để tăng cường hỏa lực cho chúng. Nhìn chung, việc sử dụng M67 ở Việt Nam còn nhiều hạn chế. Do không có đủ lượng hỗn hợp hỏa lực có thể vận chuyển để sử dụng trong các cuộc đột kích vào sâu, M67 được sử dụng chủ yếu trong hệ thống phòng thủ căn cứ. Tại các căn cứ, việc sử dụng M67 để đốt thực vật xung quanh chu vi và đốt chất thải không phải là hiếm. Ngoài việc không đủ đạn, một trong những nguyên nhân khiến việc sử dụng súng phun lửa ở Việt Nam còn hạn chế là do việc sử dụng tích cực các đợt ném bom napalm trên không. Không quân của Thủy quân lục chiến đã giảm nhu cầu về súng phun lửa trên mặt đất.

Trong điều kiện chiến tranh du kích, điển hình của cuộc giao tranh ở Việt Nam là việc sử dụng xe tăng phun lửa để tiến hành tán công tại những nơi có thể trú ẩn của du kích, đặc biệt là khi canh gác chốt - để đốt cháy các bụi rậm dọc theo sườn của đường. Ngoài ra, M67 còn tỏ ra là một phương tiện hữu hiệu để chống phục kích. Một trong những vai trò truyền thống của súng phun lửa là chống lại các vị trí kiên cố; Đặc biệt, M67 được sử dụng để đốt cháy các công sự của Việt Nam trong vùng lân cận căn cứ Cồn Thiên. Phá hủy những kho đạn dược trở thành một trong những nhiệm vụ chính của M67 trong các chiến dịch tấn công ở Việt Nam, và trong vai trò này, xe tăng phun lửa đã thể hiện mình rất thành công.

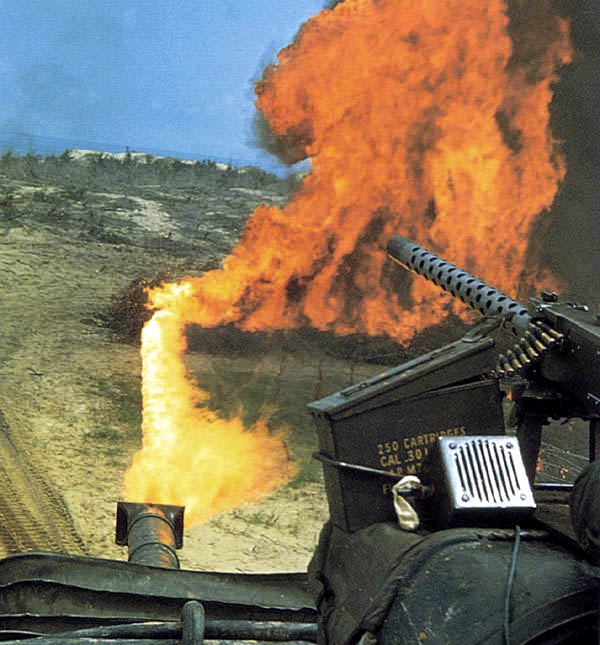
M67 đốt cháy bụi cây ven đường tại Việt Nam năm 1967

Các đánh giá chung về M67 của các chuyên gia, cũng như các xe tăng phun lửa nói chung, là trái chiều. Một mặt, súng phun lửa có tác động tâm lý đáng kể  và kinh nghiệm của các cuộc xung đột sau chiến tranh cho thấy hiệu quả của nó trong cuộc chiến chống lại nhân lực, công sự và thiết bị. Đồng thời, một nhược điểm nghiêm trọng của M67, biểu hiện trong các cuộc chiến ở Việt Nam, đó là thiếu dự trữ hỗn hợp hỏa lực để sử dụng xe tăng trong các cuộc hành quân lâu dài. Mặc dù xe tăng phun lửa đôi khi cũng tham gia vào các hoạt động tấn công, nhưng không đơn vị nào sẵn sàng đưa các phương tiện tiếp tế không bọc thép vào trận chiến để tiếp nhiên liệu cho chúng. Ngoài ra, các thùng chứa súng phun lửa yêu cầu nguồn cung cấp riêng xăng, các thành phần hỗn hợp cháy và khí nén, cùng với nhu cầu sử dụng các phương tiện hỗ trợ đặc biệt, đã tạo thêm gánh nặng cho các công tác hậu cần và là một lý do khác dẫn đến thái độ tiêu cực với M67 bởi chỉ huy xe tăng. Ngoài cơ số đạn nhỏ, súng phun lửa dù có tầm bắn tương đối ngắn cũng có độ chính xác thấp.

Các nguồn tin không đề cập đến bất kỳ tuyên bố nào về độ tin cậy của tổ hợp vũ khí M67, nhưng khung gầm M48A3 cơ bản vào đầu những năm 1970 đã được coi là không đáp ứng các yêu cầu đối với chỉ số này, đó là một trong những lý do khiến M67A2 bị loại khỏi biên chế. Mặc dù có những thiếu sót, M67 được đánh giá là đáp ứng các yêu cầu dựa trên kinh nghiệm chiến đấu, và cũng được công nhận là phù hợp nhất với điều kiện cụ thể của Chiến tranh Việt Nam. Đồng thời, mặc dù so với các phương tiện súng phun lửa M132 trên xe bọc thép chở quân cũng được sử dụng ở Việt Nam, khung gầm xe tăng có lớp giáp tốt hơn, M67 cũng đắt hơn gấp nhiều lần, kể cả trong thời gian phục vụ, đó là lý do khiến M67 bị Quân đội Hoa Kỳ loại bỏ.

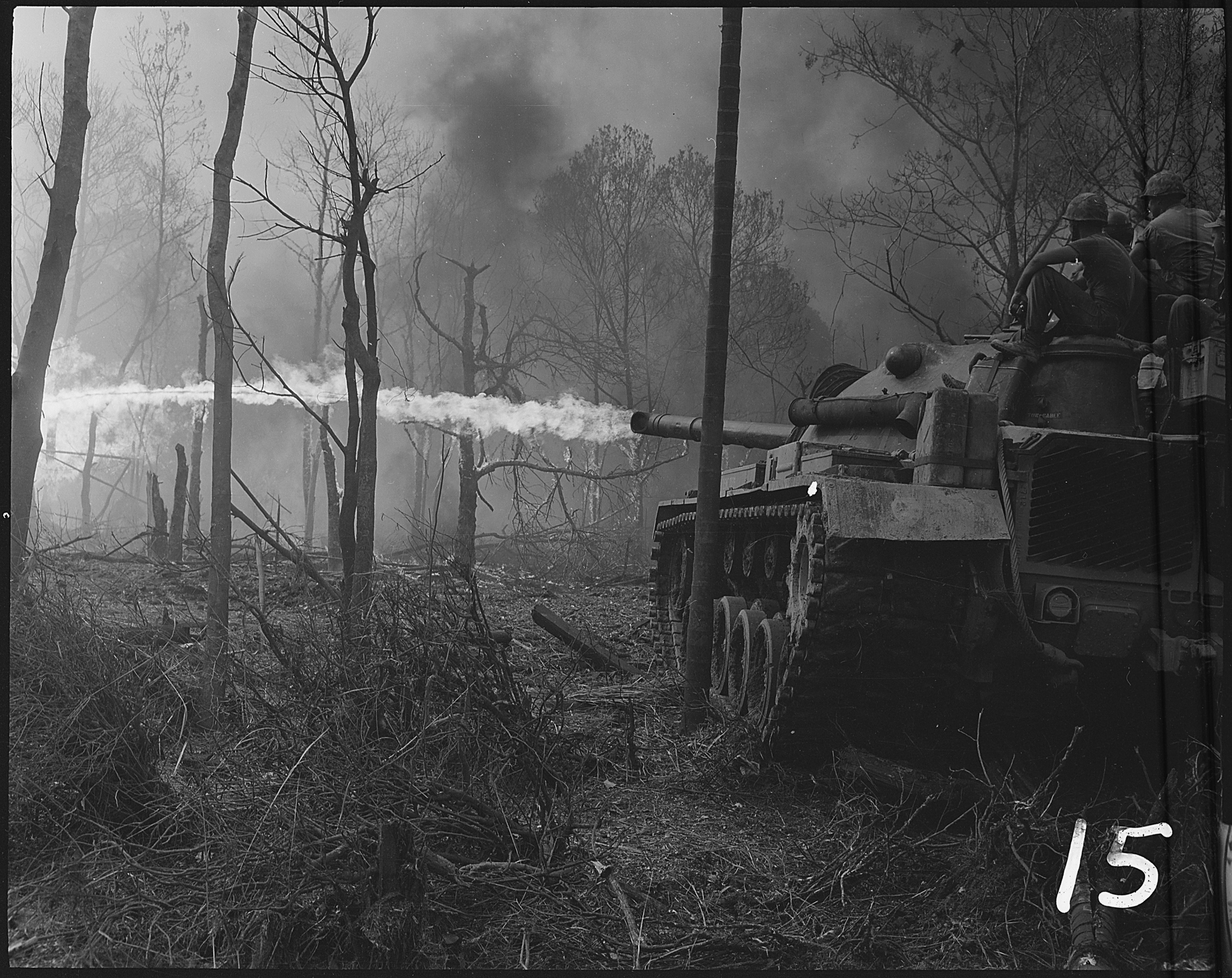
M67 thuộc Tiểu đoàn xe tăng 1 đốt cháy một ngôi làng Việt Nam ở khu vực Bình Sơn trong Chiến dịch Doser

Theo các chuyên gia phương Tây, giáp chống pháo của M67 có thể sử dụng chúng ở rìa phía trước, điều này khiến nó có thể sử dụng vũ khí súng phun lửa hiệu quả hơn, với tầm bắn hạn chế so với các loại xe bọc thép hạng nhẹ, và thậm chí nhiều hơn nữa các mô hình cầm tay. Tuy nhiên, tại Liên Xô, vào đầu những năm 1960, quân đội đã đi đến kết luận rằng tiến bộ trong lĩnh vực vũ khí chống tăng khiến việc sử dụng xe tăng với súng phun lửa kiểu phản lực không hiệu quả. Có cơ sở cho ý kiến này: đối với việc sử dụng vũ khí của họ, tầm bắn tối đa không vượt quá 200-250 và hiệu quả - 100 mét, xe tăng phun lửa không chỉ phải đi vào tầm bắn chính xác của xe tăng, súng chống tăng và súng không giật, có khả năng bắn nó từ khoảng cách 400-1000 mét và không gặp vấn đề gì khi xuyên giáp- mà thậm chí còn liên quan nhiều hơn đến những người dần dần nhận được sự phổ biến của ATGM  - mà còn vào khu vực sử dụng hiệu quả các loại vũ khí chống tăng thủ công hàng loạt ở cấp trung đội; Hơn nữa, nếu RPG-2 đời đầu, theo kinh nghiệm của Chiến tranh Việt Nam, tỏ ra kém hiệu quả trước lớp giáp của nó, thì RPG-7, được sử dụng vào năm 1961, cung cấp khoảng 40% cơ hội bắn trúng và tiêu diệt M48A5 (M67A2) chỉ với một phát bắn. Vòm của chỉ huy M1 cũng bị chỉ trích, nó không chỉ làm tăng kích thước và giảm tầm nhìn của xe tăng mà còn không cung cấp đủ khả năng bảo vệ cho chỉ huy. Tình huống sau càng trở nên trầm trọng hơn bởi thực tế là tầm bắn ngắn của M67 tạo cơ hội cho đối phương nhắm bắn vào các thiết bị quan sát dễ bị tổn thương của tháp pháo. Hệ thống chữa cháy lỗi thời không góp phần làm tăng khả năng sống sót của xe tăng, về cơ bản không thay đổi kể từ Chiến tranh thế giới thứ hai. Mặc dù thực tế là một xe tăng với hơn một tấn hỗn hợp cháy được đặt trong tháp pháo của xe tăng, để dập tắt đám cháy trong khoang chữa cháy, kíp lái chỉ có một bình chữa cháy carbon dioxide thủ công.

#### M551 Sheridan
Từ năm 1966, Bộ tham mưu Lục quân Hoa Kỳ tại Washington đã khuyến nghị với Tư lệnh lực lượng Hoa Kỳ ở miền Nam Việt Nam, Tướng Westmoreland, rằng Sheridan nên được sử dụng ở Việt Nam. Tuy nhiên, vì đạn của pháo chính không có sẵn, ông cho rằng đó chỉ đơn giản là bệ súng máy trị giá 300.000 USD. Đến năm 1968, chỉ huy mới, hoặc sắp tới là của Hoa Kỳ ở miền Nam Việt Nam, Tướng Creighton Abrams, đã được thông báo rằng đạn pháo 152mm hiện đã có sẵn cho Sheridan. Tuy nhiên, khi Tướng Abrams bắt đầu chuẩn bị cho việc trang bị phương tiện này cho các đội thiết giáp kỵ Hoa Kỳ, các đơn vị bị ảnh hưởng đã bày tỏ lo ngại rằng xe tăng giáp nhôm mới không chỉ rất dễ bị mìn và hỏa tiễn chống tăng tấn công, mà còn không có khả năng "phá rừng" như các xe tăng hạng trung M48A3.
Cuối năm 1968, Tướng Abrams gặp Đại tá George S. Patton IV - con trai của Tướng Patton trong Thế chiến II - là trung đoàn trưởng của Trung đoàn Thiết giáp 11 (11 ACR), trung đoàn kỵ binh đầy đủ duy nhất ở miền Nam Việt Nam. Khi Tướng Abrams đề cập đến mối quan tâm của quân đội đối với phương tiện mới, Patton khuyến nghị Sheridans nên được thử nghiệm chiến đấu bởi một sư đoàn thiết giáp kỵ cũng như một đội từ trung đoàn của ông ta; vì các đội có các nhiệm vụ hoàn toàn khác nhau.
Những chiếc Sheridans đầu tiên đến miền Nam Việt Nam đã làm như vậy vào tháng 1 năm 1969 và được tháp tùng bởi các đại diện nhà máy, người hướng dẫn và người đánh giá khi các phương tiện mới được cấp cho Hải đội 3, Trung đoàn 4 Kỵ binh và Hải đội 1 của Sư đoàn 11 ACR.  Đến cuối năm 1970, có hơn 200 Sheridan ở miền Nam Việt Nam,  và chúng ở lại chiến trường cho đến khi đơn vị kỵ binh bọc thép cuối cùng của Hoa Kỳ, Phi đội 1, Trung đoàn 1 Kỵ binh chuẩn bị tái triển khai trở lại  Hoa Kỳ vào ngày 10 tháng 4 năm 1972.  Sau cuối trận mở màn năm 1972, xe Sheridan đã có nhiều hành động trong Chiến tranh Việt Nam, được giao cho gần như tất cả các đội kỵ binh thiết giáp tham gia cuộc chiến. Năm 1969, các đơn vị kỵ binh bọc thép (trừ ACR 11, vẫn giữ lại các đại đội xe tăng M48) bắt đầu thay thế các xe tăng M48 Patton của họ, đến lượt nó được chuyển giao cho quân đội Việt Nam Cộng hòa. Giống như xe chống tăng M50 Ontos, các báo cáo chiến đấu từ quân đội đôi khi tâng bốc, trong khi các báo cáo cấp cao hơn trong chuỗi chỉ huy thường là tiêu cực. Điều này phần lớn là do tỷ lệ thương vong cao của cả Sheridan và kíp lái: trong khi mìn và súng phóng lựu (RPG) chỉ gây sát thương cho xe tăng M48 Patton, chúng sẽ phá hủy Sheridan và giết chết hoặc làm bị thương hầu hết, nếu không phải tất cả kíp lái (do Sheridan có vỏ giáp mỏng hơn M48 rất nhiều)
Một đánh giá năm 1969 của các phương tiện phát hiện ra rằng M551 được sử dụng trong trinh sát, tuần tra đêm và dọn dẹp đường phố, tích lũy 39.455 dặm đường và 520 nhiệm vụ chiến đấu, với một tốc độ sẵn sàng của 81,3 phần trăm. Mặc dù có điểm yếu đối với tên lửa và mìn, nó được đánh giá là xứng đáng để áp dụng các sửa đổi và trang bị cho tất cả các đội kỵ binh.
Sheridan có một số ưu điểm: nó không thường xuyên bị mắc kẹt trong bùn như xe tăng M48 Patton nặng 52 tấn, cũng như không thường đứt xích. Chỉ riêng điều này đã đủ để giành được sự ưu ái của các đội xe tăng. Trọng lượng nhẹ và tính cơ động cao đã chứng tỏ giá trị của chúng, và khẩu súng đã chứng tỏ là một vũ khí chống người hiệu quả khi được sử dụng với đạn M657 HE hoặc đạn M625, vốn sử dụng hàng nghìn viên đạn nhỏ.

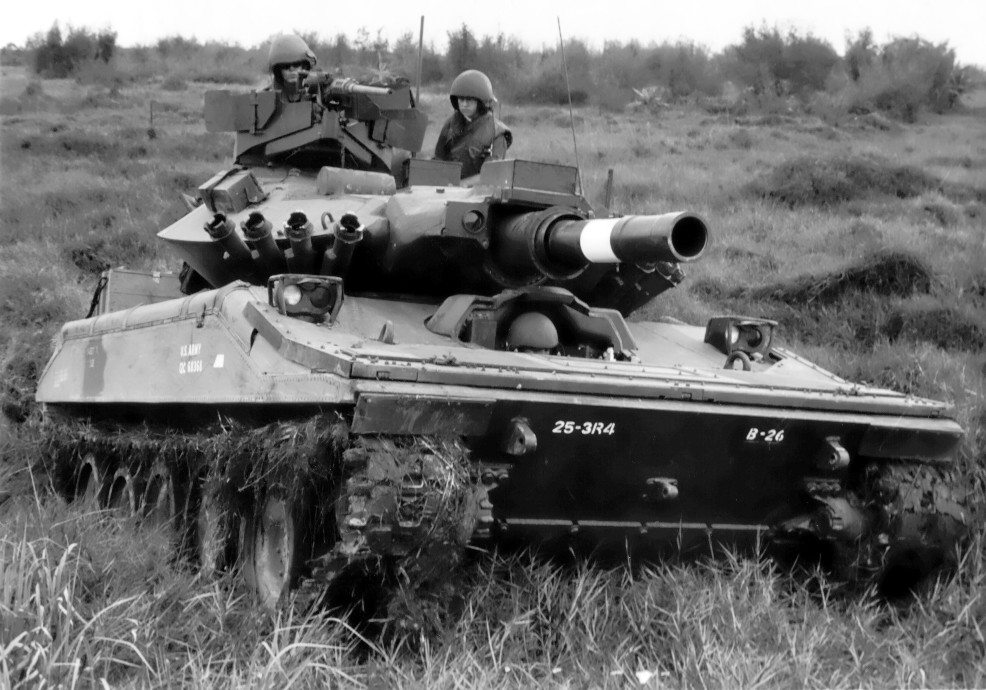
Kíp lái và một chiếc M551 Sheridan thuộc Chi đội 3,Thiết Kỵ đoàn số 4 trên chiến trường Việt Nam

Tuy nhiên, độ tin cậy của hệ thống động cơ và pháo của xe tăng không hoàn toàn đáp ứng được nhiệm vụ. Trong số 74 chiếc M551 được đưa đến Việt Nam vào tháng 2 năm 1969, tính đến tháng 5 đã có 16 lỗi cơ khí nghiêm trọng, 41 lần bị bắn hỏng, 140 đạn dược bị lỗi và 25 động cơ bị cháy; bản thân tháp pháo có 125 lỗi điện, một số lỗi hệ thống giật và các trường hợp pháo nổ. Thêm một vấn đề nữa, phần lớn đạn súng máy mang theo phải được cất giữ bên ngoài tháp pháo vì không gian bên trong cực kỳ hạn chế.
Mặc dù trung bình một kíp lái M48 Patton có thể bắn tới 17 quả đạn pháo 90mm trong một "phút điên cuồng" (60 giây với lệnh khai hỏa của tất cả các loại súng), Sheridan được biết là chỉ bắn ra hai quả đạn 152mm trong cùng một khung thời gian. Trong khi khẩu pháo 90mm của M48 bắn các loại đạn có vỏ bọc kim loại cố định, thì pháo 152mm lại không có đạn. Các viên đạn không có tiền mặt cần có lỗ thông hơi để làm sạch ống súng và khóa nòng trước khi nạp một viên đạn khác, trong khi khối khóa nòng M48 mở ra khi quả đạn đã sử dụng được đẩy ra và đóng lại khi quả đạn mới được nhét vào. Người nạp đạn càng nhanh, Patton khai hỏa càng nhanh. Còn đối với Sheridan, người nạp đạn phải đợi cơ chế: Sau khi bắn, khóa nòng từ từ mở ra phía sau rồi quay xuống phía dưới, sau khi một công cụ khác chỉ ra rằng tất cả các hệ thống tháp pháo vẫn hoạt động.
Sheridan được đánh giá cao bởi bộ binh, những đơn vị khao khát được hỗ trợ hỏa lực trực tiếp, và thường phục vụ trong các đơn vị kỵ binh thiết giáp cùng với ACAV (M113). Các đơn vị thiết giáp chỉ gồm xe tăng (trừ đại đội sở chỉ huy) và các đơn vị bộ binh cơ giới chỉ gồm M113. Trong vai trò này, vấn đề thực sự với Sheridan là tải trọng đạn dược hạn chế của nó; thông thường, chỉ có 20 viên đạn và 8 tên lửa. Mặc dù vậy, những chiếc M551 trong biên chế Việt Nam Cộng hòa không được trang bị tên lửa hoặc thiết bị dẫn đường, điều này đã làm tăng tải trọng cơ bản của các loại đạn thông thường. Tổn thất của Sheridan rất nặng nề trong các hoạt động bình thường, phần lớn là do mìn và vũ khí chống thiết giáp, nhưng đặc biệt nặng nề sau khi bắt đầu Chiến dịch Campuchia vào ngày 1 tháng 5 năm 1970 trong số các đội thiết giáp kỵ binh, chiếc ACR thứ 11 đã được đưa vào cuộc chiến. Tổn thất nặng nề thứ hai là trong cuộc tấn công cuối cùng của Quân đội Hoa Kỳ trong cuộc chiến là trong chiến dịch Dewey Canyon II, khi đội Sheridan còn lại của Thiết giáp Kỵ gặp thảm họa xảy ra ở biên giới Lào trong những tháng đầu năm 1971, đặc biệt là Sư đoàn 1 Kỵ binh.

#### Centurion

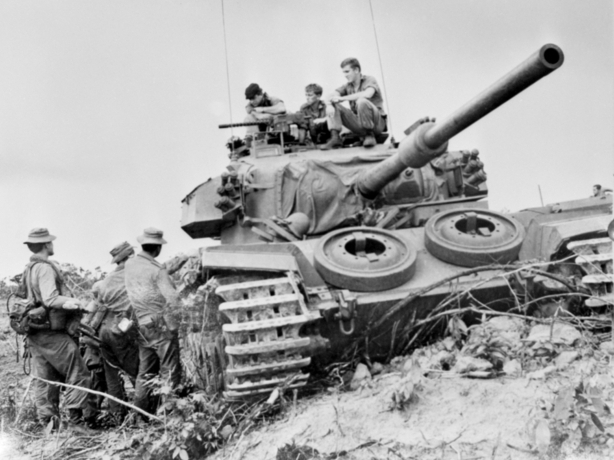
Kíp lái của một chiếc Centurion Úc nói chuyện với bộ binh trong một chiến dịch ở miền Nam Việt Nam trong năm 1968

Năm 1967, Phân đội Thiết giáp chở quân số 1 (APC) của Quân đoàn Thiết giáp Hoàng gia Úc được chuyển giao cho Phân đội "A", Trung đoàn Kỵ binh 3 tại miền Nam Việt Nam. Mặc dù họ đã tiến hành thành công các hoạt động chiến đấu trong khu vực hoạt động của mình, các báo cáo từ thực địa cho biết rằng các xe thiết giáp chở quân hạng nhẹ M113A1 của họ không thể vượt qua rừng rậm, hạn chế các hành động tấn công của họ chống lại lực lượng đối phương. Chính phủ Úc, dưới sự chỉ trích của Quốc hội, đã quyết định gửi một phi đội xe tăng Centurion của Úc đến miền Nam Việt Nam.  Trung đoàn 20 người được trang bị vũ khí Úc thuộc Phân đội 'C', Trung đoàn thiết giáp số 1 đổ bộ vào miền Nam Việt Nam ngày 24 tháng 2 năm 1968, đặt trụ sở tại Núi Đất thuộc Quân đoàn III (MR3).
Đại tá Donald Dunstan, sau đó là thống đốc của bang Nam Úc, là phó chỉ huy lực lượng đặc nhiệm Task Force 1 (1 ATF)  của Úc ở miền Nam Việt Nam. Dunstan đã có thể hoàn toàn phương án tác chiến sử dụng kết hợp xe tăng và bộ binh của Úc trong Chiến tranh thế giới thứ hai(như một phần của chiến dịch Bougainville), và là hoạt động đầu tiên kể từ sau chiến tranh để chỉ huy xe tăng và bộ binh của Úc tham chiến.  Khi tạm thời nắm quyền chỉ huy trong thời gian Chuẩn tướng Ronald Hughes vắng mặt, ông chỉ đạo rằng các xe Centurion được đưa lên từ Núi Đất để củng cố các căn cứ hỏa lực Coral và Balmoral, tin rằng chúng là một yếu tố quan trọng đã không được sử dụng. Ngoài việc bổ sung một lượng lớn hỏa lực, Dunstan nói, ông ta "không thể thấy bất kỳ lý do gì tại sao chúng (các xe Centurion) không nên ở đó".  Tầm nhìn xa của ông đã giúp lực lượng đặc nhiệm số 1 tiêu diệt khoảng 267 binh sĩ thuộc Trung đoàn 141 và 165 của Quân đội Nhân dân Việt Nam trong Trận chiến Coral – Balmoral kéo dài sáu tuần vào tháng 5 năm 1968, cũng như bắt giữ 11 tù nhân, 36 vũ khí phục vụ cho phi hành đoàn, 112 vũ khí nhỏ và các loại vũ khí khác của đối phương.

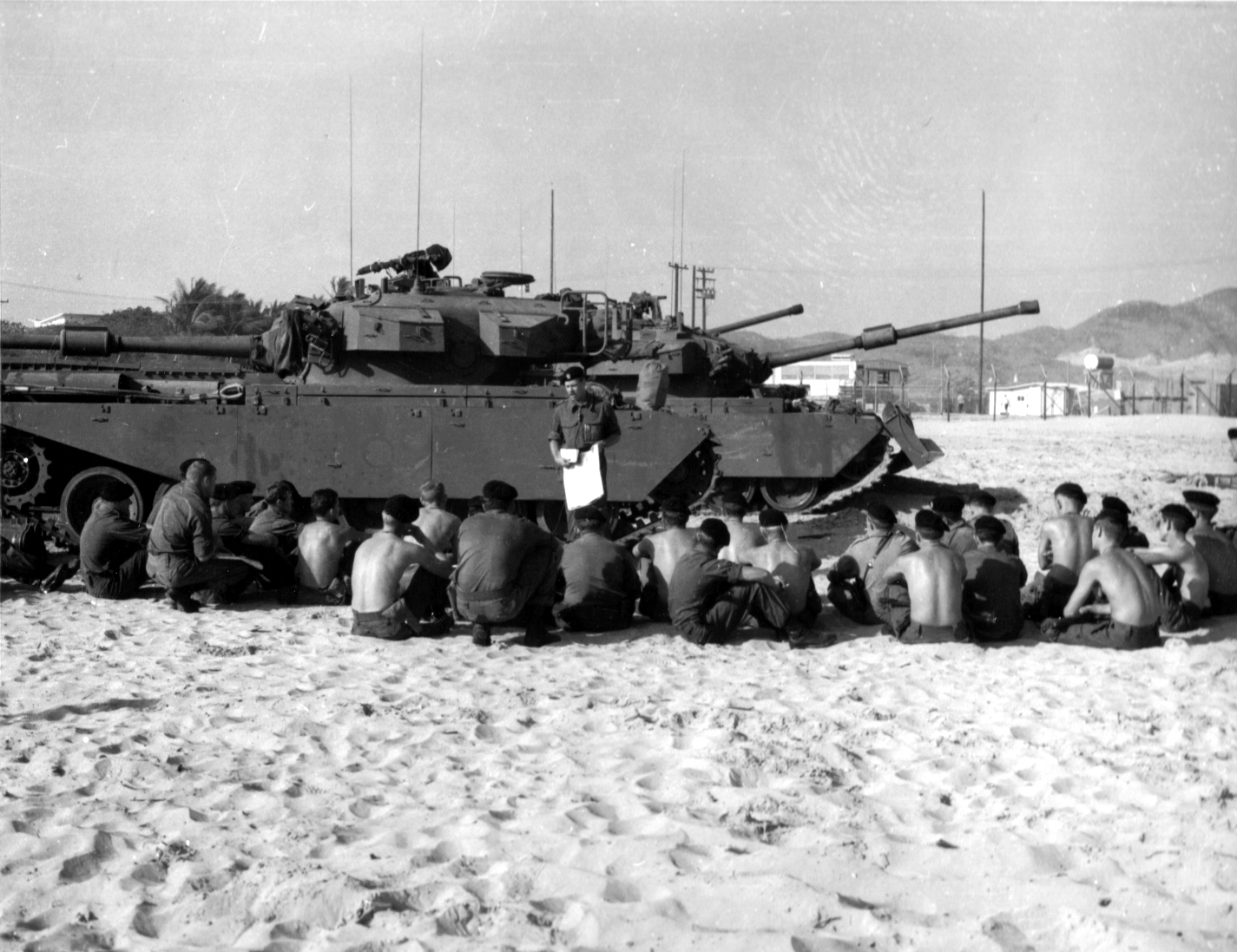
Binh sĩ của Trung đoàn thiết giáp số 1 trong cuộc họp giao ban tại Vũng Tàu

Sau trận Coral-Balmoral, một phân đội Centurion thứ ba, bao gồm hai xe tăng, được thành lập. Đến tháng 9 năm 1968, Phân đội 'C' đã có đầy đủ lực lượng của 4 phân đội, mỗi phân đội được trang bị 4 xe tăng Centurion. Đến năm 1969, Phân đội 'B', Sư đoàn 3 Kỵ binh; Phân đội 'A', Trung đoàn 1 thiết giáp; Phân đội 'B', Trung đoàn 1 thiết giáp; và Phân đội 'C', Trung đoàn Thiết giáp số 1, đều đã luân chuyển qua miền Nam Việt Nam. Ban đầu được triển khai với số lượng 26 xe tăng Centurion, sau ba năm rưỡi hoạt động chiến đấu, 58 chiếc Centurion đã phục vụ tại đây; 42 chiếc đã bị hư hại trong trận chiến với 6 chiếc không thể sửa chữa được và 2 thành viên kíp lái đã thiệt mạng.
Kíp lái của Centurion, sau khi hoạt động tại Nam Việt Nam vài tuần, đã sớm loại bỏ các lớp giáp bảo vệ bên sườn xe tăng, để ngăn thảm thực vật và bùn tích tụ giữa bánh xích và các tấm chắn bùn làm kẹt xích xe. Mỗi chiếc Centurion tại Việt Nam thường mang theo cơ số 62 viên đạn loại 20 pounder, 4.000 viên đạn.50 cal và 9.000 viên đạn súng máy.30 cal cho súng máy của chỉ huy xe tăng cũng như hai súng máy đồng trục. Chúng được trang bị động cơ xăng, đòi hỏi phải sử dụng thêm một thùng nhiên liệu 100 pound-ga-lông (450 L) gắn bên ngoài, được gắn vào phía sau xe.

### Những trận đánh nổi bật

#### Trận Làng Vây
Trận Làng Vây thuộc "Chiến dịch Đường 9-Khe Sanh" đánh dấu lần đầu tiên QĐNDVN triển khai lực lượng thiết giáp trên chiến trường. Năm 1964, các binh sĩ của đơn vị thiết giáp đầu tiên của QĐNDVN - Trung đoàn Thiết giáp 202 - được đưa vào miền Nam Việt Nam mà không có xe tăng T-34, vì nhiệm vụ chính của họ là nghiên cứu các phương án chiến thuật thiết giáp của đối phương để chuẩn bị cho các nhiệm vụ trong tương lai. Ngày 22 tháng 6 năm 1965, Bộ Quốc phòng Việt Nam Dân chủ Cộng hòa thông qua Nghị quyết 100 / QĐ-QP thành lập Trung đoàn Thiết giáp 203 và Nghị quyết 101 / QĐ-QP thành lập Bộ Tư lệnh Lực lượng Thiết giáp.
Ngày 5/8/1967, Bộ Tư lệnh Thiết giáp được lệnh sử dụng 2 đại đội xe tăng vào Nam chiến đấu. Đảng uỷ - Bộ Tư lệnh thiết giáp đã quyết định chọn 2 đại đội PT-76 (đại đội 3 và đại đội 9) của Trung đoàn xe tăng 203 thực hiện nhiệm vụ này, 2 đại đội được tổ chức thành một tiểu đoàn thiếu, mang phiên hiệu 198. Sau thời gian làm công tác chuẩn bị, ngày 1/10/1967, từ căn cứ ở Lương Sơn, Hòa Bình, tiểu đoàn 198 bắt đầu hành quân vào chiến trường, vượt 1.350 km theo Đường mòn Hồ Chí Minh dưới các cuộc không kích liên tục của Mỹ.
Bộ đội Việt Nam đã dùng hàng trăm ống tre kết thành giàn dựng phía trên xe tăng. Tre rỗng ở giữa góp phần tiêu hao nhiệt lượng do máy móc phát ra khiến Mỹ không thể sử dụng phương tiện cảm ứng nhiệt hiện đại để dò ra. Được che từ phía trên nên dù máy bay Mỹ bay ở trên cũng không thể biết được xe tăng và khi rải bom thì xe không hề hấn gì. Ban đêm đơn vị hành quân, ban ngày thì nghỉ ngơi để bộ đội lấy lại sức và duy tu, bảo dưỡng xe. Nhân dân các dân tộc Pa Kô, Vân Kiều huyện Hướng Hóa, tỉnh Quảng Trị đã giúp đỡ quân Giải phóng như giữ bí mật nơi đóng quân, trinh sát, vận chuyển đạn pháo, bình điện cho xe tăng

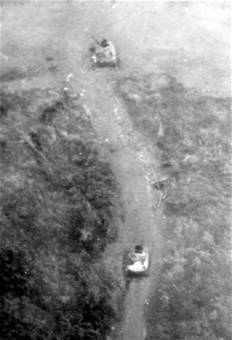
Bức ảnh do máy bay trinh sát của Không quân Mỹ chụp cho thấy hai xe tăng PT-76 bị phá hủy ở Làng Vây

Ngày 21/12/1967, đơn vị đã tới vị trí tập kết ở Na Bo, Nậm Khang, Ha Sinh trên đường số 9 thuộc lãnh thổ Lào để chuẩn bị và mùa khô năm 1968 thì bắt đầu hành quân từ Na Bo về làng Vây.
Trước khi đánh vào căn cứ Làng Vây, nhiều bộ đội công binh đã hy sinh khi gỡ mìn cho xe tăng đi qua. Thiếu tướng Lê Xuân Tấu cho biết: khi đến giờ nổ súng (21 giờ ngày 6 tháng 2 năm 1968) thì phía trước còn đầy mìn. Lúc đó, người chỉ huy phá mìn của lực lượng công binh là trung đội phó, Anh hùng lực lượng vũ trang nhân dân Bùi Ngọc Dương bị thương, một cánh tay chỉ còn treo lủng lẳng. Anh Dương yêu cầu đồng đội của mình dùng dao găm cắt cánh tay của mình để không bị vướng nhưng không ai dám làm nên anh tự cắt, nín nhịn cơn đau và vẫn chỉ huy nhiệm vụ.
Khi nhận định bãi mìn trước mắt chỉ là mìn chống bộ binh, không thể sát thương xe tăng nên ông Tấu quyết định cho xe mình đang điều khiển tiên phong húc đổ hàng rào, tấn công cứ điểm làng Vây. Trận đánh bắt đầu lúc 23 giờ 30 phút ngày 6 tháng 2. Sau khi pháo binh bắn chế áp, bộ binh, đặc công và xe tăng của Quân Giải phóng miền Nam Việt Nam tiến công cứ điểm từ 3 hướng: nam, tây bắc, và đông bắc. "Khi chúng tôi nã phát súng đầu tiên, quân địch mới biết có xe tăng tấn công và do quá bất ngờ nên không kịp trở tay. Chúng tôi nhanh chóng làm chủ tình hình" - ông Tấu nhớ lại.
Trên hướng nam, phân đội mở đường dưới sự chỉ huy trực tiếp của Tham mưu trưởng Tiểu đoàn 3, tiến lên dùng bộc phá phá rào mở đường vào căn cứ. Lúc 23 giờ 25 phút, cửa mở thông, hiệu lệnh xung phong phát ra, đại đội 9 bộ binh phối hợp với xe tăng 573 và 565 tiến vào đánh khu vực đầu cầu. Bị bắn trả, hai xe tăng 573 và 565 đều bị hư hại, song 2 xe tăng tiếp tục nổ súng diệt lô cốt hỏa điểm địch, yểm hộ đắc lực cho bộ binh phát triển.

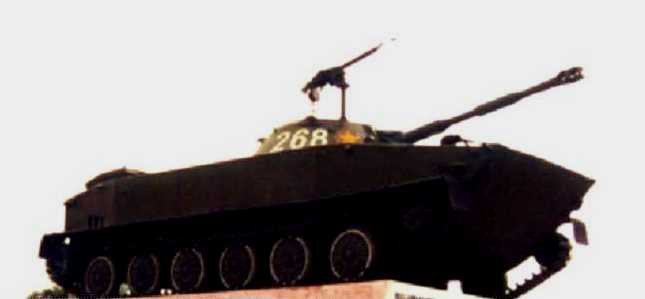
Một chiếc PT-76 của QĐNDVN, cùng loại với các xe tăng chiến đấu trong trận chiến tại Làng Vây, được trưng bày như một tượng đài kỷ niệm chiến thắng.

Cũng thời gian đó, trên hướng tây, Tiểu đoàn 5 (Trung đoàn 24) cùng xe tăng đã mở cửa đánh vào các điểm cao 230, 320, diệt gọn các đại đội biệt kích 102, 103, sau đó tiến vào hiệp đồng với Tiểu đoàn 3 (Trung đoàn 101) tiêu diệt sở chỉ huy địch ở trung tâm căn cứ. Đến 1 giờ 5 phút ngày 7 tháng 2, Quân Giải phóng miền Nam Việt Nam chiếm được khu trung tâm.
Đến 1 giờ 5 phút ngày 7 tháng 2, Quân Giải phóng miền Nam Việt Nam chiếm được khu trung tâm. Quân Mĩ và đồng minh cố chống cự bằng súng chống tăng M-72, nhưng đa số hơn 100 quả đạn hoặc bắn trượt, hoặc văng ra khi gặp vỏ giáp nghiêng của xe PT-76. Vũ khí hiệu quả nhất là 2 khẩu pháo không giật 106,7mm thì chỉ kịp bắn hạ được 2 xe PT-76 trước khi bị các xe tăng khác phá hủy hoàn toàn.
Từ 3 giờ 30 phút ngày 7 tháng 2, Quân Giải phóng đã chiếm xong hầu hết các khu vực và bắt đầu tổ chức truy quét quân địch ở các hầm ngầm, công sự. Đến 10 giờ cùng ngày, lá cờ của Quân Giải phóng đã tung bay ở cứ điểm Làng Vây.
Xe tăng PT-76 của Quân Giải phóng xuất hiện đã gây bất ngờ lớn, thậm chí là gây sốc cho đối phương. Được xe tăng PT-76 che chắn, các đợt tấn công đột phá của bộ binh Quân Giải phóng diễn ra hết sức nhanh chóng với thương vong thấp hơn hẳn. Trong trận đánh này, phần lớn lực lượng quân Hoa Kỳ và đồng minh đã bị tiêu diệt hoặc bắt sống. Chỉ có một số ít lính Mỹ kịp chạy thoát được tới Khe Sanh dưới sự yểm trợ của không quân.

#### Trận Bến Hét

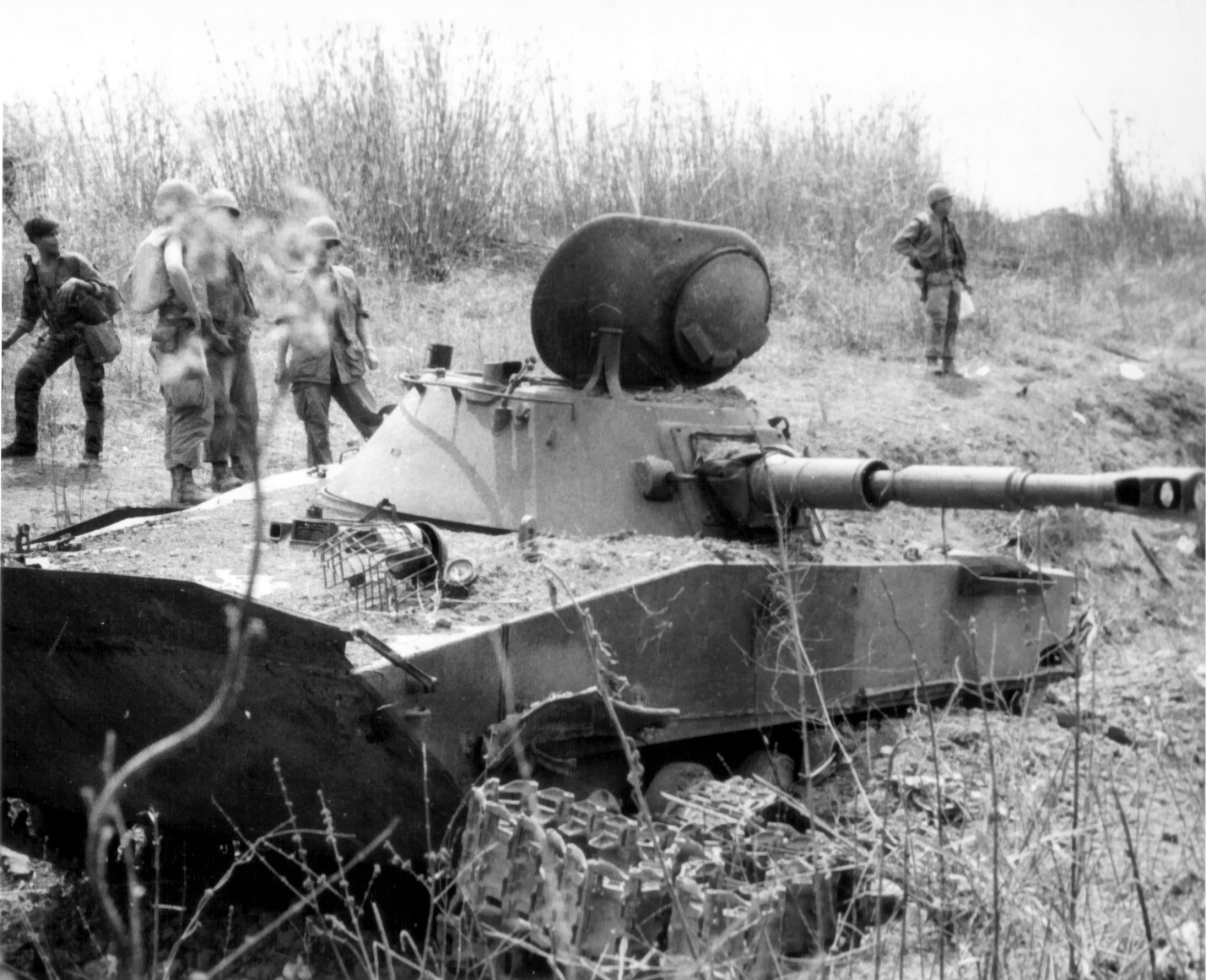
Một trong hai chiếc PT-76 bị phá hủy tại Bến Hét

Trận Bến Hét là trận chiến xe tăng duy nhất của Quân đội Việt Nam-Hoa Kỳ trong suốt cuộc Chiến tranh Việt Nam. Tiểu đoàn 4 thuộc trung đoàn xe tăng 202 với 12(10) xe gồm PT-76 và một số xe bọc thép chở quân BTR-50PK đã tấn công trại Lực Lượng Đặc Biệt tại Ben Het. Trong căn cứ Bến Hét, Mỹ có 1 đại đội xe tăng gồm 4 xe tăng M48 Patton
Vào ngày 3 tháng 3 năm 1969, căn cứ bị Đại đội XT-16 Thiết Giáp quân Giải phóng với 4 xe PT-76 tấn công. Đoàn 202 được giao nhiệm vụ tiêu diệt pháo tự hành 175 mm của trại. Khi tiếp cận căn cứ, 1 chiếc PT-76 cán phải mìn và bị hỏng xích, tiếng nổ đồng thời báo động cả trại. Pháo sáng đã được phóng lên, do đó làm lộ diện xe tăng của quân Giải phóng. Xe tăng M48 của Mỹ khai hỏa, phá hủy chiếc PT-76 bị hỏng xích. Tuy không có kính nhìn đêm, nhưng nhờ quan sát chớp lửa từ đầu nòng pháo của xe tăng Mỹ, 1 xe tăng PT-76 của Giải phóng bắn trả trúng đích, đánh trúng tháp pháo 1 chiếc M48 Patton bằng 1 viên đạn nổ. Đại úy Stovall (đại đội trưởng của đại đội xe tăng Mỹ) đang đứng phía sau tháp pháo và trưởng xe của chiếc M48 bị sức nổ đánh văng ra sau và cả 2 đều bị thương nặng, vụ nổ cũng giết chết lính nạp đạn và xạ thủ đang bắn khẩu đại liên của chiếc M48. Một chiếc Patton thứ hai, sử dụng kỹ thuật tương tự, đã phá hủy một chiếc PT-76 bằng lần bắn thứ hai. Sau đó, máy bay Mỹ nhào tới bắn phá, 2 chiếc PT-76 còn lại của quân Giải phóng quyết định rút lui.

#### Cuộc hành quân Lam Sơn 719
Chiến dịch Lam Sơn 719 hay Cuộc Hành quân Hạ Lào (cách gọi của Việt Nam Cộng hòa) hay Chiến dịch đường 9 - Nam Lào (cách gọi của Chính phủ Cách mạng lâm thời Cộng hòa miền Nam Việt Nam) là một chiến dịch trong Chiến tranh Việt Nam, do Quân lực Việt Nam Cộng hòa (QLVNCH) thực hiện với sự yểm trợ của không quân và pháo binh Mỹ. Mục tiêu của chiến dịch là phá vỡ hệ thống hậu cần của Quân đội Nhân dân Việt Nam (QĐNDVN) và Quân Giải phóng miền Nam Việt Nam (QGP) tại Lào và cắt đứt Đường mòn Hồ Chí Minh tại thị trấn Tchepone (Xê-pôn) nằm cách biên giới Việt-Lào 42 km về phía Tây.
Thực hiện chiến dịch, QLVNCH huy động 4 trung đoàn và 2 chi đoàn thiết giáp: trung đoàn 17, 11, 7, 4 (trang bị xe tăng M41), Quân đội Mỹ huy động 4 tiểu đoàn thuộc sư đoàn 5 bộ binh cơ giới, Trong quá trình chiến dịch, do tổn thất cao nên Mỹ tiếp tục bổ sung lực lượng. Khi cao nhất - ngày 10/3/1971, quân Mỹ điều động 5 tiểu đoàn thiết giáp (tăng hơn dự kiến 1 tiểu đoàn). Theo Quân Giải phóng miền Nam Việt Nam, tổng lực lượng Mỹ-VNCH trên địa bàn chiến dịch lúc cao nhất có 3 thiết đoàn thiết giáp trang bị gồm 578 xe tăng, xe bọc thép.
QGPMNVN có ba tiểu đoàn tăng, thiết giáp: 297, 397, 198, với 88 xe tăng (Tiểu đoàn 397 trang bị 33 xe T-34/85, Tiểu đoàn 297 trang bị 33 xe T-54, Tiểu đoàn 198 trang bị 22 xe tăng lội nước PT-76).
Theo Việt Nam Cộng hòa tuyên bố, trong trận đánh đầu tiên, quân Giải phóng mất 6 chiếc T-54 và 16 PT-76, M41 của Việt Nam Cộng hòa không có tổn thất nào. Sau đó, trong một trận chiến khác, VNCH tuyên bố 3 chiếc T-54 và 12 chiếc PT-76 bị phá hủy còn họ mất 3 xe bọc thép chở quân. Trong cuộc tấn công thứ ba của quân Giải phóng, quân Việt Nam Cộng hòa tuyên bố phá hủy 15 xe tăng (không nêu rõ loại), mất 6 xe bọc thép chở quân. Các trung đội lân cận của Việt Nam Cộng hòa mất 5 chiếc M41 và 25 chiếc thiết giáp chở quân M113. Hai phần ba số xe tăng của quân Giải phóng bị máy bay phá hủy (tuy nhiên phía Mỹ cho rằng những số liệu mà VNCH tuyên bố nêu trên chỉ là bịa đặt). Còn tài liệu của Quân Giải phóng xác nhận trong giai đoạn này họ chỉ có một xe T-54 bị chết máy và phải tự phá huỷ để tránh bị thu giữ.
Sau những trận chiến này, quân Việt Nam Cộng hòa bắt đầu rút lui và đã biến thành một cuộc giẫm đạp hỗn loạn. Một máy bay trinh sát của Mỹ sau đó đã nhìn thấy một đoàn dài gồm 43 xe tăng M41 và 80 xe bọc thép chở quân M113 bị bỏ rơi. Tổng cộng, VNCH mất 54 xe tăng M41, 87 xe thiết giáp chở quân M113, 96 khẩu pháo, 211 xe tải và 37 xe ủi đất. VNCH tuyên bố quân Giải phóng đã mất ít nhất 88 xe tăng bị phá hủy, trong đó có một số xe T-54 và 13 khẩu pháo, tuy nhiên tuyên bố này là phóng đại vì tổng số xe tăng của quân Giải phóng tham gia chiến dịch chỉ có 88 chiếc. Theo số liệu của quân Giải phóng thì họ chỉ có 23 xe tăng bị phá hủy trong chiến dịch này.
Đây là trận chiến đầu tiên quân Việt Nam Cộng hòa đụng độ với T-54, kết quả là Lữ đoàn Thiết giáp số 1 QLVNCH bị tiêu diệt hoàn toàn. Nhận thấy M41 không đủ sức chống chọi với xe tăng T-54, người Mỹ bắt đầu trang bị lại cho quân Quân lực Việt Nam Cộng hòa các xe tăng hạng trung M48.

#### Chiến dịch Nguyễn Huệ
Để thực hiện chiến dịch, tại mặt trận Đông Nam Bộ QĐNDVN có 2 tiểu đoàn tăng trang bị chủ yếu các xe T-54, Type 59. Ngoài ra còn có 56 xe PT-76 và vài chục xe T-34-85,
Vào mùa xuân năm 1972, Việt Nam Dân chủ Cộng hòa phát động cuộc Tổng tấn công Phục sinh. Cuộc tấn công có sự tham gia của khoảng 322 xe tăng và xe thiết giáp. Ước tính của tình báo Mỹ về nguyên tắc trùng khớp với con số thực, theo số liệu của họ, quân Việt Nam trước khi bắt đầu cuộc tấn công có từ 330 đến 370 xe tăng. Phía Việt Nam Cộng hòa sở hữu 550 xe tăng và 900 xe bọc thép chở quân.
Sư đoàn 3 Bộ binh Quân lực Việt Nam Cộng hòa hứng đòn đầu tiên và gần như bị tiêu diệt hoàn toàn, mất gần hết xe tăng và thiết giáp chở quân. Lần đầu tiên, quân Giải phóng thu phục được pháo tự hành hạng nặng 175 mm M107.
Trong các trận đánh chiếm thành phố Quảng Trị, lính tăng Quân lực Việt Nam Cộng hòa đã phát triển các chiến thuật để chống lại thiết giáp của quân Giải phóng - từ khoảng cách xa, từ các cuộc phục kích, bắn xe tăng của quân Giải phóng. Theo Việt Nam Cộng hòa tuyên bố, vào ngày 2 tháng 4 năm 1972, xe tăng M48 "Patton" từ 3 cây số đã nổ súng vào đoàn xe của quân Giải phóng. Chín xe tăng hạng nhẹ PT-76 và hai xe tăng hạng trung T-54 bị phá hủy. Các xe tăng còn lại của Quân đội nhân dân Việt Nam rút lui. Điều đáng chú ý là theo Thủy quân lục chiến Hoa Kỳ, hỏa lực bắn ra không phải từ 3 cây số, mà ở khoảng cách 2 đến 2,5 km, và 7 xe tăng Quân đội nhân dân Việt Nam đã bị tiêu diệt (không phải 11 chiếc).

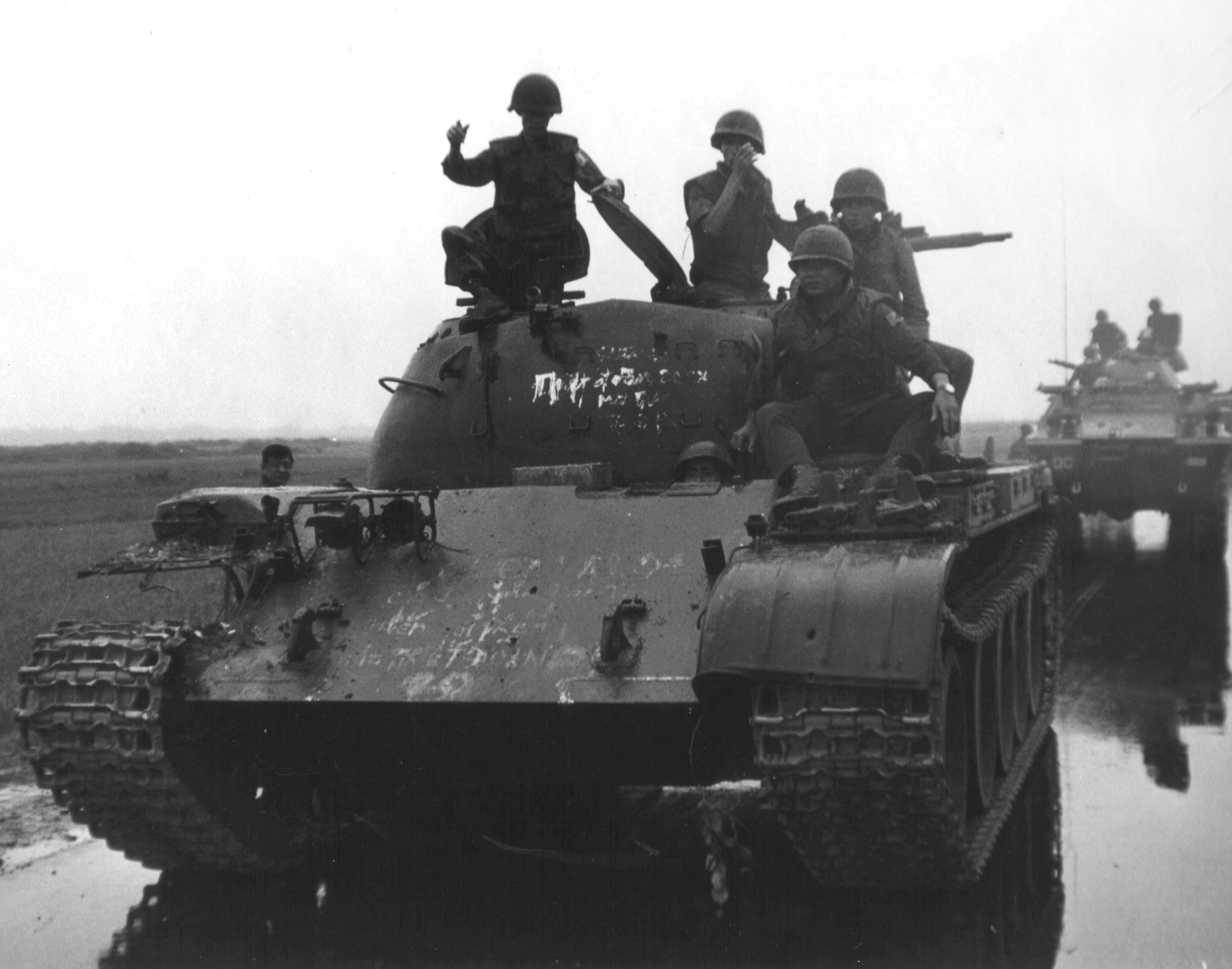
xe tăng Type 59 bị Trung đoàn thiết giáp 20 QLVNCH chiếm giữ

Vào ngày 9 tháng 4, trong trận chiến giành Pedro trước Kuanchi, lính tăng Việt Nam Cộng hòa tuyên bố rằng 17 chiếc T-54 đã bị hỏa lực của xe tăng M48 tiêu diệt và bắt sống, trong khi bản thân họ không bị tổn thất gì. Điều đáng chú ý là các tuyên bố chính thức của Hải quân Hoa Kỳ đã mô tả trận chiến này theo cách khác. Theo nguồn Hoa Kỳ, quân Giải phóng chỉ có 16 chiến xa, trong đó có 13 chiếc T-54 bị tiêu diệt chứ không phải 16 chiếc, và 2 chiếc bị bắt chứ không phải 1. Tổng cộng là 16 chiếc thiệt hại. Đồng thời, tổn thất không chỉ từ hỏa lực M48 mà còn do mìn (ít nhất 1 chiếc T-54), máy bay cường kích A-1 và vũ khí chống tăng cầm tay. Còn theo tài liệu của quân Giải phóng, trong trận này họ tổn thất 6 xe tăng T-54 (chứ không tới 17 chiếc như VNCH tuyên bố).
Vào ngày 7 tháng 4, Quân đội nhân dân Việt Nam chiếm được thành phố Lộc Ninh với sự yểm trợ các phương tiện thiết giáp, đánh bại thiết giáp của Quân lực Việt Nam Cộng hòa đóng tại đó. Trong trận chiến, 38 xe tăng M41 và thiết giáp chở quân M113 bị tiêu diệt và bắt sống, 8 pháo tự hành cũng bị phá hủy. Tổn thất cuea quân Giải phóng trong trận này là 2 xe tăng T-54 và 1 xe tăng PT-76
Vào ngày 13 tháng 4, Quân đội nhân dân Việt Nam bắt đầu cuộc tấn công vào thành phố An Lộc của miền Việt Nam Cộng hòa. Cuộc tấn công được yểm trợ bởi 48 xe tăng các loại, trong đó có 17 xe tăng tịch thu được từ quân Việt Nam Cộng hòa trước đó. Chỉ có thể giữ thành phố với sự hỗ trợ của không quân. Đối đối phó với quân Giải phóng đang tiến quân, mọi phương tiện có thể bay đều huy động: từ máy bay ném bom chiến lược B-52 đến trực thăng AN-1 "Hugh Cobra" mới nhất. Hàng không đã tìm cách cắt đứt bộ binh khỏi xe tăng, và trên các đường phố của thành phố, T-54 và T-34 trở thành mồi ngon cho súng phóng lựu M72 LAW... Trong ba ngày chiến đấu, 23 xe tăng bị tiêu diệt, chủ yếu là T-54. Tổng thiệt hại của quân Giải phóng là khoảng 27 xe tăng (VNCH tuyên bố là đã phá hủy tới 80 xe tăng, tuy nhiên con số này là phóng đại vì tổng số xe tăng của quân Giải phóng chỉ có 48 chiếc). Còn tổn thất của thiết giáp Quân lực Việt Nam Cộng hòa trong trận chiến này lên tới hơn 30 xe tăng, 50 xe bọc thép và một số pháo tự hành. Thành phố không bao giờ bị chiếm.
Vào cuối tháng 4 năm 1972, 18 xe tăng T-54 của Trung đoàn 203 Việt Nam Dân chủ Cộng hòa, theo hai hướng, tấn công thành phố Tân Chánh. Khu vực này được phòng thủ bởi Sư đoàn Bộ binh 22 và hai Trung đoàn Thiết giáp M41. Xe T-54 đầu tiên tấn công cổng chính. Nhìn thấy xe tăng đang tiến tới, 900 binh sĩ Việt Nam Cộng hòa hoảng sợ bỏ chạy. Một chiếc T-54 mang số hiệu 377 lao thẳng vào nhóm 7 xe tăng M41 của Việt Nam Cộng hòa đang di chuyển, liên tiếp tiêu diệt từng cái một. Sau đó, chiếc xe này này đã bị hạ gục bởi một khẩu súng phóng lựu. Ở phía tây thành phố, các khẩu súng phóng lựu của Quân lực Việt Nam Cộng hòa đã tiêu diệt thêm hai chiếc T-54, nhưng chúng không ngăn được cuộc tấn công. Các tuyến phòng thủ nhanh chóng bị phá vỡ, chỉ có một số lính Việt Nam Cộng hòa và Mỹ có thể thoát ra khỏi thành phố. Kết quả của cuộc bao vây, toàn bộ sư đoàn 22 Quân lực Việt Nam Cộng hòa bị tiêu diệt, 14 chiến xa M41 và vài chục khẩu pháo bị mất, có trường hợp lính tăng Việt Nam Cộng hòa nhìn thấy T-54 đã vứt xe M41 bỏ chạy.
Quân Giải phóng trên hướng tấn công sân bay Đắc Tô, đã bị chiếc phi cơ AC-130 của Mỹ tấn công, theo Hoa Kỳ thì ít nhất 7 chiếc T-54 đã bị phá hủy hoặc hư hại. Còn theo số liệu của quân Giải phóng thì chỉ có 1 chiếc xe tăng bị hư hại.
Ngày 24 tháng 4, bốn chiếc T-54 của Quân đội nhân dân Việt Nam, được lệnh chuyển hướng tấn công sân bay Đắc Tô 2. Một con đường bí mật trong núi và rừng rậm được sử dụng để chuẩn bị hành quân. Vào ban đêm, hai chiếc T-54 đột nhập vào sân bay. Chiếc xe tăng thứ nhất chặn lối ra Bến Hét, chiếc thứ hai đứng giữa sân bay và bắt đầu công phá các boongke của trung đoàn 47 một cách bài bản. Hai xe tăng M41, bảo vệ sân bay, tiếp cận từ bên sườn và bắn sáu phát về phía T-54 mà không có tác dụng. Xe tăng của quân Giải phóng nhanh quay pháo của họ và phá hủy cả xe tăng của QLVNCH. Trực thăng "Cobra" bay đến chi viện cho phi trường bị bao vây cũng không ngăn được T-54 - tên lửa 70 mm không gây thiệt hại cho xe tăng. Theo kết quả của hai đợt tấn công lớn, quân Giải phóng đã giải phóng 20 dặm từ Kontum.
Vào ngày 27 tháng 4, tuyến phòng thủ kiên cố của quân Quân lực Việt Nam Cộng hòa thất thủ dọc theo sông Cửa Việt, mà quân Quân đội nhân dân Việt Nam không thể chiếm được kể từ ngày 2 tháng 4. Ngày 27/4, hàng chục chiếc M48 bị T-54 của Quân đội Nhân dân Việt Nam bắn hạ bằng chiến thuật bí mật áp sát, trong đó riêng Đại đội trưởng Nguyễn Văn Thái cùng tổ lái đã diệt được 5 chiếc ở Tây Đông Hà.
Quân VNCH đã bỏ chạy, vứt lại lại tất cả xe tăng M48 của trung đoàn thiết giáp 20 của họ. Trong 1 tháng, cả hai đơn vị thiết giáp mạnh nhất của quân đội Sài Gòn ở Quảng Trị bị tiêu diệt gần như hoàn toàn (Trung đoàn xe tăng số 20 mất toàn bộ 57 xe M48, trong khi Lữ đoàn thiết giáp số 1 mất 43 xe M48). Kết quả là vào tháng 5/1972, Hoa Kỳ phải viện trợ khẩn cấp cho VNCH thêm 120 chiếc M48A3 để bù đắp thiệt hại.
Tại Sài Gòn, đại tướng Creighton Abrams vô cùng tức giận khi các tướng QLVNCH đổ lỗi thất bại cho việc thiếu vũ khí và trang bị. Ông quát tháo QLVNCH: "Họ không mất xe tăng vì bị quân địch phá hủy. Họ mất xe tăng vì, mẹ kiếp, họ vứt bỏ chúng. Như vậy, chết tiệt, cho dù có xe tăng IS-3, nó cũng chẳng ích lợi gì." Abrams cũng to tiếng với Tổng thống Nguyễn Văn Thiệu và tham mưu trưởng Cao Văn Viên: "Trang thiết bị không phải là điều các ông cần. Cái các ông cần là những sĩ quan chỉ huy và binh sĩ dám chiến đấu... Các ông đã nhận được mọi trang bị cần thiết... Các ông đã đánh mất gần hết đại bác vì chúng bị vứt bỏ."
Vào cuối tháng 5, quân Giải phóng mở cuộc tấn công lớn cuối cùng, được hỗ trợ bởi 30 xe tăng trong khu vực tỉnh Kontum. Cuộc tấn công đã bị đẩy lui.
Trận đánh xe tăng lớn nhất được biết đến trong cuộc chiến có sự tham gia của T-34 xảy ra vào ngày 27 tháng 7 trong trận Đồi 26 ở phía trước Quảng Trị. Một đại đội 11 chiếc M41 rút lui từ điểm cao thì bị đại đội 7 xe tăng T-34-85 (trong số 10 xe tăng tham gia) tấn công. Kết quả là quân Việt Nam Cộng hòa đã bị bất ngờ, theo số liệu của Mỹ thì 3 chiếc M41 đã bị phá hủy bởi hỏa lực của xe tăng, 5 chiếc nữa bị hạ bởi lí do khác, chỉ có 3 chiếc M41 chạy thoát được.
Trong toàn bộ cuộc Tổng tấn công Phục sinh năm 1972, một ước tính cho rằng Quân đội Nhân dân Việt Nam đã mất 250 xe tăng và xe thiết giáp các loại, trong đó có 134 xe tăng T-54, từ 40 đến 60 xe T-34-85. Nhà sử học người Mỹ James Moore cho rằng "hơn 700 xe tăng Bắc Việt bị phá hủy",, nhưng con số 700 này là phóng đại vì tổng số số xe tăng - xe thiết giáp của Quân đội nhân dân Việt Nam tham gia chiến dịch chỉ là 322 chiếc. Quân lực Việt Nam Cộng hòa thì bị mất khoảng 800 - 1000 xe tăng và xe thiết giáp các loại.

#### Trận Cửa Việt
Cửa Việt là một quân cảng chiến lược trên địa phận huyện Gio Linh, tỉnh Quảng Trị, là một đầu mối giao thông đường thủy quan trọng đối với cả hai bên. Từ sau chiến cục năm 1972, Cảng Cửa Việt nằm dưới sự kiểm soát của Quân Giải phóng miền Nam Việt Nam. Thực hiện mục tiêu tái chiếm vị trí trọng yếu này, tháng 1 năm 1973, QLVNCH mở Chiến dịch Tango City nhằm đánh chiếm Cửa Việt trước khi Hiệp định Paris có hiệu lực vào 8 giờ sáng ngày 28 tháng 1 năm 1973. Ý đồ của QLVNCH là cắt đứt sự chi viện to bằng đường biển từ hậu phương ra tiền tuyến cho Quân Giải phóng, trực tiếp là chi viện cho chiến trường Trị-Thiên, bịt cửa khẩu của Chính phủ Cách mạng Lâm thời Cộng hòa miền Nam Việt Nam ra với quốc tế bằng đường biển, đồng thời thiết lập được một đầu cầu quan trọng để tiếp vận cho các cuộc hành quân nhằm vào các vùng do Quân Giải phóng kiểm soát. Việc Quân lực VNCH tấn công căn cứ Cửa Việt của Quân Giải phóng đã bị Uỷ ban Quốc tế về kiểm soát ngừng bắn ở Việt Nam xác định là hành vi vi phạm Hiệp định Paris.
Để phục vụ Chiến dịch Tango City, VNCH huy động các thiết đoàn 17, 18 và 20. Quân Giải phóng chỉ có Đại đội tăng thiết giáp 1 gồm 7 xe: 1 xe tăng Type-63 (số hiệu 704), 2 xe thiết giáp K-63 (có trang bị 2 bệ phóng tên lửa chống tăng B-72), 4 xe thiết giáp BTR-50 lắp cao xạ 23mm. Về sau đại đội 1 được chi viện thêm 1 xe tăng T-54 của Trung đoàn 203
7 giờ sáng ngày 28 tháng 1, QLVNCH bắt đầu tiến quân dọc bờ biển hướng về Cửa Việt, Lực lượng đặc nhiệm được gần 100 xe tăng, xe bọc thép chi viện mở liên tiếp 4 lần tấn công vào Thanh Hội. Trước sức kháng cự mạnh của Quân Giải phóng miền Nam Việt Nam, đến chiều họ mới chiếm được Thanh Hội và một phần làng Vĩnh Hoà. Trong khi đó Lữ đoàn 147 TQLC được khoảng 40 xe tăng chi viện đánh vào Long Quang, An Trạch, chiếm được một phần trận địa nhưng ngay đêm đó Trung đoàn 48 Quân Giải phóng miền Nam Việt Nam đã phản kích chiếm lại. Đến khoảng 20 giờ cùng ngày thì QLVNCH đã tiến được nửa đường, và một số đơn vị của họ đã bị tổn thất khá nặng, khoảng trên dưới 20 xe tăng và xe thiết giáp bị hư hại.
Bị thiệt hại lớn nhưng do mệnh lệnh phải chiếm Cửa Việt trước giờ ngừng bắn, QLVNCH vẫn điều thêm quân, tăng thêm xe pháo cho Sư đoàn TQLC tiếp tục tấn công. QLVNCH thay đổi cách đánh, không đột phá chính diện mà lợi dụng ban đêm luồn qua khe hở giữa các trận địa phòng ngự của Quân Giải phóng miền Nam Việt Nam tiến ra Cửa Việt. 23 giờ 30 phút ngày 27 tháng 1, lợi dụng lúc gió to, sóng lớn, nước thủy triều xuống, Lực lượng đặc nhiệm Tango bí mật tiến theo mép nước ra Cửa Việt. Do tập trung vào tuyến phòng thủ chính phía trong đất liền nên quân Giải phóng bị bất ngờ, đến 1 giờ 30 phút ngày 28 tháng 1 họ mới phát hiện được quân địch. Bộ binh Trung đoàn 101 quân Giải phóng và 6 xe tăng, xe bọc thép đánh vào đội hình QLVNCH ở đông Hà Tây và Vĩnh Hòa. Trong bóng đêm, Đại đội tăng thiết giáp 1 gồm 1 xe tăng lội nước K63-85 và 3 xe thiết giáp K63; cùng Đại đội Pháo cao xạ tự hành gồm 2 xe thiết giáp BTR-50 lắp pháo cao xạ 2 nòng 23mm, do chuẩn úy Mai Xuân Chính chỉ huy, đã xuất kích 4 lần, bắn cháy 16 xe tăng, xe thiết giáp của đối phương, nhưng vẫn không ngăn được QLVNCH tiến về cảng đánh vào các chốt của quân Giải phóng ở Hà Tây, Cửa Việt, Cao điểm 12. Phía Quân Giải phóng bị bắn cháy 1 xe tăng K63-85 và 4 xe thiết giáp trong trận này.
Quân Giải phóng nhận lệnh phải đẩy bằng được quân địch ra khỏi cảng Mỹ, trước giờ Hiệp định Paris có hiệu lực. Thêm hai xe BTR-50 cao xạ tự hành được bổ sung sang bờ Nam chặn đối phương. 7 giờ 30 ngày 28/01, Quân Giải phóng phản công. 5 xe thiết giáp chở theo bộ binh của Trung đoàn 101, chia thành 2 mũi, một mũi từ trong cảng đánh ra, một mũi đánh vào sườn đối phương có sự phối hợp của lực lượng bộ binh phòng ngự tại chỗ. Xe tăng, thiết giáp cùng binh lính QLVNCH phải lùi lại thiết lập đội hình phòng ngự, cách cảng Mỹ khoảng 500-700 mét về phía Nam.
Đúng 7 giờ 58 phút sáng ngày 28 tháng 1, hai phút trước khi hiệp định ngừng bắn có hiệu lực thì mũi nhọn đột kích với khoảng 300 lính TQLC được 3 chiến xa M48 Patton yểm trợ vẫn chưa vào được Cảng Cửa Việt. Lúc này, thế trận của QLVNCH hình thành 3 cụm quân: Cụm 1 có 1 đại đội và 20 xe tăng và xe thiết giáp M-113 ở cách Cảng Mỹ (về phía nam) khoảng 700 m. Cụm 2 khoảng 1 đại đội và 10 xe tăng ở đông thôn Hà Tây cách cảng Cửa Việt khoảng 1.500 m. Cụm 3 có hai trung đội và 8 xe tăng cách Cao điểm 4 khoảng 200 m về phía đông bắc. Sau khi hiệp định ngừng bắn có hiệu lực vào lúc 8 giờ, QLVNCH lấn tiếp ra phía nam Cao điểm 4 (cách khoảng 600 m) tạo thành một cụm quân nữa, gồm hai trung đội cùng 12 xe tăng và xe M-113.
12 giờ ngày 30 tháng 1, Quân Giải phóng miền Nam Việt Nam mở đợt phản công đầu tiên nhưng không thành do nổ súng không đồng loạt. Ngày 31 tháng 1, Quân Giải phóng tiếp tục tập trung 5 tiểu đoàn của bộ phận chủ lực có một số xe tăng, xe bọc thép đồng loạt tiến công vào các cụm quân địch ở phía nam cảng. Các trận địa pháo chiến dịch, các trận địa pháo chống tăng ở bờ bắc bao gồm ĐKZ-75, pháo 85 mm, cùng tên lửa chống tăng B72 của các đội hỏa khí chống tăng đi cùng bắn mãnh liệt vào các vị trí của QLVNCH. Bị bao vây tấn công từ cả ba mặt và không được chi viện đầy đủ, các đơn vị TQLC và thiết giáp VNCH phải mở đường máu rút trở về vị trí xuất phát. Đến 10 giờ 30 phút ngày 31 tháng 1, quân Giải phóng đã kiểm soát hoàn toàn khu vực từ cảng Cửa Việt đến Vĩnh Hòa, tuyến chốt từ Thanh Hội đến Long Quang, Chợ Sải được khôi phục. Về phía VNCH, riêng lực lượng thiết giáp đã bị thiệt hại tới trên 2/3 số xe tham chiến (29 xe bọc thép: 18 xe bị phá hủy, 6 xe tăng và 5 xe bọc thép chở quân bị bỏ lại trong thứ tự tốt)
QGPMNVN tuyên bố đã phá hỏng 113 xe tăng, xe bọc thép, thu 13 chiếc. Riêng đại đội 1 đã bắn cháy 16 xe tăng - xe thiết giáp của đối phương, yểm trợ bộ binh thu giữ 3 xe tăng M48 Patton, 3 xe tăng M41 Walker Bulldog và 5 xe M-113. Phía Đại đội 1 bị bắn cháy 6 xe (1 xe tăng Type-63 và 5 xe thiết giáp). Ngày 23/9/1973, Đại đội 1 được phong tặng danh hiệu Anh hùng Lực lượng vũ trang nhân dân. Đặc biệt là kíp xe Type-63 số hiệu 704 trong đêm tối đã bất ngờ xuất kích đánh vào sườn đội hình đối phương, với 8 phát đạn đã bắn cháy 5 xe tăng M48 Patton và bắn hỏng 2 xe tăng M48 khác, đồng thời tiêu diệt hàng chục bộ binh. Đến rạng sáng, xe tăng 704 bị trúng đạn pháo của địch, Đại đội trưởng Nguyễn Văn Khoán và nạp đạn viên Nguyễn Văn Khanh hy sinh, pháo thủ Hoa Xuân Toàn và lái xe Nguyễn Thế Tường bị thương nặng. Đây là trường hợp duy nhất được biết đến về một tổ lái trên dòng biến thể của xe tăng PT-76 đã phá huỷ tới 5 xe tăng chiến đấu chủ kực.

#### Chiến dịch Tây Nguyên
Chiến dịch Tây Nguyên (từ 4 tháng 3 đến 3 tháng 4 năm 1975), mật danh Chiến dịch 275, là chiến dịch mở đầu cuộc Tổng tấn công và nổi dậy mùa Xuân năm 1975 do Quân Giải phóng miền Nam Việt Nam phát động tấn công. Để hỗ trợ lực lượng bộ binh tiến công, QGPMNVN đã điều động trung đoàn tăng thiết giáp 273 tham chiến với 64 xe tăng - xe thiết giáp các loại. Bên phía QLVNCH duyên hải Trung-Nam Trung bộ có 1 thiết đoàn và 8 chi đội tổng cộng 117 xe, Vùng cao nguyên có 4 thiết đoàn với 371 xe.
Theo đại tá Phạm Bá Hoa, tham mưu trưởng Tổng cục tiếp vận QLVNCH, các lực lượng này được bố trí theo thế "nặng đầu nhẹ đuôi" trên địa bàn Cao nguyên trung phần. 3 thiết đoàn xe tăng đóng quanh khu vực Kon Tum - Pleiku và chốt giữ đường 19 đi An Khê (Bình Định); 1 chi đoàn thiết giáp (thuộc thiết đoàn 8) giữ Quảng Đức. Tại Buôn Ma Thuột chỉ có thiết đoàn 8 (thiếu) và một chi đội thiết giáp. Lực lượng này được trang bị 116 xe tăng M-41 và M48, 50 xe bọc thép M-113.
Trên toàn mặt trận Tây Nguyên, so với lực lượng QLVNCH, lực lượng bộ binh Quân Giải phóng miền Nam Việt Nam kém hơn đáng kể về hỏa lực hạng nặng (xe tăng, xe thiết giáp, pháo cỡ lớn và máy bay). Nhưng do Quân Giải phóng miền Nam Việt Nam tập trung chủ lực tại cánh Nam trong khi phần lớn QLVNCH kéo về phòng thủ tại cánh Bắc (do bị mắc bẫy nghi binh của đối phương), nên tại điểm quyết chiến Buôn Ma Thuột vào giờ khai hỏa, ưu thế của Quân Giải phóng so với QLVNCH tại đây có tỉ lệ áp đảo: bộ binh 5:1, thiết giáp 2:1, pháo lớn 2:1. Ưu thế này bảo đảm cho Quân Giải phóng khả năng thắng lợi nhanh chóng do đối phương khó có khả năng cầm cự lâu dài chờ quân phản kích ứng cứu.
Các hoạt động nghi binh của Quân Giải phóng đã bắt đầu từ tháng 12 năm 1974, khi trận Phước Long chuẩn bị mở màn. Một số xe tăng (cũ), xe xích kéo pháo, xe vận tải được tổ chức cơ động liên tục suốt ngày đêm quanh phòng tuyến. Hai bến phà (gỗ) được triển khai tại cầu Diên Bình và sông Đakbla cho xe đi qua. Trung đoàn 95 QGP hoạt động mạnh ở đường 19 Đông, chặn đánh các đoàn xe quân sự và tập kích một số chốt của QLVNCH.
Chiến dịch Tây Nguyên chính thức bắt đầu đêm 3 rạng ngày 4 tháng 3 với trận đánh của bộ binh Trung đoàn 95A diệt căn cứ Ayun do 1 tiểu đoàn bảo an chiếm hữu và một số điểm chốt giao thông nhỏ của QLVNCH trên 20 km đường 19 từ ngã ba Pleibon đến ấp Phú Yên (Tây An Khê) ở.
Ngày 5 tháng 3, đại tá Quang đích thân chỉ huy 1 tiểu đoàn của trung đoàn 53 cùng 14 xe hành quân vè Buôn Ma Thuột thì bị trung đoàn 9, sư đoàn 320 phục kích tại Thuần Mẫn. 8 xe bị bắn cháy, 2 pháo 105 mm bị đối phương chiếm được. 7 xe còn lại phải quay về Pleiku. Đại tá Quang phải trở về Buôn Ma Thuột bằng trực thăng.
11 giờ trưa ngày 9 tháng 3, thiếu tướng Phạm Văn Phú từ Nha Trang bay lên sân bay Buôn Ma Thuột và triệu tập cuộc họp với chuẩn tướng Lê Trung Tường, đại tá Vũ Thế Quang và đại tá Nguyễn Trọng Luật để đánh giá tình hình. Theo tướng Phú: tình hình Đức Lập quá xấu, không còn khả năng cứu vãn nên không tăng thêm viện binh, rút liên đoàn 21 biệt động quân từ Buôn Hồ về bảo vệ phía Bắc thị xã; tiểu đoàn 2, trung đoàn 53 phải cố giữ ngã ba Đắc Sắc, chờ thời cơ phản kích lấy lại Đức Lập; tăng viện một chi đoàn thiết giáp cho thị xã và rút 2 tiểu đoàn bảo an ở Bản Đôn về phòng thủ ngoại vi thị xã. Đại tá Vũ Thế Quang được bổ nhiệm làm tư lệnh các lực lượng phòng thủ Buôn Ma Thuột. Cho đến lúc đó, tướng Phú vẫn một mực cho rằng: Cộng sản đánh Quảng Đức, uy hiếp Buôn Ma Thuột là để nghi binh và vài ngày tới, họ sẽ tập trung tấn kích mạnh vào Pleiku - Kon Tum. 6 giờ chiều ngày 9 tháng 3, tướng Phú về đến Pleiku và ra lệnh cấm trại 100%. Ngay cả đến khi Buôn Ma Thuột bị tấn công, tướng Phú và cả Bộ Tư lệnh Quân đoàn II cũng chưa biết rằng cuộc tấn công này được thực hiện chủ yếu bởi sư đoàn 316 đã bí mật hành quân xuống Nam Tây Nguyên theo sau sư đoàn 320A, dùng sư đoàn 320A làm bình phong che giấu sự có mặt của mình. Lợi dụng việc các đơn vị chủ lực của QLVNCH tại Buôn Ma Thuột tập trung giải tỏa đường 14 trên hướng Thuần Mẫn - Buôn Hồ, các trung đoàn công binh 7 và 575 (QGP) đã mở thông các con đường 50B, 50C, 50D, 51, 57B, 57C bảo đảm cho xe pháo các loại có thể kéo thẳng vào Buôn Ma Thuột. Riêng đường 20C ở Tây Nam Buôn Ma Thuột nằm trên hướng đột kích của trung đoàn xe tăng 273 được mở một cách độc đáo. Các cây lớn chỉ được cưa 3/4 gần gốc. Khi xe tăng xuất kích, có thể húc đổ cây tự mở đường trong hành tiến. Vì vậy, trinh sát đường không của QLVNCH không phát hiện được sự có mặt của trung đoàn xe tăng 273 tại đây. Việc chỉ huy tác chiến được thực hiện hoàn toàn bằng thông tin hữu tuyến đã vô hiệu hóa các hoạt động trinh sát điện đài của QLVNCH.. Các đơn vị chủ lực của QLVNCH tại Quân khu II đã bị căng kéo ra nhiều hướng và chôn chân tại các cứ điểm phòng thủ, giảm thiểu khả năng cơ động ứng cứu cho nhau. Thế trận xung quanh Buôn Ma Thuột đã được cài đặt.
Buôn Ma Thuột nằm ở giữa ngã ba của hai con đường chiến lược 14 và 21, là chốt giữ giao thông của Nam Tây Nguyên. Từ Buôn Ma Thuột dễ dàng đi lên các tỉnh phía Bắc và đi xuống Đông Nam Bộ-Sài Gòn bằng cả đường không và đường bộ. Chính về tầm quan trọng đó nên Buôn Ma Thuột có các căn cứ, sân bay, kho đạn hậu phương của các đơn vị chủ lực của Quân khu 2; Quân đoàn 2 VNCH, được bảo vệ bởi các đơn vị khá tinh nhuệ gồm 1 Trung đoàn bộ binh, Trung đoàn 232 pháo binh và 2 Tiểu đoàn pháo binh, Trung đoàn 8 thiết giáp, cùng với lực lượng bảo an, cảnh sát, mật vụ... với tổng quân số hơn 8.000 lính. Tuy nhiên, do QLVNCH chỉ lo bố trí lực lượng để đối phó ở phía Bắc, còn lực lượng bảo vệ Buôn Ma Thuột tuy đông nhưng khả năng chiến đấu khá thấp do lơi lỏng phòng bị.
2 giờ sáng 10 tháng 3 năm 1975, cuộc tiến công của Quân Giải phóng vào Buôn Ma Thuột bắt đầu với các trận đột kích sâu của trung đoàn 198 đặc công vào các mục tiêu: Sân bay Hòa Bình, khu kho Mai Hắc Đế, khu hậu cứ của trung đoàn 53 (QLVNCH) với sự yểm hộ của hỏa tiễn tầm ngắn ĐKB và H-12. Hướng Tây Nam, trung đoàn 174 có 1 đại đội xe tăng yểm hộ vượt qua các chốt Chi Lăng, Chư Di và khu kho Mai Hắc Đế. Hướng Tây Bắc, trung đoàn 148 có 1 đại đội xe tăng mở đường đánh vào Sở chỉ huy tiểu khu Đắc Lắc và dùng 1 tiểu đoàn tấn công ấp Châu Sơn. Hướng Tây, có tiểu đoàn 4 (trung đoàn 24 sư đoàn 10) và 2 đại đội xe tăng đánh vào Sở chỉ huy sư đoàn 23 và mặc dù xe tăng bị sa lầy và bị máy bay QLVNCH bắn phá song họ vẫn tấn công vào khu quân y, khu truyền tin . Hướng Đông Bắc có trung đoàn 95B đánh vào khu vực ngã sáu, hướng Đông Nam, trung đoàn 149 (không có xe tăng đi kèm) dùng một tiểu đoàn tấn công cứ điểm Chư Blom và điểm cao 582, 1 tiểu đoàn còn lại đánh thốc qua cứ điểm Ba Lê và điểm cao 491 tiến thẳng vào trung tâm thị xã. Phía Đông thị xã, trung đoàn 3 (sư đoàn 10) có 1 đại đội xe tăng yểm hộ phối hợp với 1 tiểu đoàn của trung đoàn 149 (sư 316) tấn công đánh chiếm sân bay Hòa Bình từ hai hướng Đông Bắc và Tây Nam khép lại. Trung đoàn 2 (sư đoàn 10) đánh chiếm cứ điểm Phước An.

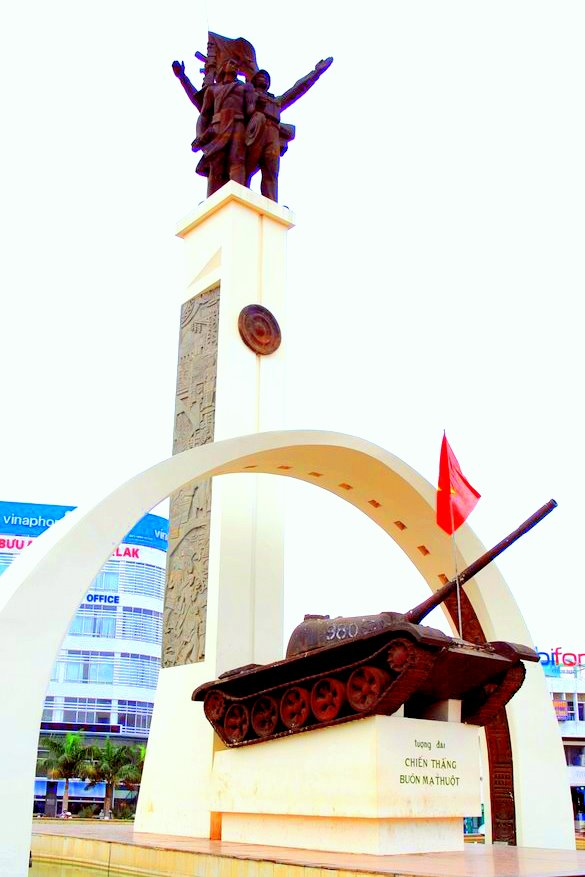
Tượng đài xe tăng kỷ niệm chiến thắng Buôn Ma Thuật tại Đắk Lắk

Từ hầm chỉ huy của sư đoàn 23, đại tá Nguyễn Trọng Luật điều 2 chi đội thiết giáp M-113 ra giữ Ngã Sáu nhưng đã bị các xe tăng của đại đội 5, tiểu đoàn 3, trung đoàn xe tăng 273 đẩy lùi.
Đêm 10 tháng 3, chiến sự tạm lắng. Các đơn vị QLVNCH còn lại trong thị xã co cụm trong các cứ điểm còn giữ được như Sở chỉ huy sư đoàn 23, khu nhà ga sân bay Hòa Bình, đài phát thanh. Đại tá Vũ Thế Quang điện cho chuẩn tướng Lê Trung Tường xin tiếp ứng nhưng chỉ nhận được câu trả lời: "Bộ chỉ huy đang bận đối phó trên hướng Pleiku-Kon Tum. Đại tá ráng giữ vững. Cộng quân có đánh lớn thì cũng chỉ được vài ngày rồi rút như hồi Mậu Thân". Sáng 11 tháng 3, các đơn vị Quân Giải phóng tiếp tục tấn công trong làn mưa bom từ các máy bay A-37 của không quân VNCH trút xuống thị xã. Lúc 7 giờ 55, một tốp A-37 trong khi ném bom ngăn chặn 10 xe tăng của Quân Giải phóng đã đánh hai quả bom trúng hầm chỉ huy và truyền tin Sở chỉ huy sư đoàn 23. Bộ tư lệnh quân đoàn II QLVNCH mất liên lạc hoàn toàn với Bộ tư lệnh sư đoàn 23 kể từ giờ phút đó.
Ngày 17 tháng 3, Bộ Tư lệnh mặt trận Tây Nguyên QGPMNVN điều tiếp tiểu đoàn xe tăng còn lại của trung đoàn 273 tăng cường cho trung đoàn 24 tấn công Phước An. Trong ngày 17 tháng 3, trung đoàn 44 VNCH bị tấn công liên tục tan rã tại Phước An. Đại tá Đức (tư lệnh mới của sư đoàn 23) đưa sở chỉ huy nhẹ sư đoàn và hơn 700 quân còn lại về Chư Cúc. Ngay lập tức, họ bị trung đoàn 28 (sư đoàn 10) và 1 tiểu đoàn của trung đoàn xe tăng 273 QGP truy kích, phải bỏ Chư Cúc chạy về Pleiku.. Trận phản kích của QLVNCH với ý định tái chiếm Buôn Ma Thuột thất bại.
Khi trận Buôn Ma Thuột và chiến sự ở Tây Nguyên đang diễn ra thì QLVNCH tại Quân khu I cũng đang phải đối phó với các hoạt động của các sư đoàn 324, 325 QGP tại Trị Thiên Huế. Nhiều đơn vị cấp tiểu đoàn của Quân Giải phóng đã xâm nhập xuống đồng bằng. Ngày 11 tháng 3, tổng thống Nguyễn Văn Thiệu đã họp với các thủ tướng Trần Thiện Khiêm, đại tướng tổng tham mưu trưởng Cao Văn Viên và trung tướng Đặng Văn Quang để bàn về việc tái phối trí lại lực lượng. Tại cuộc họp này, Nguyễn Văn Thiệu thông báo quyết định của ông: "Với khả năng và lực lượng ta đang có, chắc chắn chúng ta không thể bảo vệ được tất cả lãnh thổ muốn bảo vệ. Như vậy chúng ta nên tái phối trí lực lượng và bảo vệ những vùng đông dân, trù phú, vì những vùng đất đó mới thực sự quan trọng". 11 giờ trưa 14 tháng 3, tại Cam Ranh diễn ra một cuộc họp mà sau này, nhiều nhà bình luận quân sự cho rằng nó là một trong những nguyên nhân gây ra một thảm họa quân sự lớn nhất trong chiến tranh Việt Nam Tại cuộc họp, thiếu tướng Phạm Văn Phú báo cáo tổng quát diễn biến chiến sự tại Tây Nguyên; trong đó, tướng Phú thỉnh cầu xin thêm máy bay cho sư đoàn 6 không quân, bổ sung quân số bị tổn thất, tăng viện từ 1 đến 2 lữ đoàn dù để phòng giữ Kon Tum, Pleiku và sau đó dùng để phản kích chiếm lại các vùng đã mất. Nguyễn Văn Thiệu không chấp nhận đề nghị của tướng Phú với lý do "không còn quân tăng phái, Cộng sản có thể đánh mạnh hơn năm 1972" và lệnh cho ông này rút quân về đồng bằng, tái phối trí lại lực lượng.
13 giờ chiều 15 tháng 3, cuộc di tản của Quân đoàn II chính thức bắt đầu trong sự cập rập, vội vã. Thiết đoàn 19 và liên đoàn 6 biệt động quân mở đường từ Pleiku đi Phú Túc. Tiếp đó là bộ phận còn lại của Bộ tư lệnh Quân đoàn II, bộ tư lệnh lữ đoàn 2 kỵ binh thiết giáp, các đơn vị bộ binh, hậu cần. Kế hoạch rút quân của Quân đoàn II QLVNCH không quá bất ngờ đối với Quân Giải phóng. Bất ngờ duy nhất mà Tổng thống Thiệu và tướng Phú tạo ra được là cuộc di tản này được tiến hành quá nhanh. Đến chiều 15 tháng 3, khi cánh quân đi đầu của thiết đoàn 19 đã qua Cheo Reo, Bộ Tư lệnh mặt trận Tây nguyên mới được tin QLVNCH bắt đầu rút khỏi Pleiku và Kon Tum. 20 giờ tối 16 tháng 3, lệnh truy kích mới được ban bố. Tiểu đoàn 9, trung đoàn 64 (sư đoàn 320 QGP) là đơn vị đầu tiên được điều động đã hành quân cắt rừng suốt đêm để lập một chốt chặn ở phía Nam thị xã Cheo Reo. Theo sát họ là đội hình chính của trung đoàn 64 hành quân trên 110 xe ô tô các loại được huy động. Bộ Tư lệnh mặt trận Tây Nguyên đã có ngay một kế hoạch chặn đánh trên đường số 7, sử dụng toàn bộ sư đoàn 320, tiểu đoàn xe tăng 2 (trung đoàn 273), trung đoàn pháo binh 675, trung đoàn cao xạ 593 và hai tiểu đoàn quân địa phương ở Phú Yên..
Sáng 17 tháng 3, tốp xe tăng, thiết giáp đi đầu của thiết đoàn 19 và liên đoàn 6 biệt động quân QLVNCH đã chạm súng với tiểu đoàn 9, trung đoàn 64 Quân Giải phóng miền Nam Việt Nam tại đèo Tuna, cách Cheo Reo 4 km về Đông đông Phú Bổn. Đoàn xe di tản khổng lồ ứ lại tại Cheo Reo. Từ chiều tối 17 đến sáng 18 tháng 3, chuẩn tướng Tất sử dụng liên đoàn 7 biệt động quân với sự yểm họ của không quân, pháo binh và thiết giáp liên tục công kích nhổ chốt, vu hồi bọc chốt để mở đường nhưng đều bị đẩy lùi. Sáng 18 tháng 3, toàn bộ trung đoàn 64 (sư đoàn 320A Quân Giải phóng) đã triển khai xong các chốt chặn tiếp theo phía hạ lưu đèo Tuna; trung đoàn 48 (thiếu) của sư đoàn này và trung đoàn 9 (sư đoàn 968) đã bao vây Cheo Reo từ ba mặt..
Trưa ngày 18, chuẩn tướng Phạm Văn Tất điều liên đoàn 25 biệt động quân đang làm nhiệm vụ cản hậu vượt lên trước cùng với lữ đoàn 2 thiết kỵ mở cuộc công kích cuối cùng để mở đường. Cũng thời điểm đó, các đơn vị pháo binh của trung đoàn 675 bắt đầu pháo kích các vị trí đóng quân tạm thời của QLVNCH trong thị xã Cheo Reo và 3 trung đoàn bộ binh Quân Giải phóng bắt đầu tấn công. Trong sự hỗn loạn, mọi cố gắng ổn định lại tình hình và tổ chức kháng cự của các vị chỉ huy QLVNCH trở nên vô vọng. 17 giờ chiều, chuẩn tướng Phạm Duy Tất nhận được lệnh phá bỏ tất cả các chiến cụ nặng. 17 giờ 30, một chiếc HU-1A vượt qua làn đạn phòng không của đối phương hạ cách xuống sân trường tiểu học Phú Bổn để đưa tướng Tất và đại tá Hoàng Thọ Nhu (tỉnh trưởng Pleiku) về Nha Trang.. Đến 9 giờ sáng ngày 19 tháng 3, các đơn vị QLVNCH bị vây tại Cheo Reo chấm dứt kháng cự. Chỉ có thiết đoàn 19 và liên đoàn 6 biệt động quân về được đến Củng Sơn với ít thiệt hại, thương vong nhất. Trên đường về Tuy Hoà, họ phải dừng lại tại sông Ba bốn ngày để chờ công binh thiết lập lại bến phà. Cuối cùng, các đơn vị này về đến Tuy Hòa ngày 25 tháng 3 năm 1975.
Theo các nhà bình luận quân sự phương Tây, thất bại trong của cuộc rút lui của Quân đoàn II QLVNCH trên đường số 7 kèm theo những tổn thất rất nặng nề cả về quân sự và dân sự. Ít nhất 3/4 lực lượng của Quân đoàn II đã bị bắt sống hoặc đào ngũ Cơ quan CIA tại Sài Gòn nhận xét rằng chỉ cần một sư đoàn rút về được đến ven biển với tổn thất tối thiểu cũng đã là một sự may mắn. Số tài sản quân sự gồm xe tăng M48 Patton, xe bọc thép M-113, đại bác M-107 175mm, đại bác HM-3 155mm, đại bác HM-2 105mm bị phá hủy hoặc rơi vào tay Quân Giải phóng lên đến con số hàng nghìn.
Phía Quân Giải phóng cho biết họ chỉ sau tám ngày cuối chiến dịch, họ đã loại phá hủy và thu giữ hơn 2.000 xe quân sự, trong đó có 207 xe tăng và xe bọc thép. Trong chiến dịch này, quân Giải phóng chỉ bị tổn thất nhẹ với 9 xe tăng - xe thiết giáp bị phá hủy.

#### Chiến dịch Huế- Đà Nẵng
Tháng 3 năm 1975, lực lượng Quân Giải phóng miền Nam Việt Nam trên địa bàn Trị Thiên Huế có lữ đoàn xe tăng 203. Phía đối diện vào năm 1975, Quân khu I - Quân đoàn I Quân lực Việt Nam Cộng hòa là đơn vị có biên chế mạnh nhất trong các quân khu, biệt khu. Do nằm ở địa bàn đối diện với miền Bắc, Quân đoàn này có 5 thiết đoàn xe tăng, xe bọc thép 4, 7, 11, 17, 20; 13 chi đội xe bọc thép tăng phái cho các sư đoàn bộ binh; 2 tiểu đoàn cao xạ tự hành. Quân đoàn này cũng nắm trong tay và sở hữu một khối lượng binh lực, vũ khí, phương tiện chiến tranh và dự trữ hậu cần rất lớn gồm 449 xe tăng, xe bọc thép; 27 xe bọc thép M-42 gắn cao xạ 40 mm 2 nòng; 37 xe cùng loại gắn súng máy 6 nòng loại Vulcan
Binh lực chủ yếu tại cánh quân phía Bắc của Quân đoàn I - Quân lực Việt Nam Cộng hoà đóng ở Trị Thiên Huế được bố trí thành 7 khu vực phòng thủ:
- Khu vực từ Thị xã Quảng Trị đến sông Mỹ Chánh có thiết đoàn 17 (thiếu).
- Khu vực từ bờ nam sông Mỹ Chánh đến cửa ngõ phía Bắc thành phố Huế có thiết đoàn 20.
- Khu vực Tây Bắc thành phố Huế không có đơn vị thiết giáp.
- Khu vực thành phố Huế: không có đơn vị thiết giáp
- Khu vực đồng bằng sông Hương từ Tây Nam Huế đến Phú Lộc có 1 chi đoàn của thiết đoàn 17
- Khu vực ven biển từ Phú Lộc đến Bắc đèo Hải Vân [173]

Để thực hiện kế hoạch tấn công, Bộ tư lệnh mặt trận Trị Thiên sử dụng trung đoàn pháo cơ giới của Quân khu Trị Thiên và lữ đoàn xe tăng 203 tấn công Trị Thiên Huế. Trong giai đoạn đầu của chiến dịch tạm thời chỉ sử dụng 1 đại đội xe tăng.
Một ngày sau khi chiến dịch Tây Nguyên mở màn; ngày 5 tháng 3 năm 1975, chiến dịch xuân hè 1975 tại Trị Thiên được phát động bằng trận phục kích chặn đánh đoàn xe tiếp vận của Quân lực Việt Nam Cộng hoà trên đèo Hải Vân và trận đánh sập cầu An Lỗ trên đường số 1 ở phía bắc Huế.
Ngày 10 tháng 3,  chi đoàn thiết giáp 47 ở Núi Nghệ bị trung đoàn 1 (sư đoàn 324) tiêu diệt. Căn cứ Phổ Lại do tiểu đoàn bảo an 130 đóng giữ bị trung đoàn 4 (Quân khu Trị Thiên) tấn công tiêu diệt với sự chi viện của trung đoàn pháo binh 223 của quân khu. Ngày 13 tháng 3, tướng Lâm Quang Thi điều các chi đoàn thiết giáp 27 và 37 mở cuộc phản kích và chia đôi điểm cao 224 với đối phương sau 7 ngày giao chiến.
Trở lại Quân đoàn I vào chiều hôm đó, tướng Trưởng vẫn chưa dám phổ biến ngay quyết định của Thiệu. Một mặt ông muốn chứng minh cho Thiệu thấy là mình đúng do còn có thời gian và binh lực chưa bị nhiều tổn thất; mặt khác, ông cũng không muốn gây hoang mang cho cấp dưới khi chiến cuộc còn chưa ngã ngũ. Nhận thấy mặt Nam của Quân khu cũng bị đe doạ, Ngô Quang Trưởng cũng điều chỉnh lại kế hoạch phòng thủ theo mô hình một gốc hai cành; lấy Đà Nẵng làm trung tâm phòng ngự (gốc), cánh Bắc là Trị Thiên, cánh Nam là Quảng Nam, Quảng Ngãi. Do phải trả sư đoàn dù về Sài Gòn, ông ra lệnh rút lữ đoàn 369 thủy quân lục chiến vào Quảng Nam thay thế lữ dù 3, điều lữ đoàn 258 thủy quân lục chiến về đèo Phú Gia (Bắc Hải Vân) thay thế lữ dù 2. Việc này làm cho trung tá Đỗ Kỷ, tiểu khu trưởng Quảng Trị lập tức kháng nghị vì việc rút 2 lữ đoàn này cũng có nghĩa là rút kèm theo 2 tiểu đoàn pháo binh và 1 chi đoàn thiết giáp tăng phái. Tướng Trưởng chỉ còn có thể giải thích rằng đây là lệnh của tổng thống và chấp thuận tăng cường cho hướng Quảng Trị liên đoàn biệt động quân 14 lấy từ Đà Nẵng.
Đang ở Sài Gòn xin phê chuẩn kế hoạch phòng thủ mới, tướng Ngô Quang Trưởng vội bay ra vùng I và gấp rút tổ chức lại tuyến phòng thủ ở cánh Bắc của Quân đoàn I. Tại tuyến Mỹ Chánh - Thanh Hương - Kế Môn - Vân Trình có lữ đoàn 147 thủy quân lục chiến; các tiểu đoàn 77, 121, 126 biệt động quân; liên đoàn bảo an 913 và thiết đoàn 17. Lữ đoàn 480 thủy quân lục chiến được điều từ Đà Nẵng ra Tây Bắc Huế để triển khai từ Sịa đến Lương Điền. Sư đoàn 1 bộ binh, liên đoàn 15 biệt động quân và thiết đoàn 7 bố trí thành vòng cung từ Núi Gió, Hòn Vượn qua Bình Điền đến Mỏ Tàu ôm lấy phía Tây và Tây Nam Huế. Lữ đoàn 258 thủy quân lục chiến và liên đoàn bảo an 914 giữ đường số 1 nối Huế với Đà Nẵng ở Phú Lộc. Thiết đoàn 20 giữ sân bay Phú Bài. Tổng số binh lực có 27.500 quân chủ lực, 19.000 quân bảo an và 36.000 quân phòng vệ dân sự.

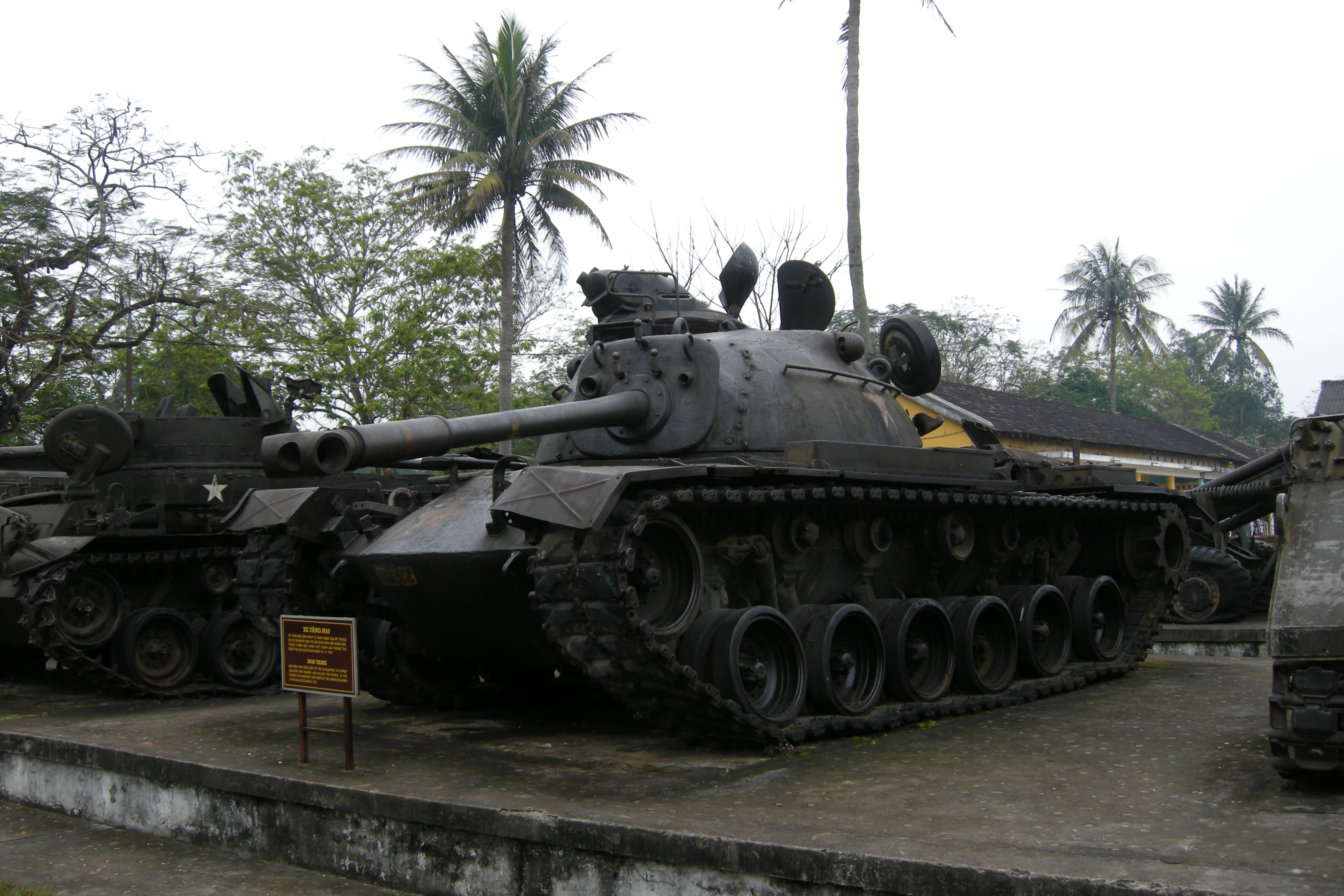
M48 Patton bị QGP thu giữ tại căn cứ Phú Bài ngày 25/3/1975

Từ đêm 21 đến 10 giờ 30 phút ngày 22 tháng 3, trung đoàn 18 (sư đoàn 325) đã cắt đứt đường số 1 trên địa đoạn dài 4 km từ Ràng Bò đến Bạch Thạch. Cầu Thừa Lưu bị đơn vị đặc công nước K5 đánh sập. Hàng nghìn xe quân sự và dân sự các loại đang trên đường từ Huế vào Đà Nẵng phải quay lại. Ngày 21 tháng 3, căn cứ Truồi bị tấn công. Thiết đoàn 20 tiến ra giải tỏa đường số 1 bị lữ đoàn xe tăng 203 đánh vỗ mặt phải lùi lại Phú Bài. Ngày 22 tháng 3, đến lượt phòng tuyến sông Mỹ Chánh bị vỡ. Toàn bộ cánh bắc của Quân đoàn I Quân lực Việt Nam Cộng hoà bị hợp vây từ ba phía.
Ngày 24 tháng 3, các tiểu đoàn 3 và 812 của tỉnh đội Quảng Trị QGP được tăng cường 1 đại đội xe tăng tấn công xuyên qua các chốt Sông Bồ, Phổ Trạch, Lương Mai, Bao Vinh, Xuân Viên, Thanh Hương do 2 tiểu đoàn bảo an Quân lực Việt Nam Cộng hoà chặn giữ, truy kích cánh quân này đến Phong Hoà, Phong Bình, Sịa và đánh chiếm quận lỵ Hương Điền và ngã ba Sình, khóa chặt cửa Thuận An. Trên hướng chính diện, lúc 16 giờ 30 ngày 23 tháng 3, trung đoàn 101 (sư đoàn 325) đánh chiếm Lương Điền, áp sát sân bay Phú Bài, mở cánh cửa vào Huế từ phía Nam. Trung đoàn 46 (Quân khu Trị Thiên) phá vỡ phòng tuyến sông Bồ, đánh chiếm quận lỵ Quảng Điền, Quảng Lợi, Hương Cần, cầu Thanh Hà, cầu An Hoà, mở cửa vào Huế từ phía Tây Bắc.
Vào thời điểm đầu năm 1975, Đà Nẵng là thành phố lớn thứ hai tại miền Nam Việt Nam với dân số gần một triệu người. Đây không chỉ là trung tâm kinh tế - chính trị của vùng I (Quân khu I Quân lực Việt Nam Cộng hoà) mà còn là căn cứ quân sự liên hợp hải - lục - không quân lớn nhất miền Nam với 4 cảng lớn trong đó có cảng Sơn Trà là cảng nước sâu hiện đại; các sân bay Đà Nẵng và Nước Mặn, trong đó, Đà Nẵng là sân bay cấp quốc tế; hệ thống kho tàng có sức chứa hàng chục vạn tấn bom đạn, vũ khí, phương tiện chiến tranh, quân trang quân dụng, xăng dầu, lương thực, thực phẩm. Ngoài ra, còn có căn cứ rada đa chức năng đặt tại Sơn Trà do quân đoàn 3 dã chiến (3rdMAF) của Hoa Kỳ quản lý trước đây và bàn giao lại cho Quân lực Việt Nam Cộng hoà sau Hiệp định Paris.
Sau khi mất Quảng Trị, Thừa Thiên, Quảng Nam và Quảng Ngãi, tổng thống Nguyễn Văn Thiệu gửi cho các tư lệnh quân khu bức công điện số 015/TT/CĐ ngày 25 tháng 3 năm 1975, trong đó yêu cầu: "Tất cả những tỉnh, những phần đất còn lại của Việt Nam Cộng hoà hiện còn đến ngày 25-3-1975 phải được tử thủ và bảo vệ đến cùng... chỉ huy các cấp phải vận dụng mọi sáng kiến và phương tiện để phản công". Thực hiện lệnh này, ngày 26 tháng 3, trung tướng Ngô Quang Trưởng cố gắng thu gom các đơn vị còn lại với tổng số quân trên dưới 75.000 người về phòng thủ thành hai tuyến quanh Đà Nẵng.
- Tuyến ngoại vi: Lữ đoàn 258 thủy quân lục chiến (thiếu) và Liên đoàn bảo an 914 giữ Hải Vân từ Phước Tường đến Liên Chiểu. Lữ đoàn 369 thủy quân lục chiến và trung đoàn 57 (sư đoàn 3) giữ Đại Lộc và Đồng Lâm. Lực lượng còn lại của lữ đoàn 147 thủy quân lục chiến (khoảng 1 tiểu đoàn) và Bộ tư lệnh sư đoàn thủy quân lục chiến giữ sân bay Nước Mặn. Trung đoàn 56 (sư đoàn bộ binh 3) giữ Vĩnh Điện. Trung đoàn 2 (sư đoàn 3) ở Ninh Quế. Liên đoàn 15 biệt động quân giữ Bà Rén.
- Tuyến tử thủ: Liên đoàn 912 bảo an, các đơn vị còn lại của các thiết đoàn 11 và 20 phòng thủ địa đoạn Phước Tường - Hòa Mỹ. Ba tiểu đoàn còn lại của sư đoàn 1, sư đoàn 2 bộ binh và liên đoàn 12 biệt động quân và 3.000 tân binh của trại huấn luyện Hòa Cầm phòng thủ khu vực từ căn cứ Hòa Cầm đến căn cứ Nước Mặn. Các tiểu đoàn bảo an độc lập làm dự bị cơ động trong nội đô.

Tướng Trưởng vẫn còn trong tay 12 tiểu đoàn pháo binh các loại (trong đó có 4 tiểu đoàn được tái trang bị) và sư đoàn 1 không quân bố trí tại các sân bay Đà Nẵng và Nước Mặn là những đơn vị hầu như chưa bị tổn thất để yểm hộ cho các tuyến phòng thủ.
Ngay từ khi các chiến dịch Trị Thiên 1975 và Nam-Ngãi chưa kết thúc, Tổng Quân ủy đã thành lập Bộ Tư lệnh chiến dịch Đà Nẵng và cử trung tướng Lê Trọng Tấn, Phó tổng tham mưu trưởng Quân Giải phóng miền Nam Việt Nam từ Hà Nội vào để chỉ huy chiến dịch này. Ngày 25 tháng 3, Bộ tư lệnh chiến dịch Đà Nãng đã có ngay kế hoạch tác chiến tấn công thành phố từ bốn hướng:
- Hướng Bắc: sử dụng 1 tiểu đoàn xe tăng  chiếm sở chỉ huy quân đoàn I, sư đoàn 1 không quân Quân lực Việt Nam Cộng hoà tại sân bay Đà Nẵng và phát triển đến bán đảo Sơn Trà.
- Hướng Tây Bắc: 1 tiểu đoàn xe tăng đánh chiếm Sở chỉ huy sư đoàn 3 Quân lực Việt Nam Cộng hoà ở Phước Tường, phát triển đến sân bay Đà Nẵng.
- Hướng Nam và Đông Nam: 1 tiểu đoàn xe tăng - thiết giáp đánh sân bay Đà Nẵng và Bộ tư lệnh Quân đoàn I, phát triển vào nội đô thành phố.
- Hướng Tây Nam: không có lực lượng thiết giáp[188]

Trên hướng Tây Nam, khi phát hiện sư đoàn 304 Quân Giải phóng miền Nam Việt Nam tiến hành trinh sát chiến đấu, lữ đoàn 369 thủy quân lục chiến bỏ núi Sơn Gà về giữ tuyến trong. Ngày 28 tháng 3, trung đoàn 66 (sư đoàn 304) đánh chiếm quận lỵ Ái Nghĩa và sân bay Nước Mặn, trung đoàn 24 cũng của sư đoàn này tấn công căn cứ Hòa Cầm và Tòa thị chính thành phố. Lữ đoàn 369 thủy quân lục chiến phải lùi về An Đông, Mỹ Khê và bị sư đoàn 2 (Quân khu 5) hợp vây. Hơn 3.000 tân binh Quân lực Việt Nam Cộng hoà tại trại Hòa Cầm nổi loạn, bắn giết các sĩ quan chỉ huy, phá doanh trại, ra hàng Quân Giải phóng miền Nam Việt Nam hoặc bỏ chạy về quê quán. 6 giờ 30 phút sáng ngày 29 tháng 3, các cụm chốt trên đỉnh đèo Hải Vân của Quân lực Việt Nam Cộng hoà bị tràn ngập. Các đơn vị thuộc sư đoàn 325 Quân Giải phóng miền Nam Việt Nam tràn xuống đánh chiếm kho xăng Liên Chiểu, cầu Nam Ô, cầu Trịnh Minh Thế, mở đường cho xe tăng tiến ra bán đảo Sơn Trà và quân cảng.
Chiều 29 tháng 3, các đơn vị thuộc lữ đoàn thiết giáp 203 lần lượt tiến vào Đà Nẵng. Chiến dịch Huế-Đà Nẵng kết thúc.
Ngoài số quân hơn 14 vạn người và hàng vạn đơn vị vũ khí, trang bị tổn thất chỉ sau gần một tháng chiến đấu; tại Quân khu I, Quân lực Việt Nam Cộng hoà đã bỏ lại một khối lượng vũ khí, trang bị, phương tiện chiến tranh và hàng hóa quân sự rất lớn gồm có: 80 xe tăng thiết giáp, trong đó có cả loại M48 hiện đại nhất lúc bấy giờ. Riêng ở khu vực cửa Thuận An (nơi có bến tàu chở quân chạy ra biển), Quân lực Việt Nam Cộng hoà đã vứt lại 54 chiếc xe tăng, trong đó chủ yếu là xe tăng M48 còn khá mới, đạn vẫn đầy ắp trong buồng chiến đấu cùng hàng chục xe thiết giáp M113, xe cao xạ tự hành M42, xe công trình M88, hàng chục chiếc xe xích, xe tải kéo theo những cỗ đại bác 105, 155mm. Còn xe GMC, xe Jeep thì lên tới hàng trăm.

#### Chiến dịch Hồ Chí Minh
Trong chiến dịch Hồ Chí Minh, QGPMNVN huy động một lực lượng thiết giáp hùng hậu chưa từng có:
- Hướng Bắc: Quân đoàn 1 có Lữ đoàn Tăng Thiết giáp 202 với 44 xe tăng[194][195]
- Hướng Đông Nam: Quân đoàn 2 có Lữ đoàn Tăng Thiết giáp 203 với 54 xe tăng, 35 xe thiết giáp.[196][197]
- Hướng Tây Bắc: Quân đoàn 3 có Trung đoàn Xe tăng 273 (đoàn Sơn Lâm) với 54 xe tăng, 64 xe bọc thép.[198][199]
- Hướng Đông Bắc: Quân đoàn 4 có ba Tiểu đoàn Xe tăng - Thiết giáp, lực lượng này sứt mẻ sau Trận Xuân Lộc[200]
- Hướng Tây Nam: Đoàn 232 có Tiểu đoàn 26 Xe tăng (17 xe T-54), Tiểu đoàn Xe tăng 24 (18 xe PT-85), Tiểu đoàn 23 Xe bọc thép (22 xe BTR-60 và 8 xe M-113)[201][202]

Đến thời điểm mở chiến dịch, Quân lực Việt Nam Cộng hòa chỉ còn trong tay hai quân đoàn (III và IV), trong đó Quân đoàn III đã bị tổn thất đáng kể trong Chiến dịch Phan Rang - Xuân Lộc và các trận đánh ở vùng ven đô:
Quân đoàn III và Biệt khu Thủ đô có 624 xe tăng và xe thiết giáp:
- Tuyến ngoài[204]: Lữ đoàn 3 Thiết giáp.
- Tuyến trong[205]: Dinh Độc Lập cũng được bố trí làm một trung tâm đề kháng với một Lữ đoàn Cảnh vệ Quốc gia có xe tăng và xe bọc thép tăng cường.[205]

Vùng đồng bằng sông Cửu Long do Quân khu IV - Quân đoàn IV Việt Nam Cộng hòa quản lý biên chế có ba Trung đoàn Thiết kỵ trang bị 493 xe tăng, xe thiết giáp.
Ngày 26 tháng 4 trên hướng Đông, Quân đoàn 2 sử dụng Sư đoàn 304 mở màn cuộc tấn công vào cụm Long Thành - Nước Trong, đánh bật được Lữ đoàn Thủy quân Lục chiến 468 ra rừng cao su, bắn cháy gần 20 xe tăng, xe bọc thép và chỉ bị tổn thất một xe tăng.  17 giờ chiều 27 tháng 4, Trung đoàn 141 của sư đoàn 3 QGP và Đại đội Xe tăng 4 có pháo binh yểm hộ đã đánh chiếm thị xã Bà Rịa và huyện Xuyên Mộc.
Sáng 27 tháng 4, Sư đoàn 325 từ mũi thứ yếu chuyển thành mũi chủ yếu đánh vu hồi vào sườn trái cụm quân Việt Nam Cộng hòa tại Nước Trong - Long Thành, phối hợp với Sư đoàn 304 tấn công từ hướng đối diện. Sư đoàn 5 Không quân Việt Nam Cộng hòa điều động hơn 114 phi vụ oanh kích vào đội hình QGP nhưng không cản được đường tiến của Lữ đoàn Xe tăng 203 Quân Giải phóng và bị bắn rơi 2 chiếc F-5, 4 chiếc A-37, 3 chiếc A-1 và 1 chiếc HU-1A. 16 giờ 30 phút chiều 27 tháng 4, Sư đoàn 325 đánh chiếm Long Thành, bắt hơn 500 tù binh. Sang ngày 28 tháng 4, căn cứ Nhơn Trạch bị Sư đoàn 304 đánh chiếm. Bộ Tư lệnh Quân đoàn 2 cho triển khai ngay Lữ đoàn Pháo binh 164 tại đây để pháo kích sân bay Tân Sơn Nhất. Tuyến phòng thủ hướng Đông Nam Sài Gòn của Quân đoàn III - Quân lực Việt Nam Cộng hòa bị vỡ một mảng lớn.
Trên hướng Đông Bắc, 4 giờ 7 phút sáng 27 tháng 4, Quân đoàn 4 gồm Sư đoàn 341 và Sư đoàn 6 tấn công Trảng Bom, Suối Đỉa và Long Đạt, tướng Lê Minh Đảo điều Chiến đoàn 52 có 8 xe tăng yểm hộ đánh vào sườn đội hình tấn công của Sư đoàn 7 nhưng lại bị Sư đoàn 341 tấn công từ bên sườn, 4 xe tăng bị bắn cháy.  9 giờ sáng 27 tháng 4, số quân còn lại của Sư đoàn 18 và một chi đoàn của Lữ đoàn 3 Thiết giáp Quân lực Việt Nam Cộng hòa rút từ Trảng Bom về Suối Đĩa đã bị phục kích hai bên đường, khoảng 2000 quân và gần 100 xe các loại bị Sư đoàn 341 QĐNDVN bắt giữ. Trên hướng thọc sâu, Sư đoàn 7 (Quân đoàn 4) phát triển đến Hố Nai thì phải dừng lại để phối hợp với sư đoàn 341 và sư đoàn 6 thực hiện đòn tấn công tổng hợp vào các lực lượng của Lữ đoàn 3 Thiết giáp và Lữ đoàn Dù 4 Quân lực Việt Nam Cộng hòa. Đến quá nửa đêm 28 tháng 4, do bị thệt hại nặng, Lữ đoàn 3 Xe tăng và Lữ đoàn 4 Dù phải lùi về Gò Vấp.
Đợt 2 tại hướng Bắc, 27 tháng 4, Quân đoàn 1 - Quân Giải phóng mới đưa được những đơn vị chủ lực của mình bước vào chiến đấu. Trên mũi tấn công chủ yếu, Sư đoàn 320B - được tăng cường Tiểu đoàn Xe tăng 66 của Lữ đoàn 202, một Đại đội Xe tăng độc lập, một Tiểu đoàn Công binh công trình, một Tiểu đoàn Pháo 130 mm, có cụm pháo của Lữ đoàn Pháo binh 45 (đoàn Tất Thắng) yểm hộ - đã tấn công Chi khu Tân Uyên và sân bay Ông Lĩnh, đánh thông đoạn phía đông Đường 16, mở đường đột phá sâu vào trung tâm Sài Gòn, tiến đến Bộ Tổng Tham mưu Quân lực Việt Nam Cộng hòa, một trong năm mục tiêu quan trọng nhất của chiến dịch.
Tại mũi thứ yếu, phát hiện Sư đoàn 312 đang bao vây căn cứ Phú Lợi, tiến công Lai Khê; tướng Lê Nguyên Vỹ, Tư lệnh Sư đoàn 5 Quân lực Việt Nam Cộng hòa sử dụng Chiến đoàn 7, có xe tăng yểm hộ, cố giải tỏa Đường 13 và 14, đồng thời tăng cường cho cứ điểm An Lợi. Nhưng khi đoàn xe di chuyển đến khu vực Tam Giáo thì rơi đúng vào mũi tấn công của chủ lực sư đoàn 312, có Lữ đoàn Xe tăng 202 (thiếu) yểm hộ. Sau khi bị bắn cháy ba chiếc xe đi đầu, Chiến đoàn 7 Quân lực Việt Nam Cộng hòa đã bị tách khỏi chủ lực Sư đoàn 5 ở Lai Khê và toàn bộ Sư đoàn 5 cũng bị cô lập ở phía Bắc Thủ Dầu Một. Trên đường vào nội đô, Quân đoàn 1 còn phải khắc phục các bãi mìn, vật cản chống xe tăng, xe cơ giới, có chỗ rộng đến 100 m, dài hơn 200 m. Đến 15 giờ ngày 29 tháng 4, sau khi gỡ hết các mìn chống tăng, mở đường vòng tránh và sử dụng tù binh dẫn đường, Quân đoàn 1 đã tập kết trước cứ điểm Lái Thiêu và chỉ còn cách trung tâm Sài Gòn - Gia Định khoảng 15 km.
Từ 9 giờ ngày 30 tháng 4, Quân đoàn 1 QGP lần lượt đánh chiếm Bộ Tư lệnh Thiết giáp, Bộ Tư lệnh Lục quân công xưởng, Tổng kho Quân nhu, Tổng y viện Quân lực Việt Nam Cộng hòa, căn cứ 31, căn cứ 60, quận lỵ Gò Vấp, Trung tâm Truyền tin Điện tử; đánh tan cụm phòng thủ Bắc cầu Bình Triệu do các Thiết đoàn 15, 18, 22 của Lữ đoàn 3 Kỵ binh và 2 Tiểu đoàn Dù chốt giữ, thu 144 xe tăng, xe thiết giáp.
Tại hướng Tây Bắc, Đêm 28 tháng 4, Bộ Tư lệnh Quân đoàn 3 QGP đã điều động Sư đoàn 320A (thiếu) tiềm nhập vào khu vực Củ Chi bằng một cuộc hành quân bí mật ban đêm. Đơn vị này được tăng cường một Tiểu đoàn Pháo 155 mm, một Trung đoàn Phòng không. 5 giờ 30 phút sáng ngày 29 tháng 4, các đơn vị này bất ngờ nổ súng tấn công căn cứ Đồng Dù, sở chỉ huy của Sư đoàn 25 - Quân lực Việt Nam Cộng hòa do Chuẩn tướng Lý Tòng Bá làm Sư đoàn trưởng. Tại căn cứ này, tướng Bá nắm trong tay hơn 3000 quân, 34 xe tăng, xe bọc thép, 4 khẩu pháo M107 175 mm, 4 khẩu 155 mm, 10 khẩu 105 mm để thực hiện ý đồ tử thủ đến cùng. Sau cuộc pháo kích kéo dài 2 giờ đồng hồ, Sư đoàn 320A và các đơn vị phối thuộc tràn vào căn cứ Đồng Dù. Lúc 8 giờ, ba chiếc xe tăng T-54 được phối thuộc cho Sư đoàn 320A bị bắn cháy tại cửa mở nhưng cũng đổi được ba chiếc M-48 của Trung đoàn 10 Thiết giáp Quân lực Việt Nam Cộng hòa đóng tại căn cứ này. Lúc 9 giờ 30 phút, Đại tá Nguyễn Kim Tuấn và Ban Chỉ huy Sư đoàn 320A điều Trung đoàn 9 và 8 xe tăng còn lại của Tiểu đoàn Thiết giáp từ lực lượng dự bị tiếp tục tăng cường cho Trung đoàn 48 tấn công dứt điểm căn cứ Đồng Dù. Đến 10 giờ 30 phút cùng ngày, các chốt kháng cự của Sư đoàn 25 - Quân lực Việt Nam Cộng hòa tại Đồng Dù lần lượt bị dập tắt.

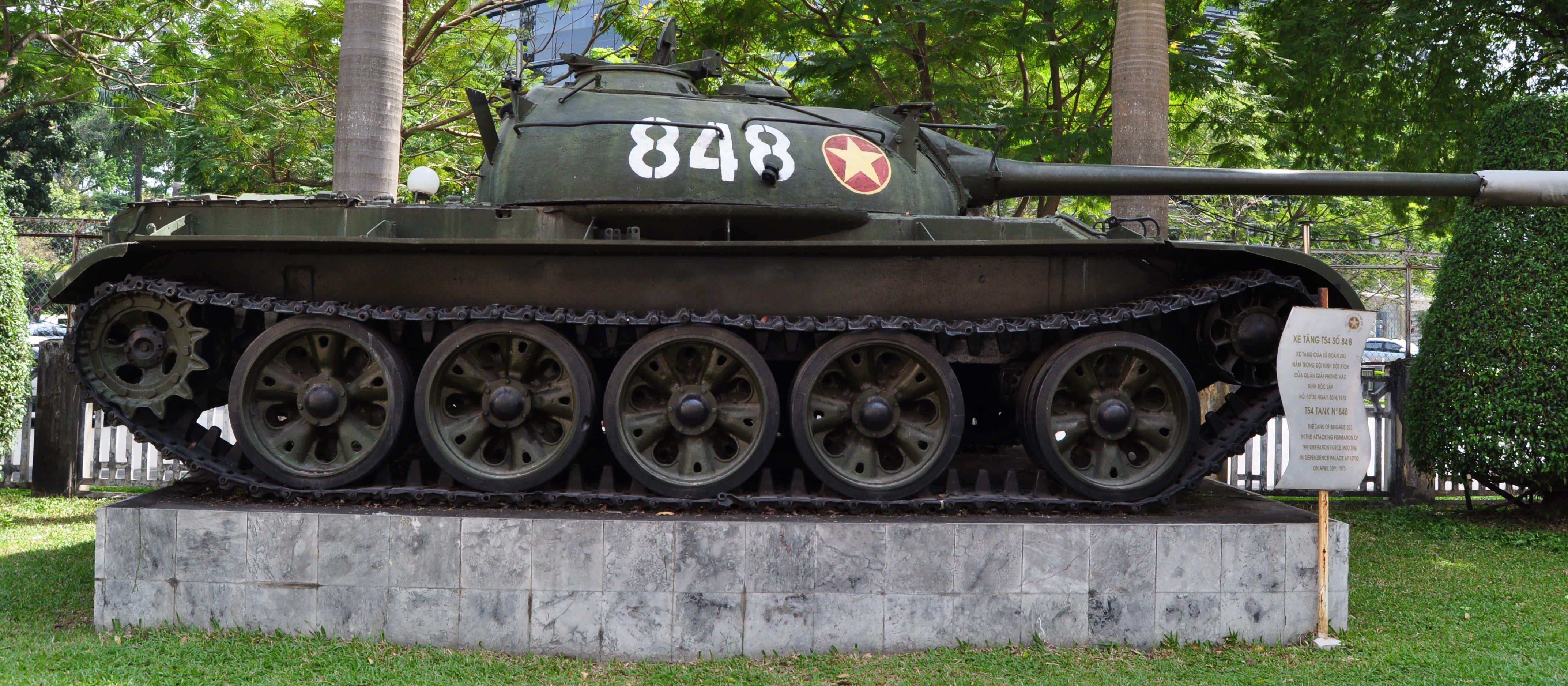
T-54 số hiệu 848 thuộc lữ đoàn 203 tham gia tiến đánh Dinh Độc Lập ngày 30/4/1975 được trưng bày tại bảo tàng Chiến dịch Hồ Chí Minh

5 giờ 30 phút sáng 30 tháng 4, sau một trận pháo kích từ tất cả các cỡ súng lớn của Quân đoàn, Sư đoàn 10 và hai Đại đội Xe tăng của Trung đoàn Thiết giáp 273 - Quân Giải phóng miền Nam Việt Nam tấn công sân bay Tân Sơn Nhất, Bộ Tư lệnh Thiết giáp, Bộ Tư lệnh Không quân và Sở Chỉ huy Trung đoàn 5 Không quân Quân lực Việt Nam Cộng hòa. Sư đoàn 320A tách Trung đoàn 28 sang phối hợp với Quân đoàn 1 đánh chiếm Bộ Tổng Tham mưu Quân lực Việt Nam Cộng hòa, điều Trung đoàn 64 có một Đại đội Xe tăng K-63 (PT-85) đi kèm tiến về phía sau Dinh Độc Lập qua đường Lê Văn Duyệt và đường Hồng Thập Tự còn Trung đoàn 24 và 2 tiểu đoàn thuộc Lữ đoàn Xe tăng 273 thì phối hợp với Trung đoàn 48 Sư đoàn 320B (Quân đoàn 1) đánh chiếm Bộ Tổng Tham mưu Việt Nam Cộng hòa. Khi các đơn vị này đến nơi thì các đơn vị phái đi trước của Lữ đoàn Xe tăng 203 và Trung đoàn 66 (Sư đoàn 304) đã có mặt tại Dinh Độc Lập trước đó 30 phút.
Tại hướng Đông Bắc, Chướng ngại cuối cùng đối với Quân đoàn 4 QGP trên đường tiến vào Sài Gòn là khu phòng thủ Hố Nai - Long Bình - Tam Hiệp do nhữug lực lượng còn lại của Sư đoàn 18, 2 tiểu đoàn còn lại của Lữ đoàn Kỵ binh Thiết giáp số 3 và Liên đoàn Bảo an 318 phòng thủ. Tại đây, tướng Lê Minh Đảo đã cho đào 4 lớp hào chống tăng, đặt âm các xe tăng trong công sự, hình thành nhiều ổ đề kháng cố định và cơ động. Để giải quyết nhanh cụm phòng thủ này, ngày 29 tháng 4, tướng Hoàng Cầm một mặt sử dụng một trung đoàn của Sư đoàn 341 và Trung đoàn Pháo binh 55 dùng hỏa lực chế áp các cứ điểm phòng thủ của Quân lực Việt Nam Cộng hòa, mặt khác điều hai trung đoàn 266 và 270 phối hợp với Sư đoàn 6 vòng qua cụm chốt đánh chiếm sân bay Biên Hòa, Sở Chỉ huy Quân đoàn III - Quân lực Việt Nam Cộng hòa, Sở Chỉ huy Sư đoàn 3 Không quân, trận địa pháo Hốc Bà Thức và Tổng kho Long Bình. 4 giờ sáng ngày 30 tháng 4, Sư đoàn 7 (Quân đoàn 4) đã có mặt tại cầu Ghềnh. Do cầu yếu (trọng tải 12 tấn/lượt xe), toàn bộ xe tăng của Quân đoàn 4 phải di chuyển qua cầu Xa lộ để vào Sài Gòn.
Tại hướng Tây Nam, Đêm 29 tháng 4, Sư đoàn 9 đảm nhận mũi tấn công chủ yếu của đoàn 232 cùng với hai tiểu đoàn xe tăng sau khi vượt qua các chướng ngại đồng lầy, sông nước tại Long An đã sử dụng Trung đoàn 1 đánh chiếm cầu Bà Lác, ngã năm Vĩnh Lộc, theo đường Lê Văn Duyệt tấn công Bộ Tư lệnh Biệt khu Thủ đô; Trung đoàn 2 được tăng cường 7 xe tăng T-54, 16 xe bọc thép BTR-60, 2 xe M-113 hình thành mũi tấn công thứ hai vào Bộ Tư lệnh Biệt khu Thủ đô qua ngả An Ninh, Mỹ Hạnh. Trung đoàn 3 của sư đoàn này có 3 xe tăng T-54, 6 xe BTR-60 đã tiêu diệt Sở Chỉ huy Liên đoàn 8 và Tiểu đoàn quân 88 trên tuyến vành đai Đại Hàn; tiếp đó đánh tan Tiểu đoàn Bảo an 327 ở nam Vĩnh Lộc, diệt chi khu Bà Hom, đánh chiếm trường đua Phú Thọ.

Bản sao xe tăng 390 tại Dinh Độc Lập

Tại hướng Đông Nam, Sáng 30 tháng 4, cụm đột kích sâu nhanh chóng dập tắt các ổ đề kháng của Quân lực Việt Nam Cộng hòa tại cầu Xa Lộ, Căn cứ Rạch Chiếc, căn cứ Nguyễn Huệ, Học viện Cảnh sát, cầu Sài Gòn. Pháo binh Quân lực Việt Nam Cộng hòa trụ lại tại căn cứ Thủ Đức dùng hỏa lực súng cối và súng chống tăng M-72 chặn đánh và chia cắt đội hình Tiểu đoàn Xe tăng 5 (Lữ đoàn 203). Một phân đội của Lữ đoàn 203 liền kéo vào tiêu diệt nhóm pháo binh này. Tại đây xe tăng 707 của lữ đoàn đã phải chiến đấu đến người cuối cùng. Đến 9 giờ sáng 30 tháng 4, sau khi dồn bộ phận còn lại của đối phương vào trong căn cứ Thủ Đức, Tiểu đoàn 5 để lại cụm quân này cho Trung đoàn 18 (Sư đoàn 325) xử lý và đuổi theo các đơn vị đi đầu lúc này đã đến cầu Sài Gòn. Sau khi đánh tan sức kháng cự của 8 xe tăng có sự phối hợp của 6 tàu chiến hải quân Quân lực Việt Nam Cộng hòa đậu tại Tân Cảng, cụm đột kích sâu nhanh chóng vượt qua cầu Sài Gòn tiến vào đường Hồng Thập Tự, nhưng cũng mất 4 xe tăng và Tiểu đoàn trưởng Ngô Văn Nhã của Lữ đoàn Xe tăng 203 tử trận.

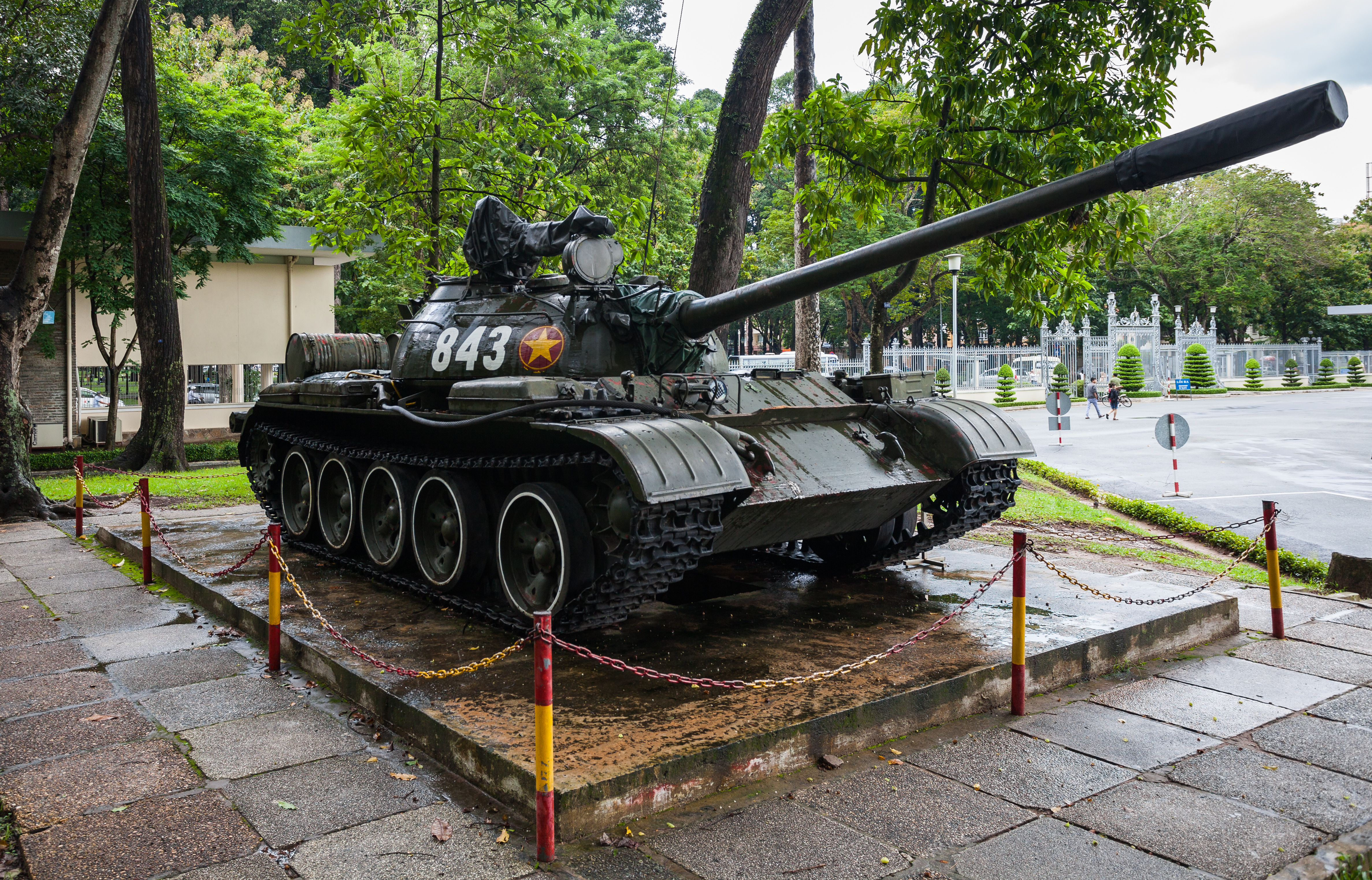
Bản sao xe tăng 843 tại Dinh Độc Lập

Sau khi tiêu diệt cụm chốt cuối cùng của Quân lực Việt Nam Cộng hòa tại cầu Thị Nghè gồm 4 xe tăng và 6 lô cốt chỉ trong vòng 15 phút, Tiểu đoàn Xe tăng 1 (Lữ đoàn 203) đã tiếp cận cổng Dinh Độc Lập qua ngả Thảo Cầm Viên. Xe tăng 843 lao vào húc cánh cổng phụ bên trái của dinh nhưng bị kẹt lại. Còn xe tăng 390 do Chính trị viên Đại đội Vũ Đăng Toàn chỉ huy húc đổ cánh cổng chính và tiến vào sân Dinh Độc Lập. Đại đội trưởng Bùi Quang Thận ra khỏi xe 843, lấy lá cờ  trên xe của mình đem vào treo lên cột cờ trên nóc Dinh Độc Lập lúc 11 giờ 30 phút.
Trong toàn bộ chiến dịch, Quân Giải phóng tịch thu hơn 400 xe tăng - xe thiết giáp hơn 3.000 xe quân sự và toàn bộ kho tàng.

## Chiến tranh Đông Dương lần thứ ba

### Chiến tranh Biên giới Tây Nam
Quân đội Nhân dân Việt Nam huy động một lực lượng lớn thiết giáp tham gia cuộc chiến:
- Lữ đoàn thiết giáp 12 thuộc quân đoàn 2 tăng cường cho quân khu 7
- Trung đoàn thiết giáp 26 quân khu 7
- Lữ đoàn thiết giáp 22 quân đoàn 4
- Lữ đoàn 126, 101 hải quân đánh bộ

Ngoài ra mỗi sư đoàn Việt Nam đều có lực lượng thiết giáp hỗ trợ, ước tính khoảng 600 thiết giáp. Một lượng lớn chiến lợi phẩm sau năm 1975 được QĐNDVN sử dụng rộng rãi.
Năm 1976, Lực lượng Khơmer Đỏ có khoảng 1088 xe tăng, xe thiết giáp, trang bị chủ yếu các xe tăng do Trung Quốc viện trơ như Type 62. Tuy nhiên QĐNDVN còn có sự yểm trợ của không quân, pháo binh, hải quân với trang bị khổng lồ sau năm 1975 nên thiết giáp Khơmer Đỏ bị lép vế hoàn toàn và không có hoạt động nổi bật.
Chiều ngày 1 tháng 1, được pháo binh và không quân yểm trợ, Lữ đoàn công binh 219 thuộc Quân đoàn 2 bắc cầu phao vượt sông. Sư đoàn 304 và Lữ đoàn xe bọc thép 203 mở đường tiến vào đất Campuchia.
Tại hướng chủ yếu Tây Ninh, sau ba ngày tấn công, với sự yểm trợ của không quân, trực thăng, pháo binh, hải quân, thiết giáp... Quân đoàn 4 Việt Nam đánh bật được quân Khmer Đỏ khỏi các vị trí Năm Căn, Hòa Hội dọc theo tỉnh lộ 13, và các đơn vị của các Sư đoàn 703, 340, 221 của Khmer Đỏ phải rút về Campuchia thành lập một tuyến phòng thủ mới tại Svay Rieng, tập trung ở cầu Don So. Được 15 xe tăng và xe bọc thép mở đường, cùng với pháo 105mm, 155mm bắn yểm trợ, Sư đoàn 7 của Quân đoàn 4 mở cuộc tấn công vào quân Khmer Đỏ ở Don So. Tuy nhiên sau hai ngày giao chiến với nhiều tổn thất, Sư đoàn 7 vẫn chưa chọc thủng được tuyến phòng phủ của Khmer Đỏ. Tới đêm ngày 1 tháng 1, tướng Hoàng Cầm hạ lệnh cho Sư đoàn 7 tung hết lực lượng dự bị vào trận. Quân Khmer Đỏ kháng cự dữ dội, nhưng sau khi bị thua ở Tây Ninh, quân Khmer Đỏ đã bị mất tinh thần, hơn nữa, do phải chấp nhận một trận đánh quy ước với một địch thủ có hỏa lực, quân số và kinh nghiệm chiến trường trội hơn quá nhiều, nên quân Khmer Đỏ bị tan rã. Tuyến phòng thủ Svay Rieng bị vỡ ngày 2 tháng 1 năm 1979, quân Khmer Đỏ phải rút về Prey Veng và Neak Luong, chỉ để lại một số đơn vị đánh cầm chân Quân đoàn 4.
Ngay trong sáng ngày 6 tháng 1, lực lượng đột kích Phnom Penh, gồm Trung đoàn 28 của Sư đoàn 10 và các đơn vị phối thuộc, dẫn đầu bởi 6 xe lội nước và một số xe thiết giáp M-113 vượt sông, tổng cộng lực lượng lên đến 120 xe quân sự. Lực lượng đột kích vừa hành quân vừa giao chiến với các ổ phục kích của quân Khmer Đỏ, tới chiều tối đã tới bờ sông Tonglé Sap và tổ chức đánh vượt sông để tiến vào Phnom Penh.
Nắm quyền chỉ huy trực tiếp trung đoàn xung kích 24, tướng Nguyễn Hữu An dẫn trung đoàn tiến từ Tuk Meas về Chhuk. Các quân xa của Việt Nam gồm xe tăng hạng nặng, xe tải và trọng pháo di chuyển khó khăn trên đường đất và ruộng lúa nên đã bị quân Khmer Đỏ phục kích phá hủy một số xe và pháo, sở chỉ huy của tướng An cũng bị tổn thất và tạm thời mất liên lạc với các lực lượng còn ở phía sau. Tới chiều ngày 7 tháng 1, lực lượng xung kích đã ra đến đường số 3, và trong quá trình tiến công đã đánh tan sư đoàn quân Khmer Đỏ phòng ngự Chhuk.
Trong hai ngày 4, 5 tháng 1 năm 1979, từ đảo Phú Quốc, hai phân đội Hải quân Việt Nam gồm một số tàu tuần tiễu loại lớn của Mỹ, hai tàu khu trục Petya của Nga, cùng nhiều tàu chiến nhỏ chuẩn bị chuyển Lữ đoàn Hải quân 101 và 126 đổ bộ. Hải quân cũng lập trận địa pháo 130mm ở mũi đảo Phú Quốc để yểm trợ cho lực lượng đổ bộ.
Tối ngày 7 tháng 1, Lữ đoàn hải quân đánh bộ 126 tiến hành đổ bộ ở chân núi Bokor, nằm ở khoảng giữa thị xã Kampot và cảng Sihanoukville. Lữ đoàn đổ bộ được toàn bộ 3 tiểu đoàn và số xe lội nước, xe bọc thép, nhưng do thủy triều lên cao, không có đủ chỗ triển khai đội hình, nên không đổ bộ được số xe tải, và đến tối, 3 tiểu đoàn nữa theo dự định cũng sẽ đổ bộ lại phải rút ra ngoài.
Theo kế hoạch, lực lượng Hải quân đánh bộ phải triển khai một lực lượng lớn, theo vùng ven biển đánh chiếm cùng lúc hai cây cầu quan trọng và giao điểm Veal Renh dẫn về bán đảo Kampong Som. Tuy nhiên, một chỉ huy lực lượng lính thủy đánh bộ do nóng vội, đã tập hợp tiểu đoàn của mình, chở trên 12 xe tăng và xe bọc thép tiến về Sihanoukville trước khi trời sáng. Đơn vị này bị một lực lượng lớn Khmer Đỏ vây đánh từ chiều, qua đêm đến suốt ngày hôm sau và cuối cùng bị tiêu diệt gần như hoàn toàn. Đến đêm ngày 7 tháng 1, Hải quân mới đổ bộ thêm được 3 tiểu đoàn của Lữ đoàn 126 và 2 tiểu đoàn của Lữ đoàn 101 lên bãi biển, nhưng số xe tải phải đến ngày 8 tháng 1 mới lên bờ được.
Sư đoàn 304 vốn được dùng làm dự bị để tham gia đánh về Phnom Penh, nhưng do Quân đoàn 3 và 4 đã đánh được Phnom Penh từ ngày 7 tháng 1, nên tướng An dùng sư đoàn này để nhanh chóng giải cứu lực lượng lính thủy đánh bộ và đánh chiếm Sihanoukville. Dẫn đầu bởi một đơn vị xe M-113, Trung đoàn 66 của sư đoàn, kế tiếp là Trung đoàn 9 hành quân suốt đêm ngày 9.

Xe tăng T-54 của Việt Nam rút về nước năm 1988.

Ngày 9 tháng 1, Trung đoàn 66 sau khi gặp lực lượng Hải quân đánh bộ, chuẩn bị giao chiến: không lặp lại sai lầm của Hải quân, Trung đoàn 66 tổ chức chiếm cao điểm xung quanh thành phố trước khi phối hợp với hải quân đánh bộ đánh vào thành phố. Sau khi đánh tan được Sư đoàn 230 Campuchia, quân Việt Nam chiếm được Kampot. Trung đoàn 9 không đến kịp vì một cây cầu sụp đổ khi xe tăng dẫn đầu trung đoàn đi qua. Khi Trung đoàn 9 và Lữ đoàn xe tăng 203 đến thành phố thì Kampot đã rơi vào tay quân Việt Nam, nên lực lượng này được đưa đi đánh quân cảng Ream. Được sự trợ lực của pháo hải quân bắn từ bến cảng lên, cánh quân này chiếm được quân cảng Ream và hải cảng Kampong Som. Tuy nhiên, quân Khmer Đỏ phản công chiếm lại Kampong Som ngày 14 tháng 1, nhưng quân Việt Nam tái chiếm lại vào ngày hôm sau.
Trên chiến trường Campuchia, vì quân Việt Nam tiến quá nhanh chóng, nên quân Khmer Đỏ chỉ bị tan rã chứ chưa bị tiêu diệt hẳn. Nhiều đơn vị đã tập trung lại thành những đơn vị nhỏ, tiếp tục đánh du kích và quấy phá. Ngày 9, Trung đoàn 24 QĐNDVN đã chiếm được Kampong Thom, Trung đoàn 26 cũng đã kiểm soát được đường 6 nối Kampong Thom và Phnom Penh, Trung đoàn 66 được lệnh vượt lên trước hai đơn vị này đánh chiếm thành phố Siem Reap ở phía tây bắc biển hồ Tongle Sap. Dùng 36 xe tải chở quân, được xe tăng yểm trợ, trung đoàn nhanh chóng hành quân, tiến được 100 km chỉ trong vòng 2 giờ, đồng thời đánh tan các trạm kiểm soát của Khmer Đỏ dọc đường. Trên đường đi, một đoàn xe chở quân Khmer Đỏ cũng nhập vào đội hình trung đoàn do tưởng nhầm là tàn quân Khmer Đỏ tháo chạy. Do trời tối, không ai phát hiện ra sự nhầm lẫn này. Mãi đến khi hai bên nhận ra nhau thì một trận đánh khốc liệt mới nổ ra, quân Việt Nam tiêu diệt và chiếm toàn bộ đoàn xe gồm 23 xe tải chở quân Khmer Đỏ. Ngày 12 tháng 1, (sau khi trao lại thị xã cho lực lượng Quân khu 5) trung đoàn 24 một tiểu đoàn của Trung đoàn 66 cùng một đại đội xe M-113, pháo phòng không và trọng pháo theo theo đường 5 phía nam Sisophon đánh vào các lực lượng Khmer Đỏ đang tập trung về Battambang và chiếm thành phố ngay trong ngày hôm đó. Tháng 6 năm 1979, Quân đoàn 3 rời Campuchia để tham gia phòng thủ biên giới phía bắc Việt Nam.
Mùa khô năm 1984 - 1985, Việt Nam huy động khoảng 60 ngàn quân cho chiến dịch tấn công quyết định nhằm triệt hạ các căn cứ của Khmer Đỏ nằm gần Thái Lan, cùng với hàng chục ngàn dân công Campuchia xây đường và mở rộng các sân bay dã chiến tại khu vực biên giới. Cuối tháng 12 năm 1984, khoảng 1.000 quân Việt Nam đánh hạ căn cứ Nong Samet. Tháng 1 năm 1985, khoảng 4.000 quân Việt Nam, với hơn 30 xe tăng và xe bọc thép hỗ trợ, đánh vào căn cứ Ampil của lực lượng Mặt trận Nhân dân Giải phóng Quốc gia Campuchia (KPNLF) với 5.000 quân phòng ngự và triệt hạ hoàn toàn căn cứ này sau 36 giờ.

### Chiến tranh Biên giới phía Bắc
Vào thời điểm năm 1979, Quân đội Trung Quốc có khoảng 11 sư đoàn thiết giáp đóng tại khu vực biên giới Việt -Trung. Lực lượng này trang bị chủ yếu các xe T-54, Type 59, Type 62. Bắt đầu chiến tranh, QĐ Trung Quốc đã huy động lực lượng của hai đại quân khu  Quảng Tây và Vân Nam, ước tính khoảng 550 xe tăng. Về phía đối diện, QĐNDVN huy động Trung đòn tăng thiết giáp 407 thuộc Quân khu 1, chủ yếu là những xe T-34-85 do lực lượng xe tăng chủ lực vẫn còn ở Campuchia chưa kịp về. Đối mặt với những xe tăng Trung Quốc, T-34-85 được cho là lạc hậu nhưng chúng đã phát huy hiệu quả sưc mạnh của mình và gây nhiều thiệt hại lớn cho thiết giáp Trung Quốc. Đối mặt với những xe tăng hạng nhẹ Type 62 giáp mỏng, hệ thống ngắm bắn cũng tương đối thô sơ và cũng chỉ dùng pháo chính cỡ 85 mm nên T-34-85 tỏ ra không hề yếu thế. Các xe tăng T-34-85 của Việt Nam vẫn phát huy vai trò rất tốt trên chiến trường, trở thành phương tiện yểm trợ hỏa lực tin cậy cho bộ binh và chỉ phải chịu thiệt hại ở mức rất ít.
Mặc dù có lực lượng hùng hậu nhưng xe tăng Trung Quốc đã thất bại một cách nặng nề. Theo số liệu được phía Trung Quốc công bố sau này, ít nhât 31% số xe tăng tham chiến đã bị bắn hỏng ngay trên chiến trường. Con số đó tương đương với ít nhất 200 xe tăng và thiết giáp bị hạ. Đáng chú ý hơn là 81% số lượng tổn thất này đều được Trung Quốc ghi nhận trong 4 ngày chiến đấu đầu tiên của cuộc chiến.
Lý giải cho điều này, nhiều tướng lĩnh  Trung Quốc thừa nhận rằng nguyên nhân đầu tiên đó là yếu tố địa hình. Địa hình của vùng núi phía Bắc Việt Nam chắc chắn không phù hợp cho lối đánh xe tăng. Khác với bộ binh, xe tăng cần có đường xá để đạt tốc độ di chuyển nhanh nhất - tuy nhiên đường xá ở miền Bắc Việt Nam thường có núi cao bao quanh, quân đội Việt Nam thường tổ chức đánh du kích, tấn công xe tăng Trung Quốc từ hai bên sườn núi cạnh các tuyến đường giao thông. Kiểu tấn công này cực kỳ nguy hiểm vì phần giáp ở nóc xe tăng là yếu nhất - dẫn đến việc các xe tăng của Trung Quốc thường bị hạ ngay từ loạt đạn đầu tiên. Cũng do đường quá xấu và quá hẹp, các xe phía sau sẽ không thể vượt qua xe đi đầu đã bị bắn hạ, dẫn đến tình trạng rối loạn đội hình.

Quân đội Trung Quốc hành quân tại Cao Bằng. Đi đầu là xe bọc thép Kiểu 63 (K63).

Bên cạnh đó, sự thất bại của lực lượng thiết giáp Trung Quốc còn từ kinh nghiệm chiến đấu dày dặn của QĐNDVN và sự chủ quan của Quân đội Trung Quốc. Các tướng lĩnh Trung Quốc không có phương án tác chiến cụ thể khi các đoàn xe tăng bị chặn đánh, từ đó các xe tăng không thể phát huy lối đánh sở trường của mình. Địa hình rừng núi và sông suối chia cắt mạnh khiến lực lượng tăng thiết giáp của Trung Quốc rất khó tham chiến, tuy nhiên các tướng lĩnh vẫn ra lệnh tiến công, khiến cho dàn thiết giáp không những không đóng góp được gì mà còn bị thiệt hại nặng. Lực lượng xe tăng không có bộ binh hỗ trợ cũng là một vấn đề lớn. Mặc dù có số lượng xe tăng lớn nhưng Quân đội Trung Quốc không có bất cứ một xe chiến đấu bộ binh nào tham chiến ở biên giới phía Bắc Việt Nam và có rất ít xe thiết giáp chở quân. Vì vậy, khi tiến công, bộ binh phải ngồi trên xe tăng, không những không hỗ trợ hiệu quả  mà còn làm giảm tính cơ động của xe tăng.
Không phát huy được lực lượng thiết giáp cũng là yếu tố gây nên những thiệt hại lớn trên chiến trường. Ngày 5 tháng 3 năm 1979, Việt Nam ra lệnh tổng động viên toàn quốc. Trưa cùng ngày, Bắc Kinh tuyên bố đã "hoàn thành mục tiêu chiến tranh", "chiến thắng" và bắt đầu rút quân.

## Sau chiến tranh

### Hiện đại hóa lực lượng thiết giáp

#### Những phương án nâng cấp
Sau nhiều năm sử dụng, T-54, T-55, Type 59 vẫn là những xe tăng chủ lực trong QDNDVN. Số xe tăng này đã bộc lộ nhiều điểm hạn chế cũng như đã lỗi thời trong thời kì mới, thậm chí còn có những chiếc thuộc phiên bản T-54-1 (Ob'yekt 137) sản xuất từ những năm 1946-1948. Vì vây việc nâng cấp, hiện đại hóa xe tăng là việc làm cấp bách.

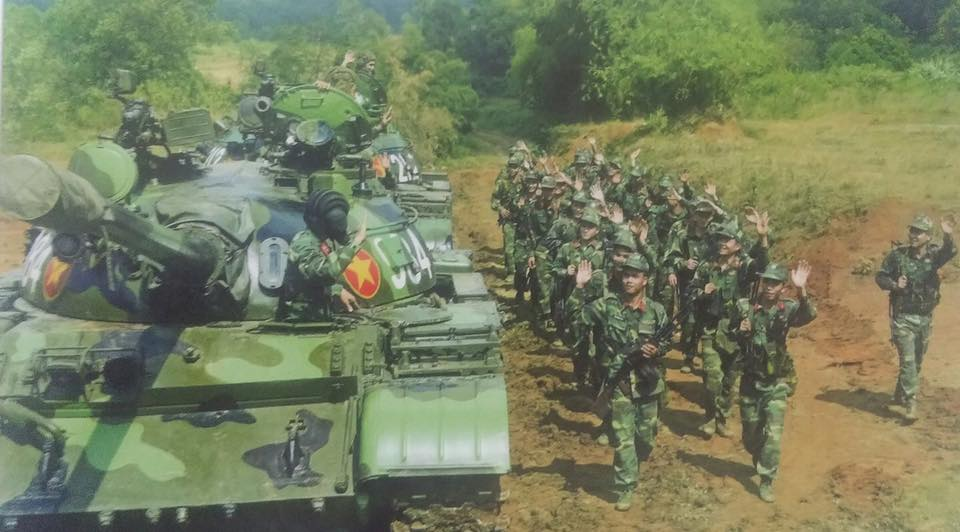
Xe tăng chiến đấu T-54 và bộ binh tham gia huấn luyện

Năm 2014, BQP Việt Nam đã hợp tác với Israel để nâng cấp những chiếc T-54/55 và Type 59 lên phiên bản T-54M3. Xe ứng dụng một số công nghệ mới thiết kế theo kiểu phương Tây, bổ sung thêm giáp yếm, giáp phản ứng nổ, diềm chắn xích, trang bị hệ thống điều khiển hỏa lực kiểu mới để xe tăng có thể bắn với độ chính xác cao khi hành tiến (trước kia vừa chạy vừa bắn chỉ có độ chính xác thấp). T-54M3 được trang bị giáp ERA thế hệ thứ hai có khả năng chống lại đạn tên lửa chống tăng B-72 và các loại đạn lõm chống tăng thông thường, thay pháo 100mm bằng pháo nòng xoắn 105 mm M68/L7 của Israel. Lắp đặt thêm súng cối 60 mm, súng máy PKT 7,62 mm, bộ cảm biến MAWS6056B của Pháp và động cơ diesel 1000 mã lực của Đức. Tuy nhiên, phiên bản T-54M3 này có chi phí nâng cấp quá cao, mà lại không quá nổi trội đồng thời nó lại được thay pháo D-10T 100mm trên T-54B nguyên bản bằng pháo 105mm chuẩn NATO. Điều này sẽ gây ra khó khăn rất lớn cho hệ thống hậu cần cũng như lãng phí số lượng lớn đạn pháo 100mm trong biên chế QDNDVN. Chỉ có một nguyên mẫu được chế tạo.

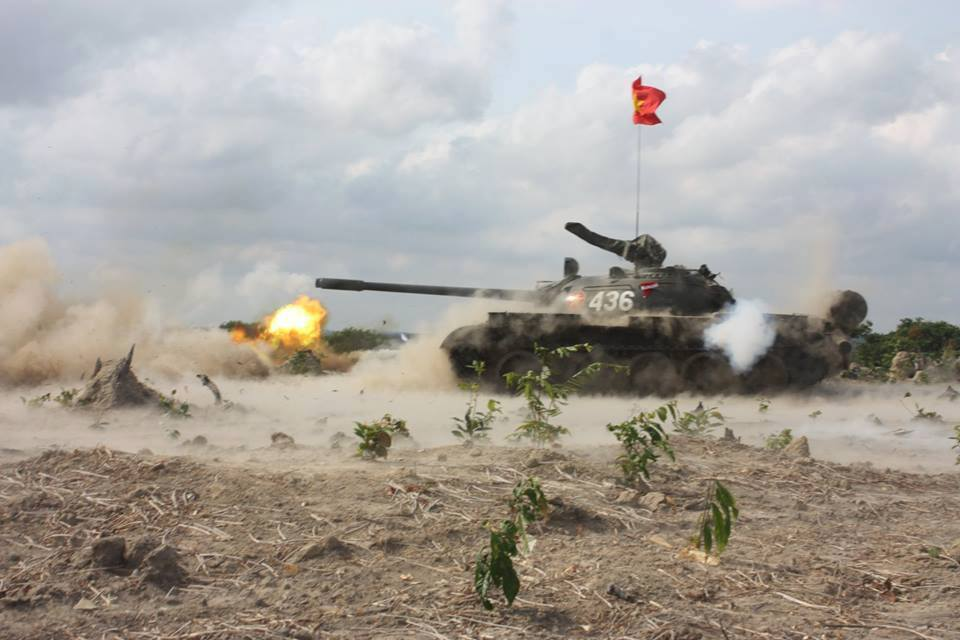
T-54 tham gia huấn luyện

T-54M: Phiên bản cải tiến khác của T-54B, T-54 mà Việt Nam áp dụng, thay thế cho phiên bản T-54M3 đã bị dừng. Xe được bổ sung thêm giáp yếm, giáp phản ứng nổ, diềm chắn xích, trang bị hệ thống điều khiển hỏa lực kiểu mới TIFCS-3BU bao gồm hệ thống ngắm bắn TSGS-54BU do Tây Ban Nha sản xuất. Hệ thống kiểm soát hoả lực TIFCS-3BU được tích hợp máy đo xa laser và bộ ổn định đường ngắm giúp bắn chính xác kể cả khi xe đang di chuyển, kính ngắm ảnh nhiệt có thể giúp xác định được mục tiêu trong đêm tối một cách dễ dàng và khai hoả chính xác. Khẩu pháo 100mm được giữ lại, nhưng được bổ sung thêm các tấm bọc cách nhiệt để làm giảm độ cong nòng pháo do nhiệt độ, giúp đường đạn bắn chính xác hơn. Hiện nay, quá trình nâng cấp đang được tiến hành tại nhà máy Z175 BQPVN.

#### Những hợp đồng mới
Bên cạnh việc nâng cấp số lượng xe tăng hiện có, QĐNDVN cũng thực hiện những hợp đồng mua mới trang bị.
Những năm 1978 - 1979, Việt Nam đã nhận được từ Tiệp Khắc tới 30 xe tăng chiến đấu chủ lực T-62. Đây được cho là hợp đồng mua sắm trang bị quốc phòng theo dạng thương mại đầu tiên của Việt Nam, không phải là hàng viện trợ như các loại vũ khí đã nhận trước đó.
T-62 có kiểu bố trí cổ điển, với khoang động cơ ở đuôi xe, khoang điều khiển ở phía trước và khoang chiến đấu ở giữa xe. Kíp chiến đấu gồm bốn người: lái xe, chỉ huy, pháo thủ và nạp đạn viên. Thân xe là một kết cấu hàn hình hộp cứng được ghép từ các tấm thép bọc giáp cuộn dày 16, 30, 45, 80 và 100 mm. Phần phía trước của thân được tạo thành bởi hai nêm hội tụ của các tấm giáp 100 mm: phần trên nằm nghiêng 60 ° so với phương thẳng đứng và phần dưới có độ nghiêng 55 °. Các mặt bên của thân xe bao gồm các tấm 80 mm thẳng đứng vững chắc và đuôi tàu bao gồm một tấm dọc trên cùng có độ dày 45 mm và một tấm đáy 16 mm, có độ dốc 70 °. Nóc của xe ở khu vực bệ tháp pháo dày 30 mm, và phía trên khoang động cơ - 16 mm. Đáy  xe bao gồm tấm thép 20 mm được dập và có mặt cắt ngang hình lòng máng. Các tấm phía trước và hai bên xe được làm bằng thép crom - niken - molypden 42CM, đuôi và xe được làm bằng thép 49C, và đáy làm bằng thép crom - molypden 43PSM. Vũ khí chính của T-62 là pháo bán tự động nòng trơn U-5TS (2A20) 115 mm. Nòng súng - gắn chặt với một vỏ bọc, 52,6 tầm cỡ / 6050 mm dài và được trang bị với một phun. Pháo có khóa nòng nêm ngang với cơ cấu bán tự động kiểu lò xo và cơ cấu kích hoạt bằng tay bằng điện và dự phòng. Thiết bị giật bao gồm thiết bị giật thủy lực và thiết bị giật thủy khí nằm phía trên nòng súng; chiều dài độ giật bình thường là 350–415 mm, chiều dài giới hạn là 430 mm. Đặc biệt, T-62 được trang bị hệ thống bảo vệ chống hạt nhân giúp bảo vệ tổ lái của xe tăng khỏi áp suất quá mức tạo ra bởi sóng xung kích của vụ nổ hạt nhân và khỏi sự xâm nhập của bụi phóng xạ vào trong xe tăng. Trong nhiều năm, T-62 là xe tăng chiến đấu chủ lực hiện đại nhất của QĐNDVN.
Tháng 2 năm 2005, Bộ Quốc phòng Phần Lan nhượng lại cho Việt Nam khoảng 70 xe tăng T-54 và T-55 có từ thời Liên Xô.
Năm 2016, BQPVN ký quyết định mua 64 xe tăng chiến đấu chủ lực T-90 từ Nga. Lô đầu tiên đã được chuyển tới Việt Nam vào ngày 31/12/2018, đã giao hàng xong trong năm 2019. Đơn giá cho mỗi chiếc là 6,25 triệu USD, tổng trị giá hợp đồng là 400 triệu USD. Số xe tăng này biên chế cho lữ đoàn 201 đóng quân tại Xuân Mai, Hà Nội.
Xe tăng chủ lực T-90 trang bị pháo nòng trơn 125mm với sự tăng cường độ chính xác, hệ thống cân bằng pháo – tăng hai chiều dọc – ngang, đồng trục với pháo là súng máy 7,62mm (PKT hoặc PKTM) và súng phòng không 12,7mm (NSVT-12,7 hoặc KORD). Trên T-90 lắp tổ hợp điều khiển hỏa lực tự động với máy tính toán đường đạn kỹ thuật số và kính ngăm hồng ngoại hoạt động trong điều kiện ngày/đêm, thiết bị nạp đạn tự động (AZ) đảm bảo hiệu quả chiến đấu cao của các loại vũ khí trong xe. Thiết bị súng máy phòng không (ZPU) với thiết bị ngắm và dẫn bắn từ xa cho phép bắn mục tiêu trên không và trên mặt đất từ trong buồng chiến đấu của xe tăng. T-90 trang bị tổ hợp chế áp quang điện (KOEP) TShU-1 "Shtora-1" làm giảm xác suất bị bắn cháy bởi các tên lửa chống tăng có điều khiển (PTUR) của đối phương bằng cách tạo ra các dải nhiễu có điều khiển và các thiết bị chống tăng (PTS) với sự chỉ thị mục tiêu và đo xa bằng tia laze. Trên T-90 hệ thống phòng thủ tập thể (SKZ) khỏi tác động của vũ khí hủy diệt hàng loạt (OMP), hệ thống chữa cháy một cách nhanh chóng (PPO) trên cơ sở bộ cảm biến quang học với đám cháy, trang bị dành cho việc tự ủi, trang bị cho việc vượt chướng ngại vật nước (vượt vũng, sông) theo đáy (OPVT). Trong xe tăng đã thực hiện được lời giải về cấu trúc nhằm giảm hiệu quả của các thiết bị phát hiện và dẫn bắn theo tia hồng ngoại và đảm bảo sự bảo vệ cho xe tăng khỏi ảnh hưởng khỏi sự cháy của các hỗn hợp "napal". Xe tăng có khả năng trang bị thiết bị quét mìn dạng lưỡi dao KM7-6M2 hoặc bánh quét mìn dạng lưỡi dao KMT-7 hoặc thiết bị quét mìn KMT-8 với đầu nối điện từ. Với việc mua T-90, QDND Việt Nam đã có bước tiến lớn trong việc xây dựng một lực lượng thiết giáp hiện đại, phù hợp với thời kì mới.

### Hoạt động quốc tế
Năm 2018, Quân đội Nhân dân Việt Nam lần đầu tiên cử đoàn vận động viên tham dự Army Games. Tại nội dung " Xe tăng hành tiến ", kíp lái số 1 (Trần Viết Hải, Nguyễn Anh Thuận, Nguyễn Mạnh Dũng) tiêu diệt 1/3 mục tiêu số 12, 0/1 mục tiêu số  25, 0/1 mục tiêu số 9 mất 43 phút 41 giây. Kíp lái số 2 (Khổng Văn Nướng, Lưu Thế Anh, Đặng Thành Luân) tiêu diệt 1/3 mục tiêu số 12, 0/1 mục tiêu số 25, 0/1 mục tiêu số 9 mất 47 phút 08 giây. Kíp lái số 3 (Chân Thành Long, Lưu Anh Thuận, Nguyễn Tiến Chiến) tiêu diệt 3/3 mục tiêu số 12, 0/1 mục tiêu số  25, 1/1 mục tiêu số 9 mất 41 phút 18 giây.  Kết quả, tổng thời gian là 2 giờ 12 phút 07 giây, đội tuyển xe tăng Việt Nam đã không lọt vào bán kết của giải
Tại nội dung "Xe tăng hành tiến " khuôn khổ hội thao Army Game 2019, kíp lái số 1 ĐT Xe tăng VN tiêu diệt 1/3 mục tiêu số 12, 0/1 mục tiêu số  25, 1/1 mục tiêu số 9 mất 32 phút 17 giây. Kíp lái số 2 tiêu diệt 1/3 mục tiêu số 12, 0/1 mục tiêu số  25, 0/1 mục tiêu số 9 mất 31 phút 05 giây. Kíp lái số 3 (Nguyễn Kiều Hưng, Phan Anh Thuận, Hoàng Mạnh Thuận)t iêu diệt 123 mục tiêu số 12, 011 mục tiêu số  5, 101 mục tiêu số 9 mất 37 phút 47 giây. Kết quả, tổng thời gian vòng loại là 1 giờ 41 phút 09 giây, ĐT xe tăng Việt Nam tham dự bán kết. Tại bán kết, xe tăng đội tuyển Việt Nam sơn màu xanh nước biển đã đạt giải nhì bảng B.
Trước khi cuộc thi Xe tăng hành tiến 2020 bắt đầu, Đội tuyển Xe tăng QĐND Việt Nam đã bốc thăm được phiếu thi số 3, theo đó mỗi kíp xe của Đội tuyển Xe tăng QĐND Việt Nam thực hiện 4 vòng chạy: Vòng 1 bắn súng máy phòng không với bia số 25 (máy bay trực thăng) và bia số 11 (pháo chống tăng) với khoảng cách từ 800 đến 1000m; vòng 2 bắn súng máy song song với 3 bia số 9 (súng chống tăng); vòng 3 thi tốc độ; vòng 4 bắn pháo hành tiến với 3 mục tiêu bia số 12 (xe tăng) ở khoảng cách 1.600m, 1.700m và 1.800m.
Kíp xe số 1 Đội tuyển Xe tăng QĐND Việt Nam gồm Trưởng xe Trần Việt Hải, pháo thủ Lê Quang Hiệp và lái xe Hoàng Mạnh Tuấn đã khởi động lượt thi đấu khá tốt, nhanh chóng vượt chướng ngại vật và tiến về khu vực bắn. Các vận động viên của Việt Nam đã nhanh chóng sử dụng súng máy phòng không tiêu diệt bia số 25 và bia số 11. Ở vòng 2, các vận động viên sử dụng súng máy tiêu diệt 2/3 bia số 9. Ngay sau đó, kíp xe số 1 của đội Việt Nam lập tức vào vòng thi tốc độ. Ở vòng 4, kíp xe số 1 của Việt Nam đã bắn pháo hành tiến tiêu diệt không được mục tiêu bia số 12.
Kíp xe số 2 gồm Trưởng xe Vũ Bá Trọng, pháo thủ Trần Ngọc Bình và lái xe Nguyễn Quốc Tuấn.Ở vòng 1, kíp xe số 2 của Việt Nam đã tiêu diệt 2/2 mục tiêu. Ở vòng 2, các vận động viên sử dụng súng máy tiêu diệt bia số 9 không thành công. Sau vòng thi tốc độ, ở vòng 4, kíp xe số 2 của Việt Nam thực hiện nội dung bắn pháo hành tiến nhưng xạ kích không tốt. Do xe gặp lỗi kỹ thuật nên ngay sau đó, Đội tuyển Xe tăng của Việt Nam đã lập tức chuẩn bị đổi xe. Đây là lần đổi xe thứ 2 trong trận chung kết. Trước đó, đội tuyển Myanmar cũng phải đổi xe vì lý do kỹ thuật.
Kíp xe số 3 gồm Trưởng xe Phạm Văn Anh, pháo thủ Phan Anh Tuấn và lái xe Nguyễn Tiến Chiến. Ở vòng 1, kíp xe số 3 của Việt Nam đã tiêu diệt 1/2 mục tiêu bằng súng 12,7mm. Ở vòng 2, các vận động viên sử dụng súng máy tiêu diệt 3/3 bia số 9. Sau vòng thi tốc độ, ở vòng 4, kíp xe số 2 của Việt Nam đã bắn pháo hành tiến tiêu diệt 2/3 mục tiêu bia số 12.
Sau 2 giờ 12 phút 47 giây, xe tăng của Việt Nam. Kết quả cuối cùng vòng chung kết bảng 2 được Ban tổ chức và Ban trọng tài công bố sau cuộc họp: Việt Nam: 2 giờ 12 phút 47 giây; Lào: 2 giờ 22 phút 47 giây; Tajikistan: 2 giờ 32 phút 37 giây; Myanmar: 2 giờ 35 phút 14 giây. Đội tuyển Việt Nam đã đạt chức vô địch bảng B nội dung Xe tăng hành tiến. Năm 2021, Đội tuyển xe tăng Việt Nam sẽ thi đấu tại bảng A của cuộc thi.